# Arquitectura de Turquía
Este artículo sobre la arquitectura de Turquía o la arquitectura turca en el período republicano se refiere a la arquitectura practicada en el territorio de la actual Turquía desde la fundación de la república en 1923. En los primeros años de la república, la arquitectura turca estuvo influenciada por la arquitectura selyúcida y otomana, en particular durante el primer movimiento arquitectónico nacional (también llamado movimiento de arquitectura neoclásica turca ). Sin embargo, a partir de la década de 1930, los estilos arquitectónicos comenzaron a diferir de la arquitectura tradicional, también como resultado de un número creciente de arquitectos extranjeros invitados a trabajar en el país, en su mayoría de Alemania y Austria. La Segunda Guerra Mundial fue un período de aislamiento, durante el cual surgió el Segundo Movimiento Arquitectónico Nacional . Similar a la arquitectura fascista, el movimiento pretendía crear una arquitectura moderna pero nacionalista.
A partir de la década de 1950, el aislamiento del resto del mundo comenzó a disminuir, lo que permitió a los arquitectos turcos experimentar con nuevos estilos e inspirarse cada vez más en sus homólogos del resto del mundo. Sin embargo, se vieron limitados en gran medida por la falta de infraestructura tecnológica o recursos financieros insuficientes hasta la década de 1980. A partir de entonces, la liberalización de la economía y el cambio hacia un crecimiento impulsado por las exportaciones allanaron el camino para que el sector privado se convirtiera en la principal influencia en la arquitectura en Turquía.

## Década de 1920 a principios de la década de 1930: primer movimiento arquitectónico nacional
El Primer Movimiento Arquitectónico Nacional (en turco : Birinci Ulusal Mimarlık Akımı ) fue un movimiento arquitectónico dirigido por los arquitectos turcos Vedat Tek (1873–1942) y Mimar Kemaleddin Bey (1870–1927). Los seguidores del movimiento querían crear una arquitectura nueva y "nacional", basada en elementos de la arquitectura selyúcida y otomana. El movimiento también se denominó arquitectura neoclásica turca o renacimiento arquitectónico nacional. Otros seguidores destacados de este movimiento fueron Arif Hikmet Koyunoğlu (1888–1982) y Giulio Mongeri (1873–1953). Los edificios notables de esta época son la oficina principal de correos de Estambul (1905–1909), los apartamentos Tayyare (1919–1922), 4th Vakıf Han de Estambul (1911–1926), Museo Estatal de Arte y Escultura (1927–1930) ), Museo de Etnografía de Ankara (1925–1928), Mezquita Bebek, y Mezquita Kamer Hatun.

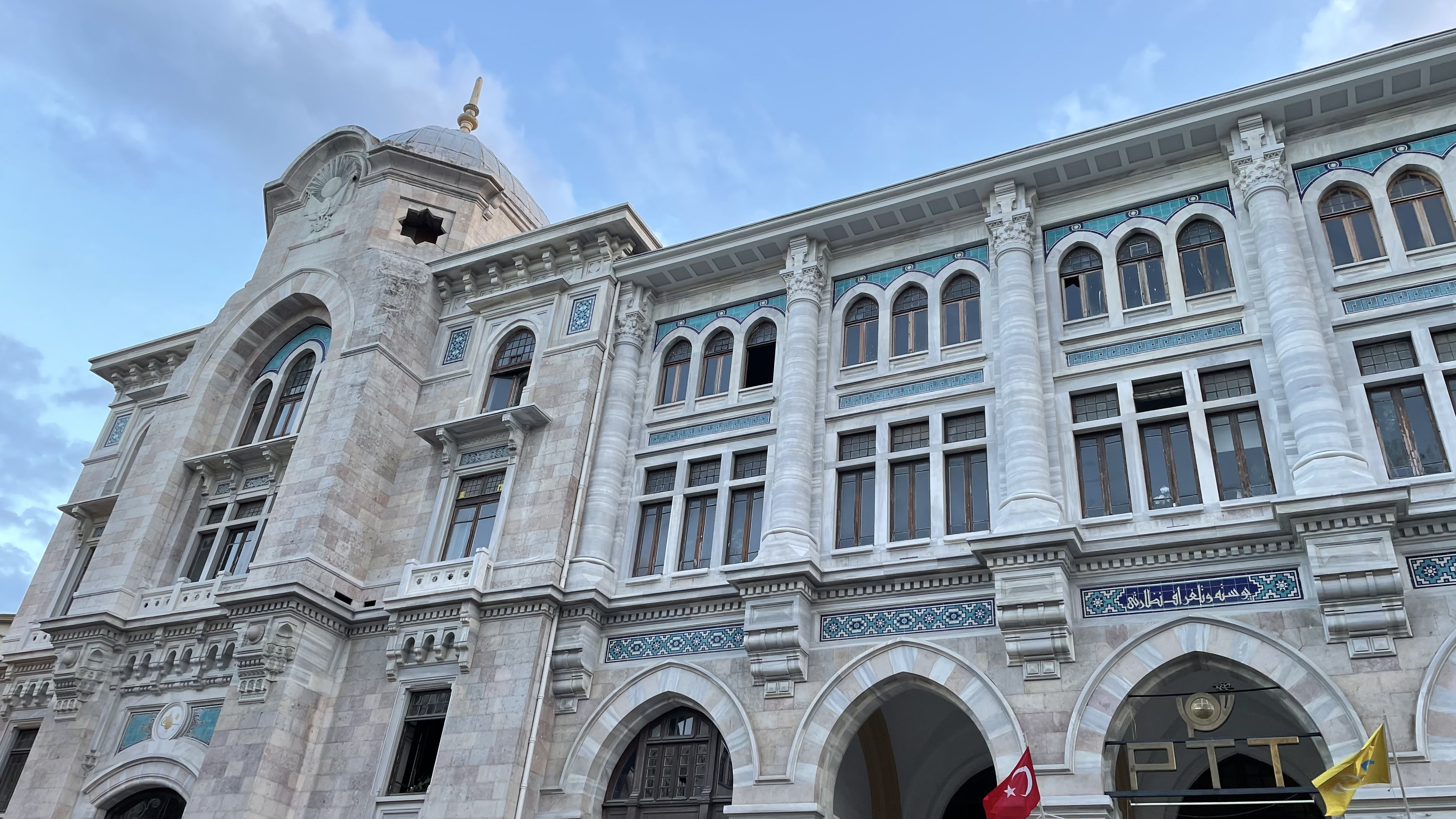
Oficina principal de correos de Estambul en Sirkeci, diseñada por Vedat Tek (1905-1909).
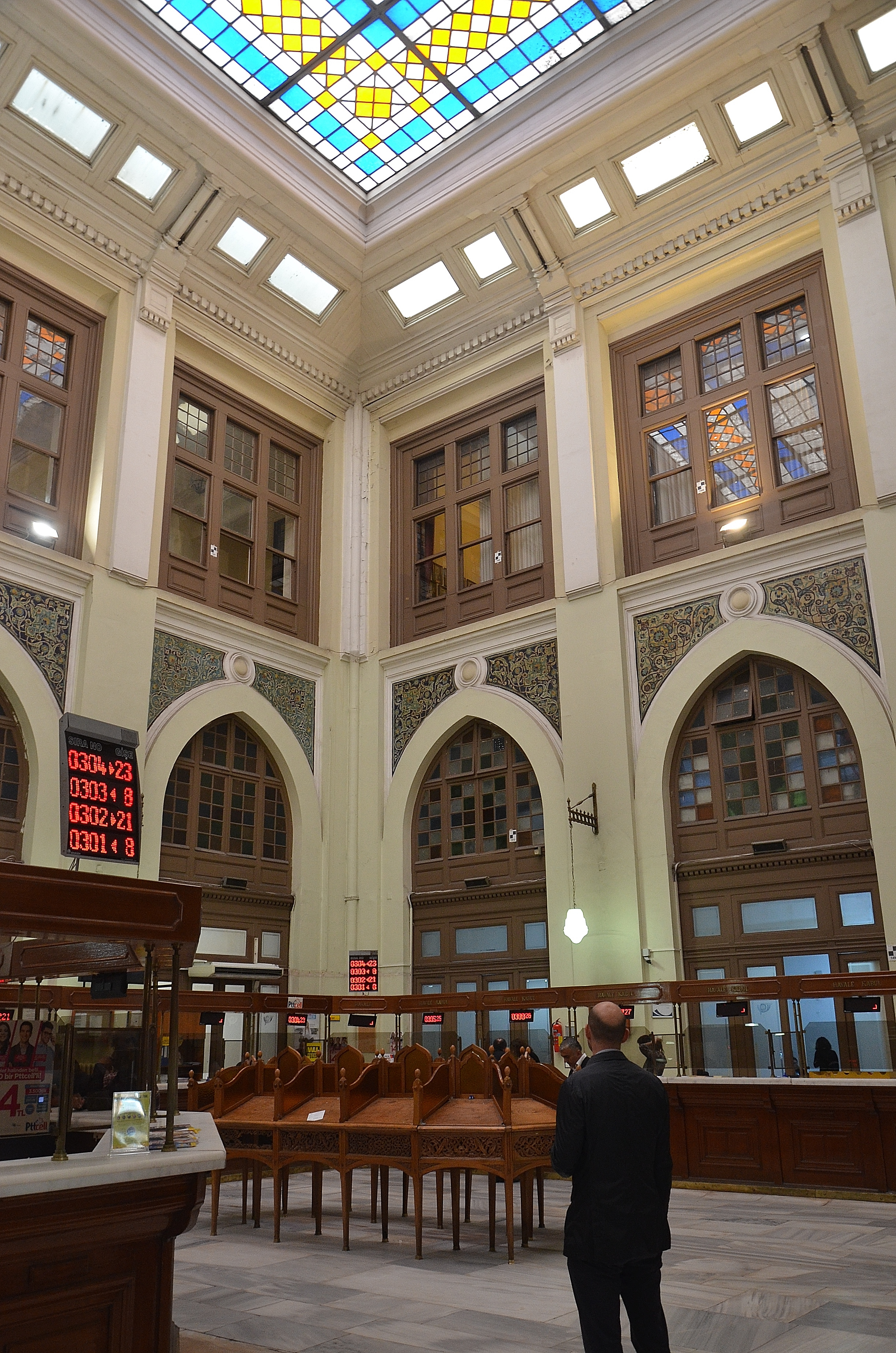
Interior de la oficina principal de correos de Estambul
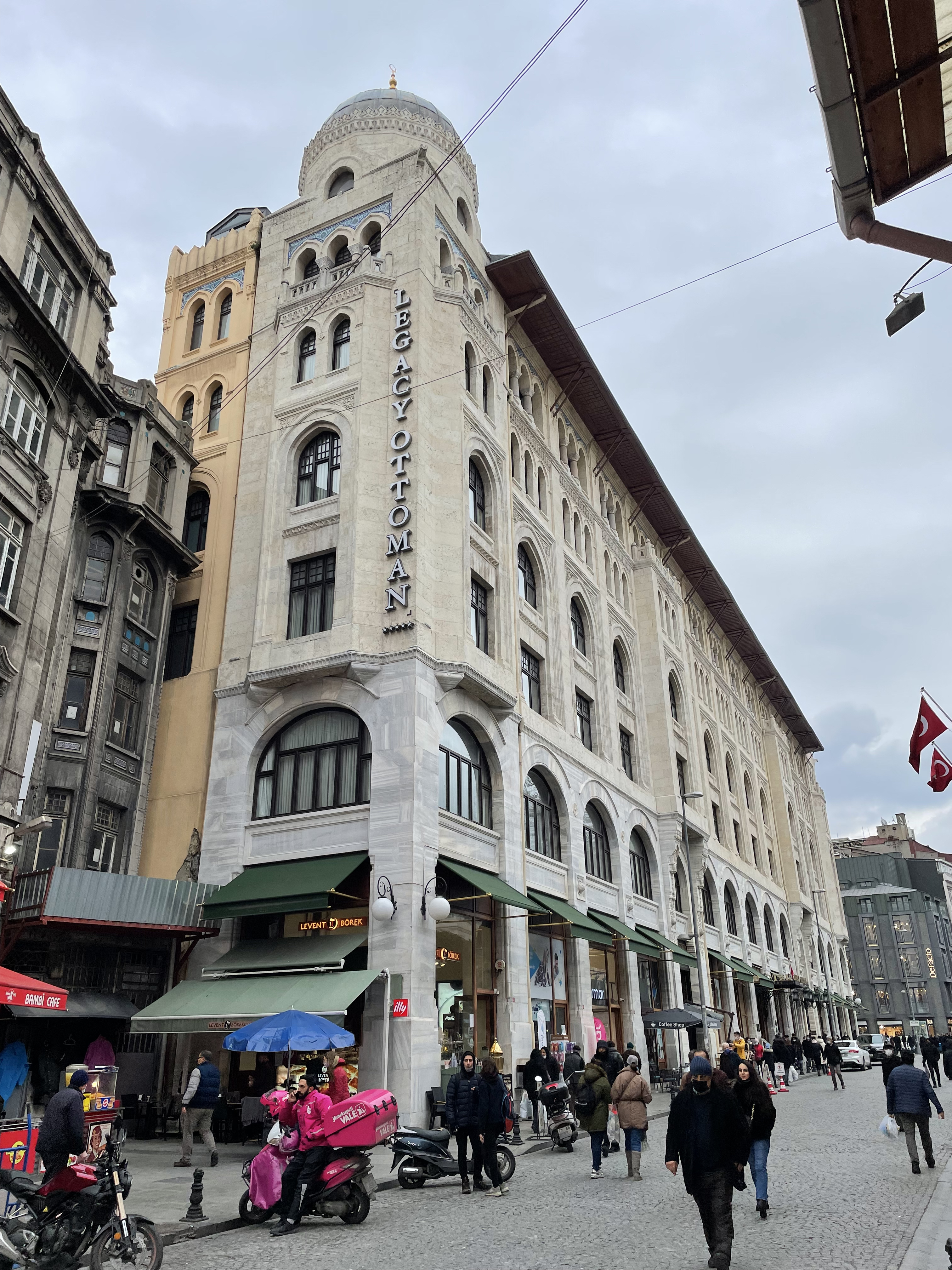
Estambul 4th Vakıf Han en Eminönü, diseñado por Mimar Kemaleddin Bey (1911–1926).
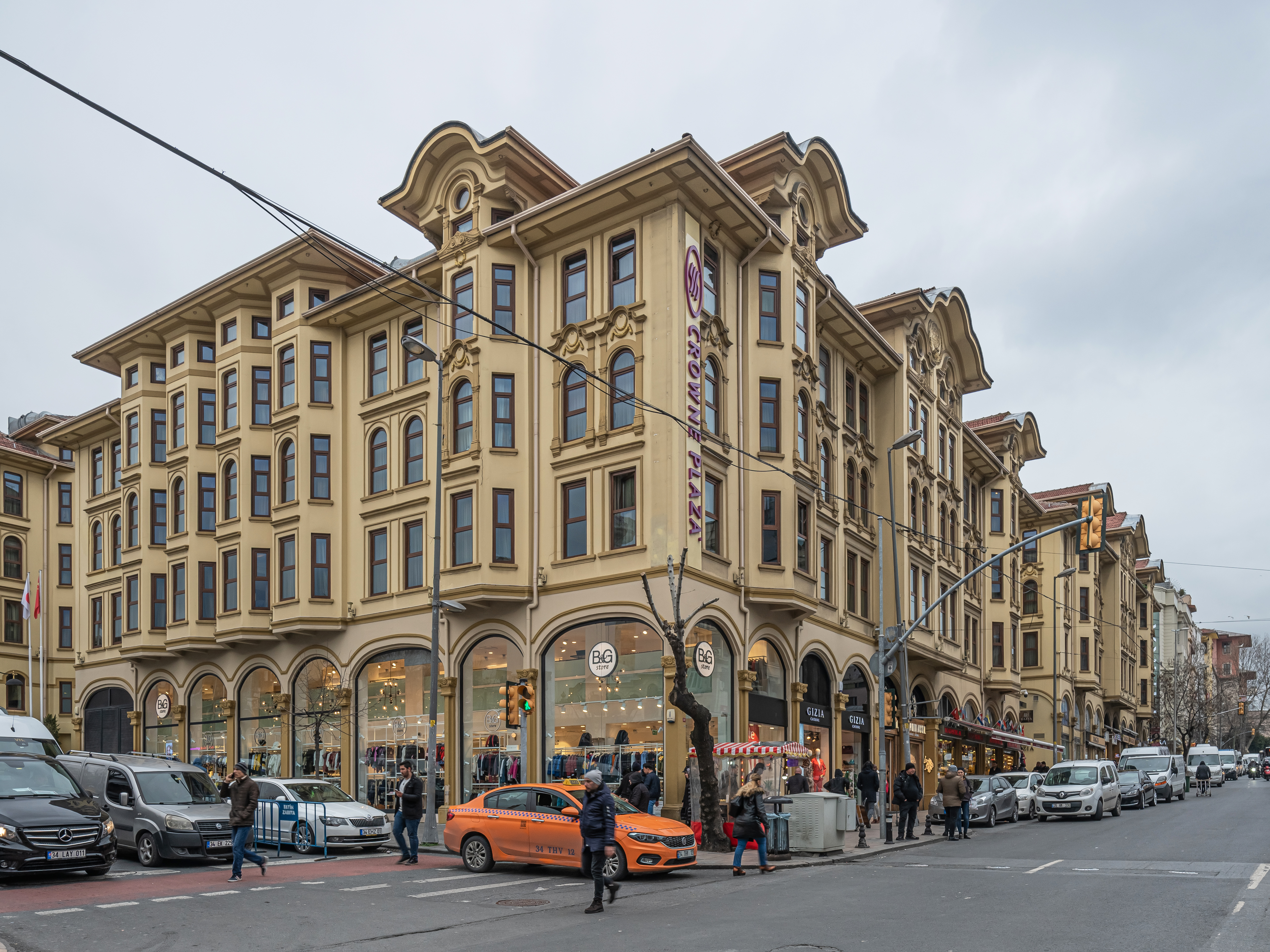
Apartamentos Tayyare, en Laleli, Estambul, diseñado por Mimar Kemaleddin Bey (1919–1922).
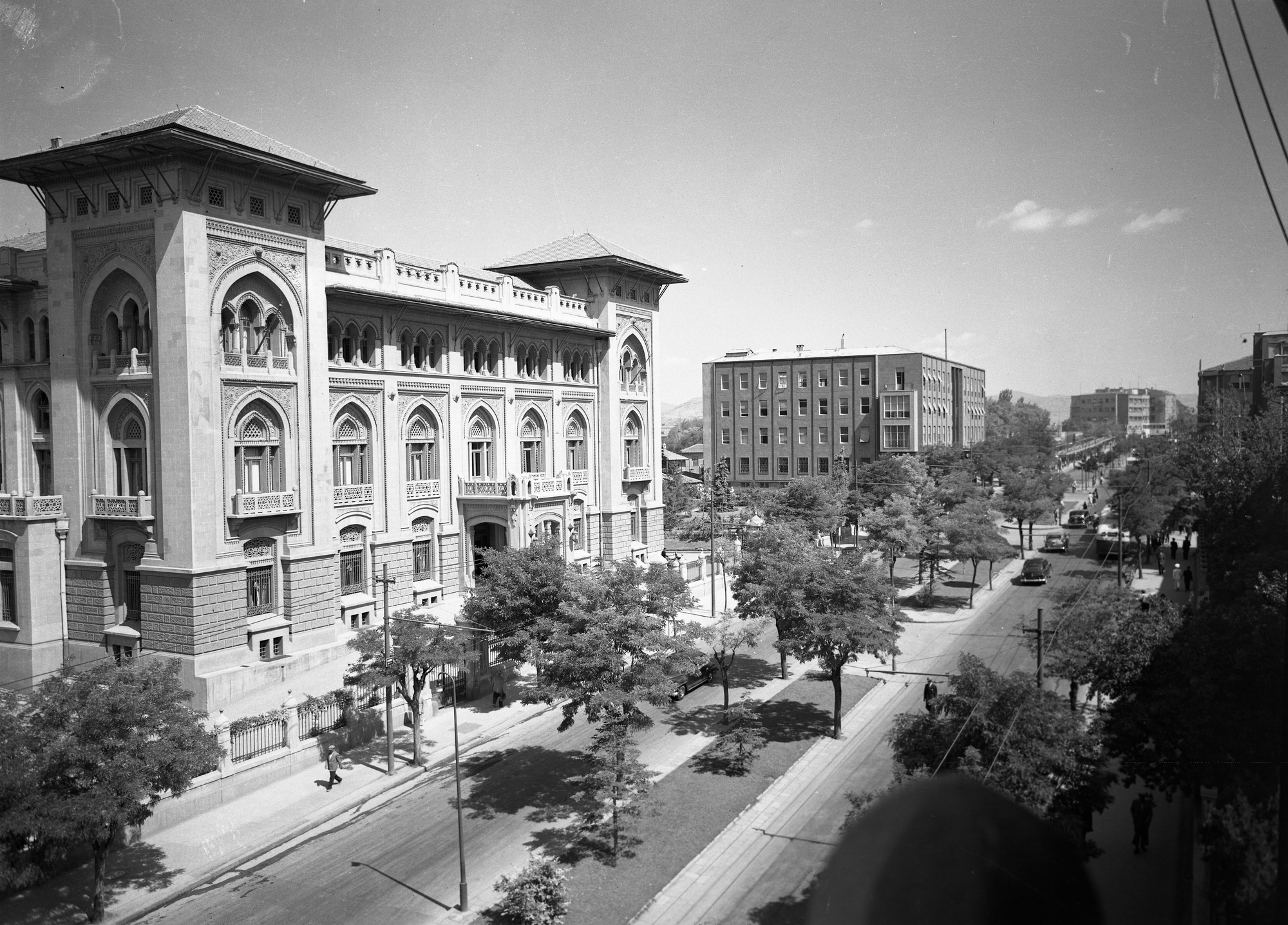
Primera sede del banco Ziraat en Ankara
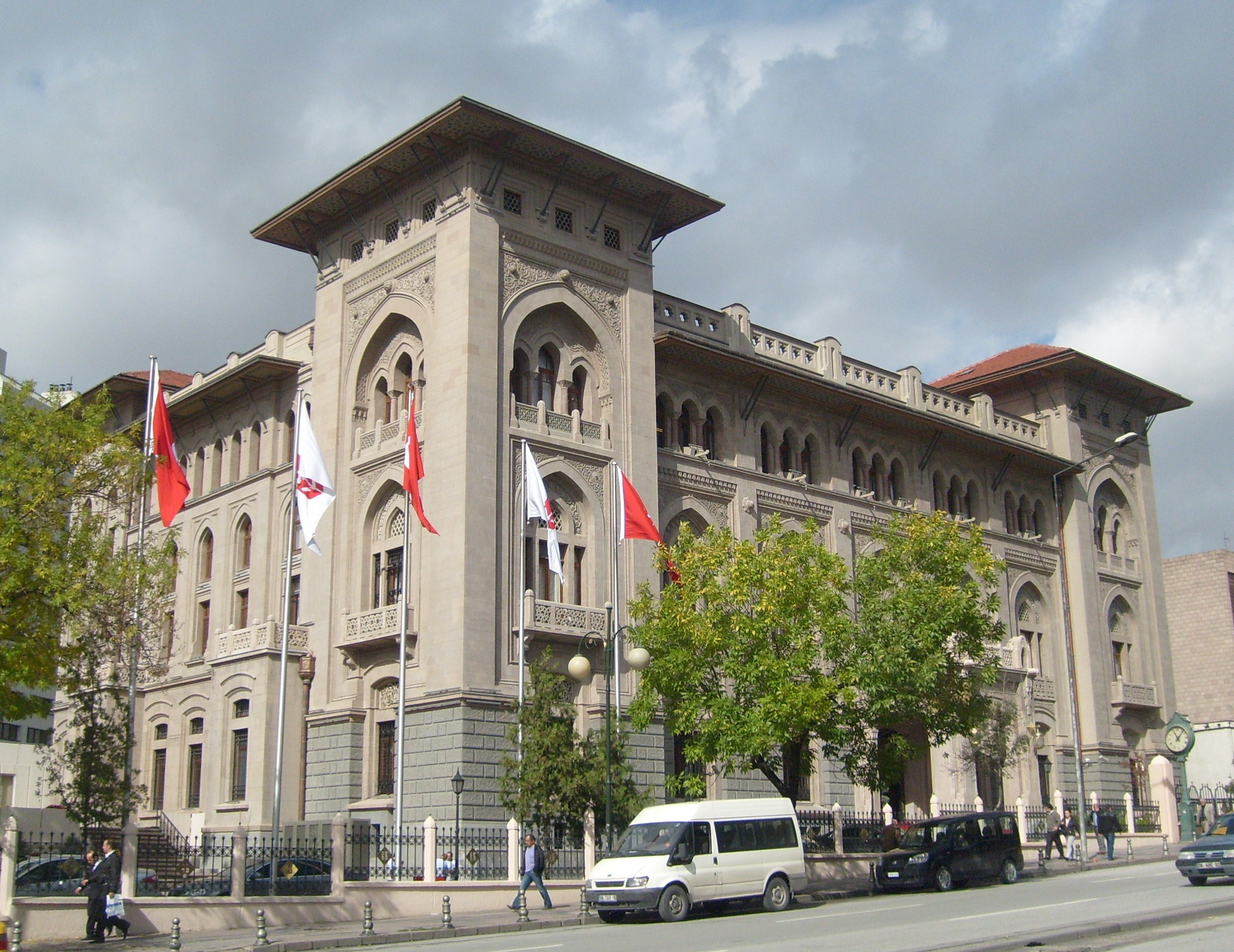
Primera sede del banco Ziraat en Ankara, diseñada por Giulio Mongeri (1925-1929).
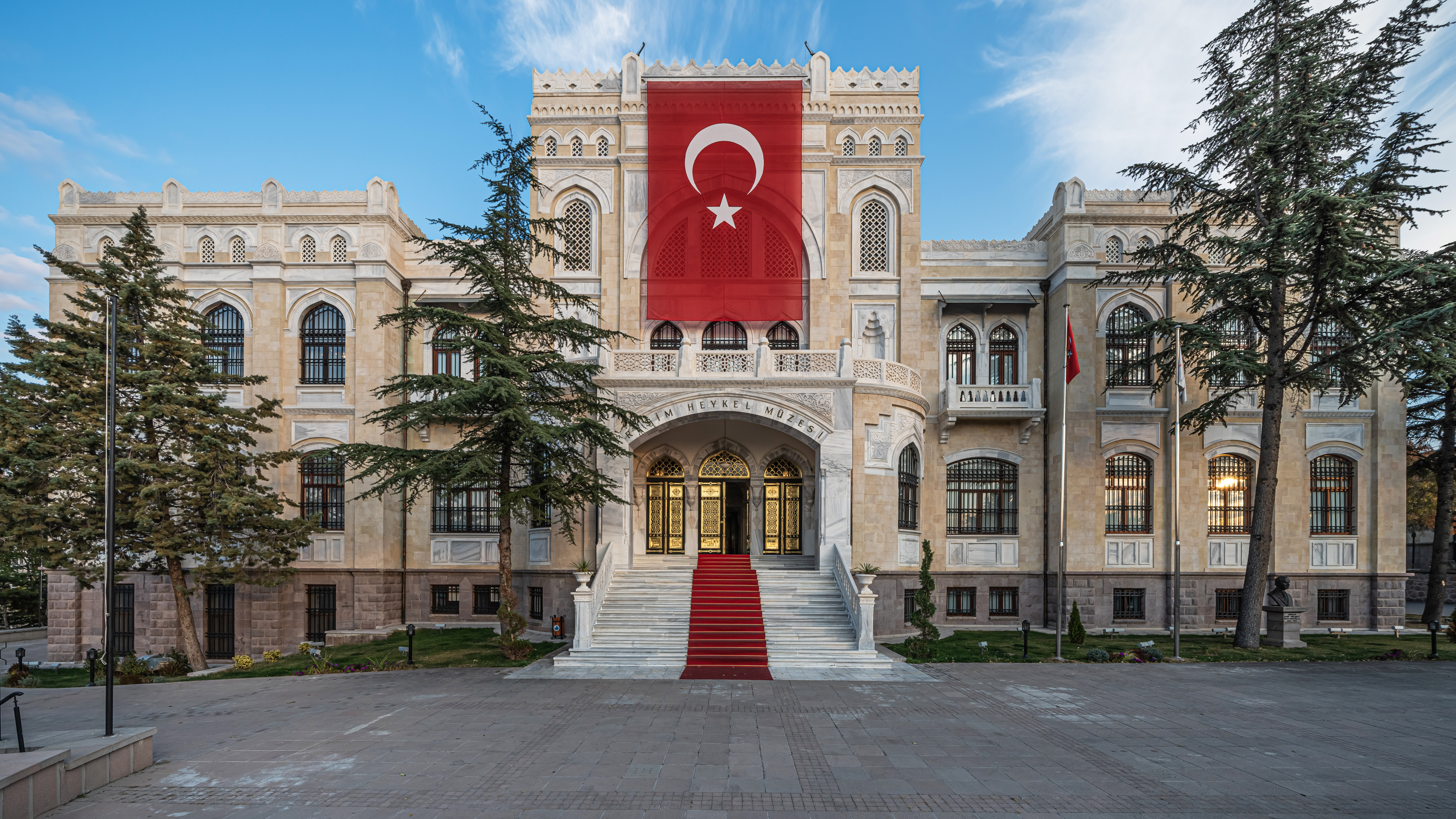
Museo Estatal de Arte y Escultura de Ankara, diseñado por Arif Hikmet Koyunoğlu (1927–1930).
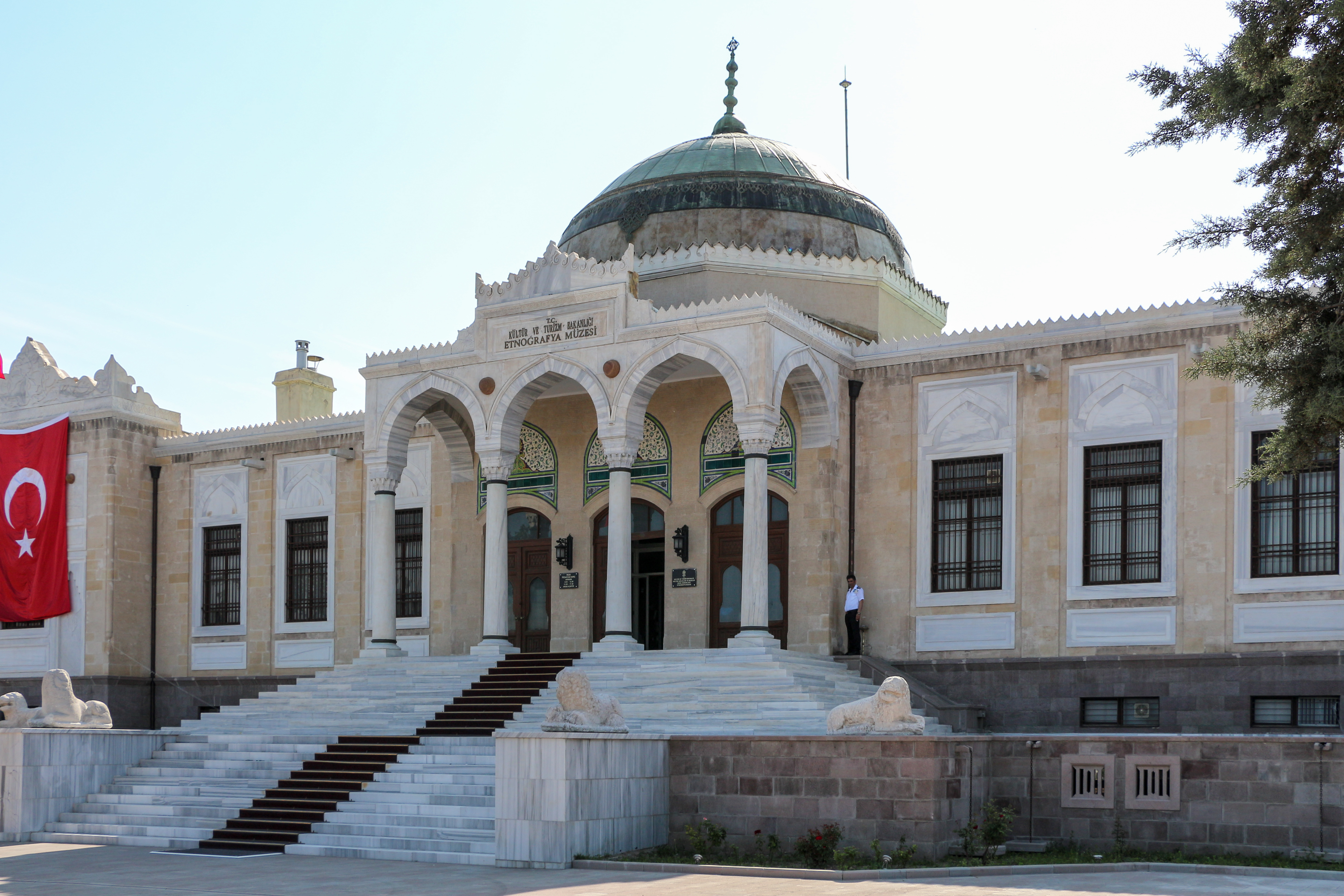
Museo Etnográfico de Ankara, diseñado por el arquitecto Arif Hikmet Koyunoğlu (1925-1928).
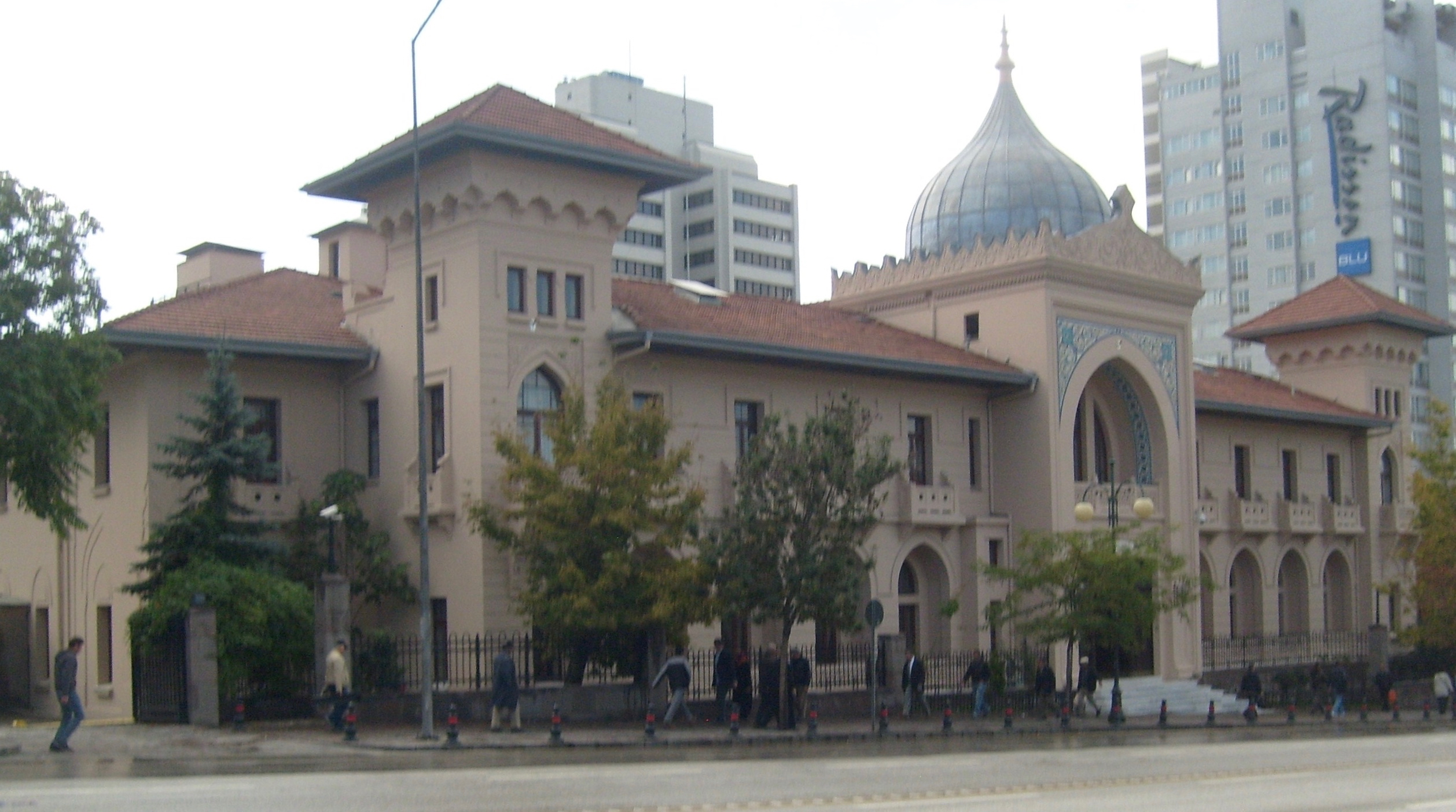
Ankara Palas Hotel
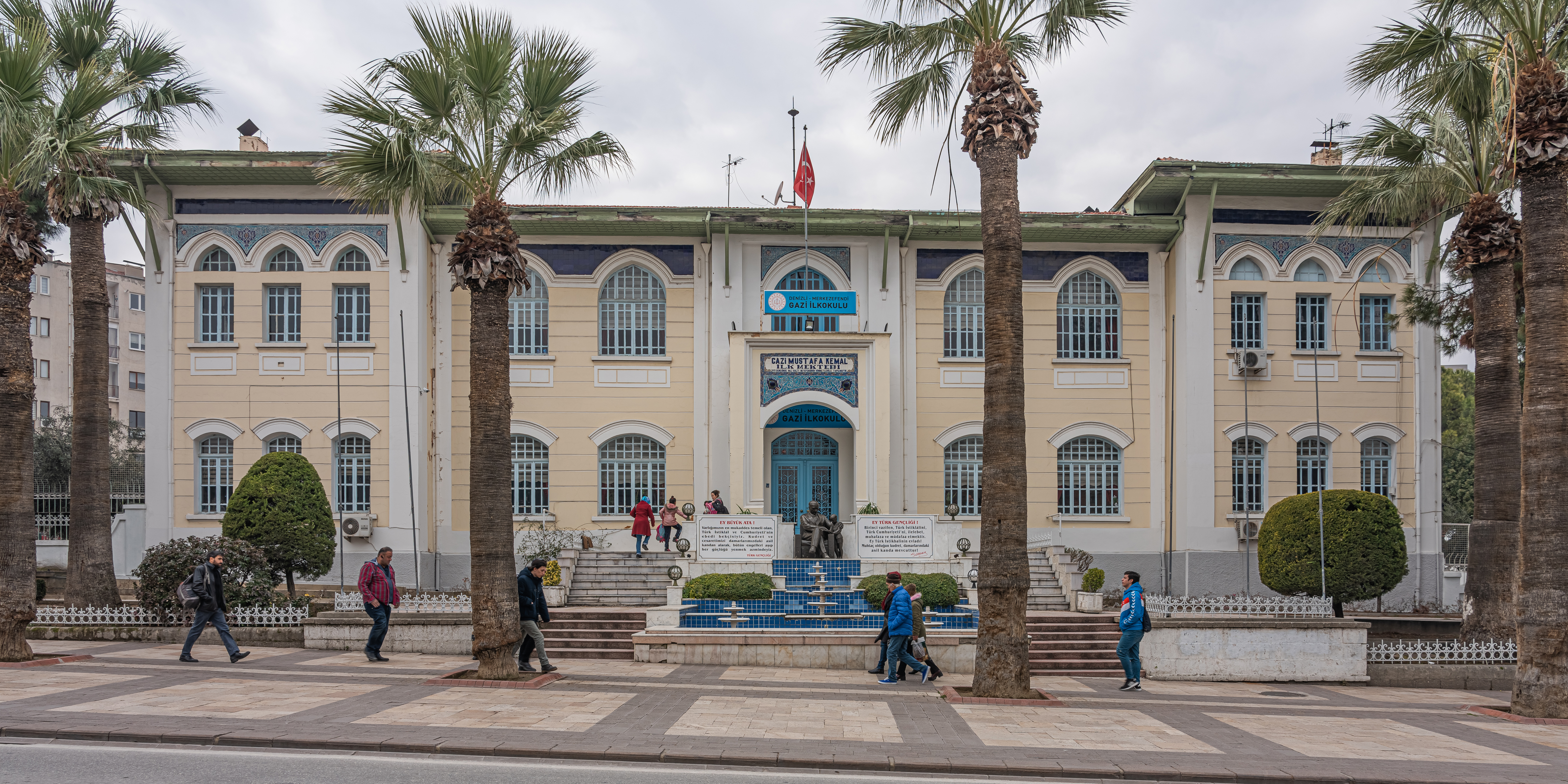
Escuela primaria Denizli Gazi Mustafa Kemal (1932)

## Décadas de 1930 a 1950: el modernismo y la influencia de los arquitectos extranjeros
La residencia marina de Atatürk en Florya, de estilo Bauhaus (1935) y la Estación Central de Ankara, de estilo Art Deco (1937) se encuentran entre los ejemplos notables de esta época. Como no había suficientes arquitectos en Turquía hasta la década de 1950, el gobierno invitó a varios arquitectos de Alemania, Austria, Suiza y Francia para gestionar la rápida construcción de la nueva capital, Ankara. Alrededor de 40 arquitectos y urbanistas diseñaron y supervisaron varios proyectos (principalmente en Ankara, y en menor medida en Estambul e Izmir) entre 1924 y 1942. Entre ellos estaban Gudrun Baudisch, Rudolf Belling, Paul Bonatz, Ernst Arnold Egli, Martin Elsaesser, Anton Hanak, Franz Hillinger, Clemens Holzmeister, Henri Prost, Paolo Vietti-Violi, Werner Issel, Hermann Jansen, Theodor Jost, Heinrich Krippel, Carl Christoph. Lörcher, Robert Oerley, Bernhard Pfau, Bruno Taut y Josef Thorak.
Ejemplos seleccionados de edificios de esta época son la residencia marina de Atatürk en Florya, de estilo Bauhaus (1935) diseñada por Seyfi Arkan ; la estación de tren de estilo Art Deco de Ankara (1937) diseñada por Şekip Akalın ; el edificio del Tribunal de Casación (1933-1935) diseñado por Clemens Holzmeister ; el edificio de la Facultad de Idiomas, Historia y Geografía (1937) de la Universidad de Ankara diseñado por Bruno Taut; y el edificio de la Gran Asamblea Nacional de Turquía (1938–63) diseñado por Clemens Holzmeister.

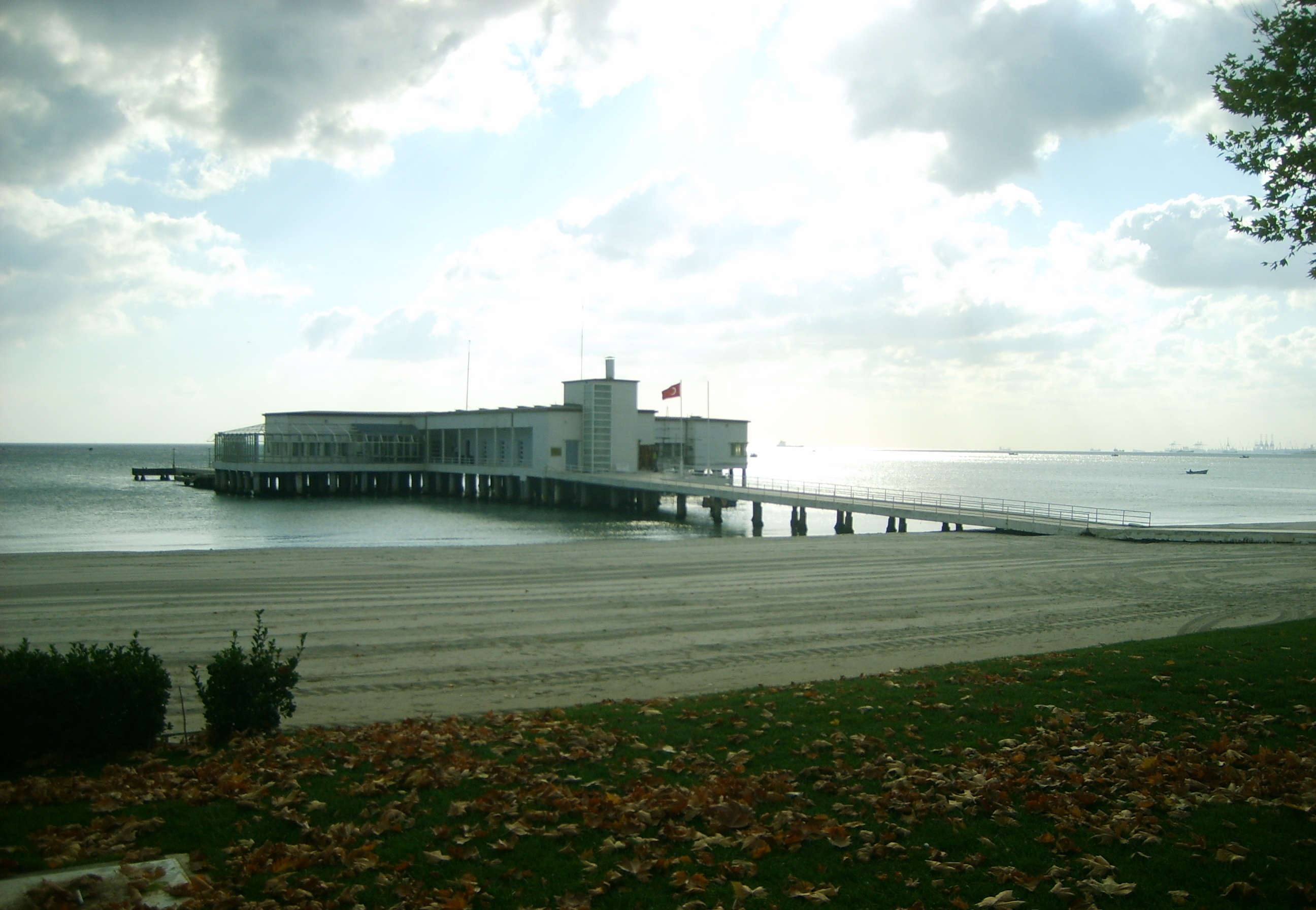
Diseñado por Seyfi Arkan, la residencia marina de Atatürk en Florya (1935) es un notable edificio de estilo Bauhaus en Estambul.
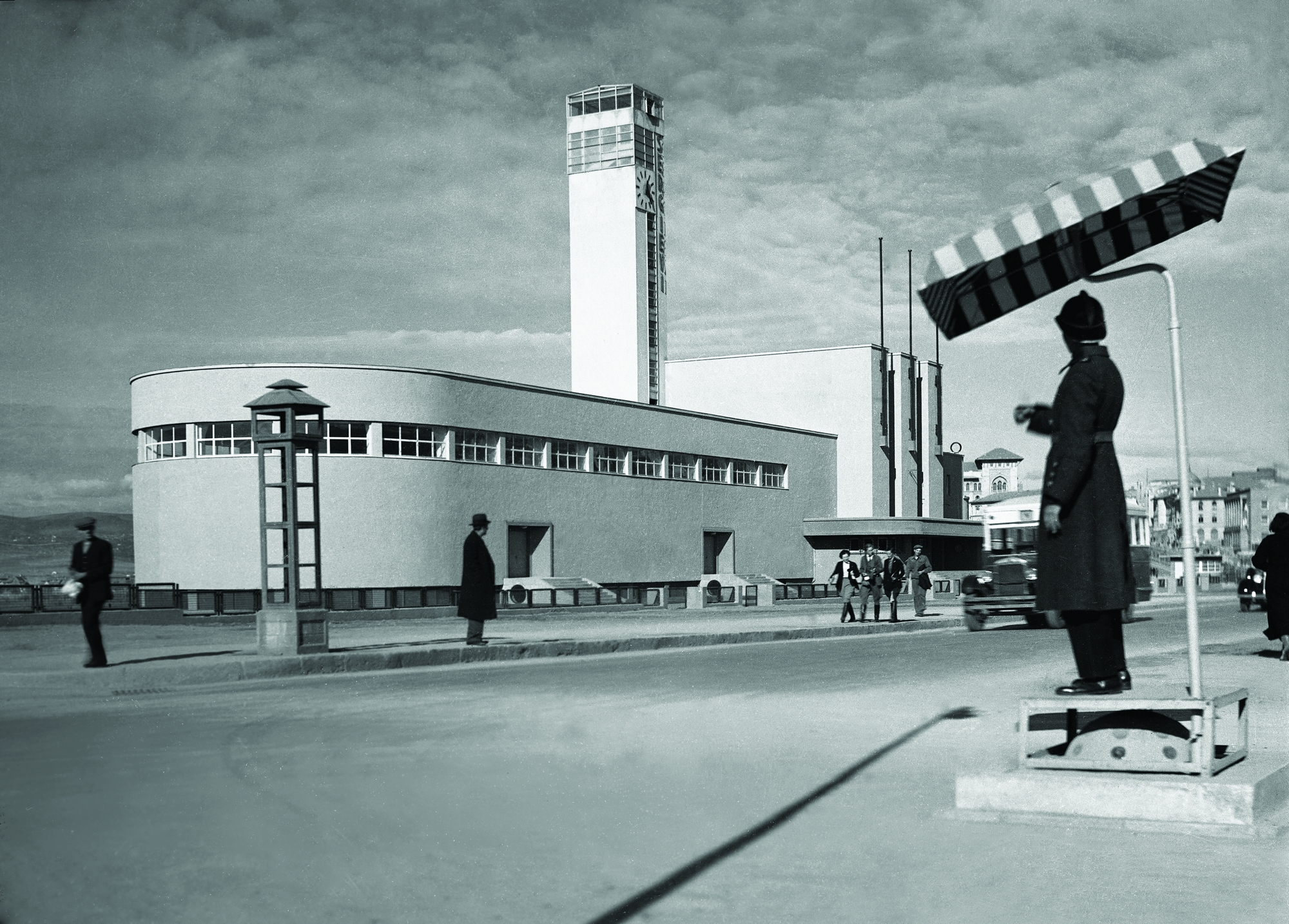
Teatro de la Ópera de Ankara, diseñado por Şevki Balmumcu (1933–34) y renovado por Paul Bonatz (1946–47).
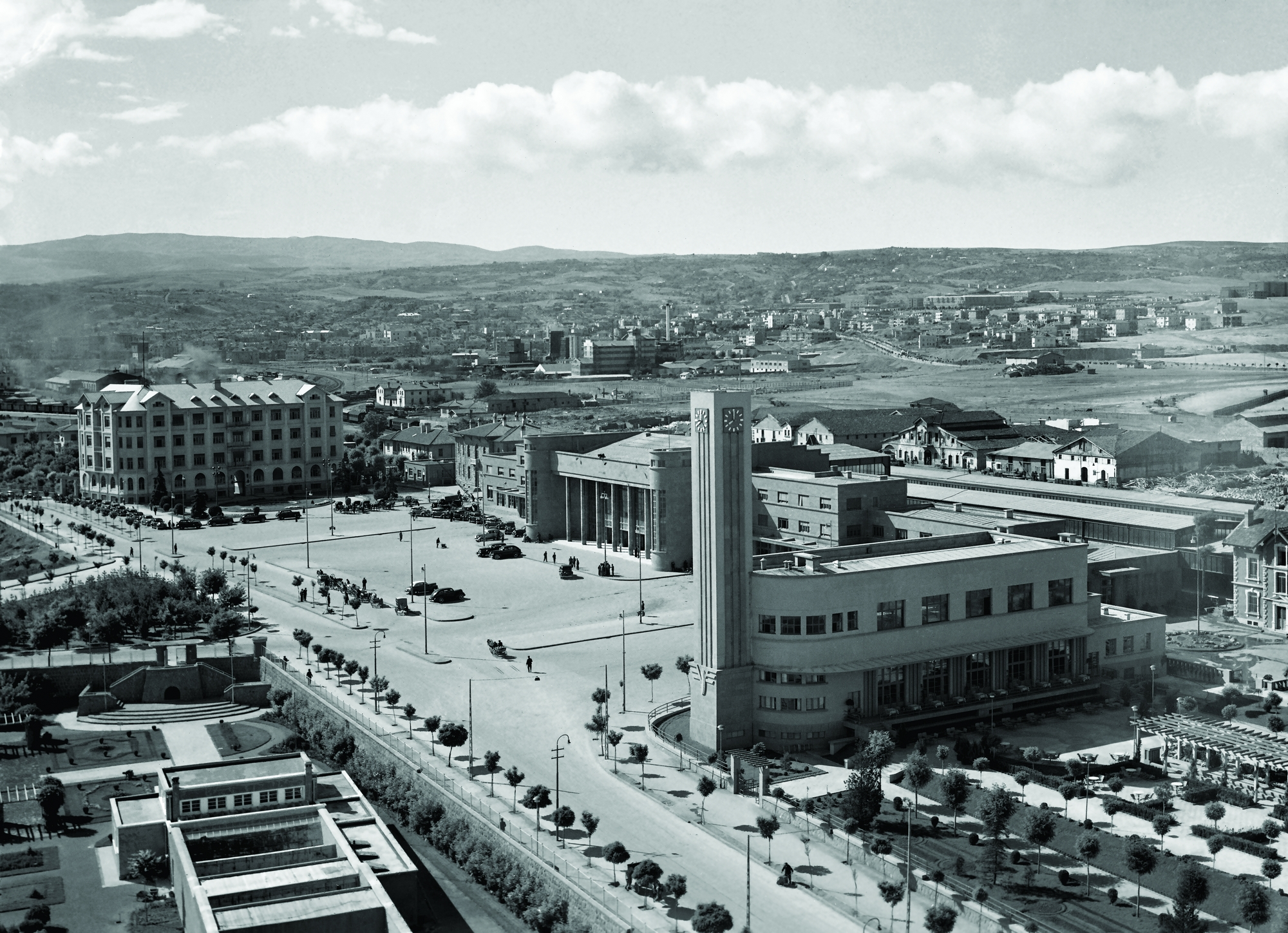
Estación central de Ankara (1937), diseñada por Şekip Akalın en estilo Art Deco.
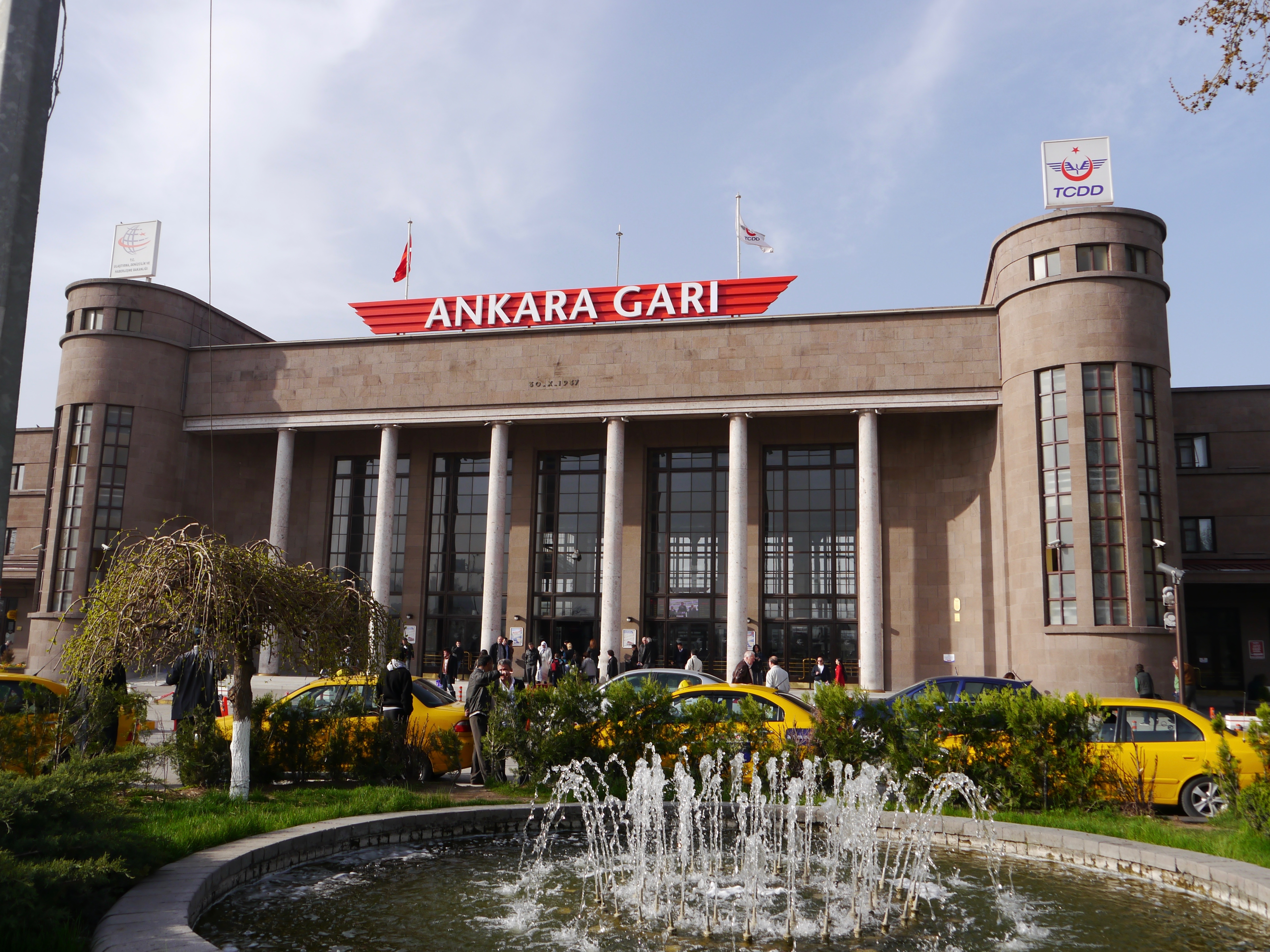
Diseñada por Şekip Akalın, la Estación central de Ankara (1937) es un notable diseño Art Deco de su época.
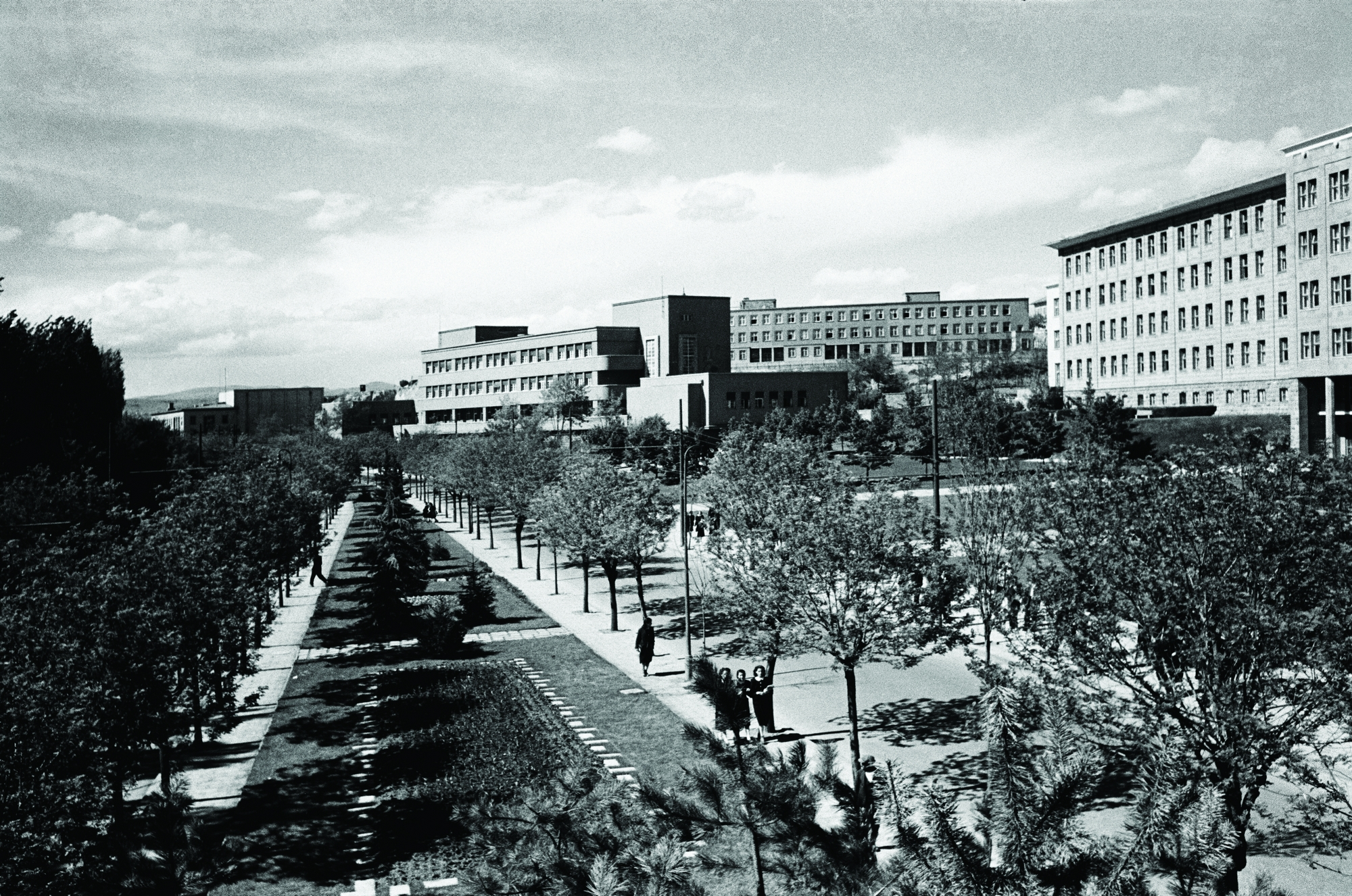
El edificio de la Facultad de Idiomas, Historia y Geografía (1937) de la Universidad de Ankara.
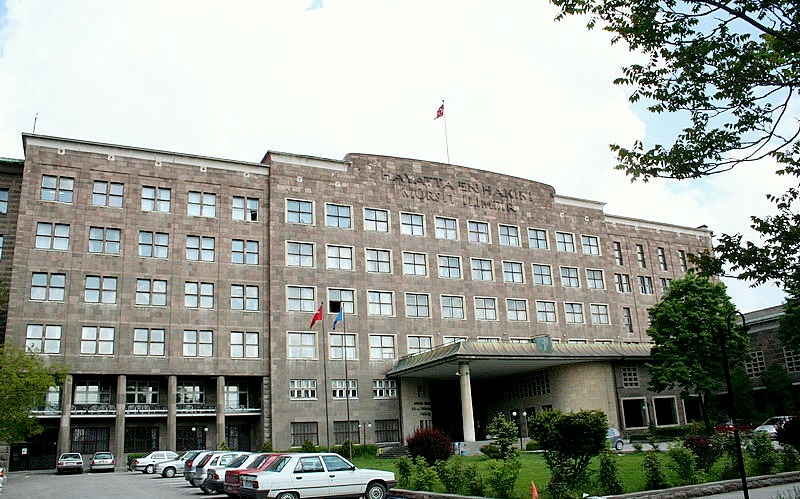
El edificio de la Facultad de Idiomas, Historia y Geografía (1937) de l Universidad de Ankara fue diseñado por Bruno Taut.

### Segundo movimiento arquitectónico nacional
El movimiento de clasicismo despojado de finales de la década de 1930 y principios de la de 1940 en Europa y América del Norte buscó una interpretación moderna de la arquitectura neoclásica. El movimiento tuvo un impacto particularmente notable en la arquitectura fascista en Italia y la arquitectura nazi en Alemania, cuyo objetivo era desarrollar las versiones modernas de la arquitectura de los imperios romano (Italia) y Sacro Romano (Alemania), según sus ideologías. En el mismo período, hubo una tendencia hacia la creación de una nueva arquitectura nacional en Turquía, que se denominó Segundo Movimiento Arquitectónico Nacional (en turco: İkinci Ulusal Mimarlık Akımı ). Los arquitectos extranjeros empleados en Turquía en este período (especialmente de Alemania y Austria ) jugaron un papel importante en la introducción de este movimiento arquitectónico y sus características estilísticas. Los pioneros del movimiento en Turquía fueron Sedad Hakkı Eldem, Ekrem Hakkı Ayverdi  y Emin Halid Onat. Para liderar este movimiento, Sedad Hakkı Eldem, que era profesor, realizó seminarios de Arquitectura Nacional en la Universidad de Bellas Artes Mimar Sinan, centrándose en los estilos tradicionales de las casas turcas.
Al igual que sus equivalentes contemporáneos en Europa y América del Norte, los edificios gubernamentales de este estilo en Ankara y Estambul tenían proporciones típicamente grandes (techos altos, ventanas altas, etc.) para dar la impresión de una autoridad estatal fuerte. Algunos de ellos también tenían diseños de fachadas monumentales que recuerdan a la arquitectura neoclásica ; pero con formas rectangulares más modernas y sencillas, simetría, simplicidad y una falta general de ornamentación.
Algunos de los edificios relacionados con este estilo son la Ópera de Ankara diseñada por Şevki Balmumcu (1933–34) y renovada por Paul Bonatz (1946–47); el Edificio de la Sede General del TCDD diseñado por Bedri Uçar en 1938; edificios de la Facultad de Ciencias y la Facultad de Literatura de la Universidad de Estambul (1944-1952); Anitkabir (1944-1953); la sede de la Radio de Estambul (1945-1949); Mezquita Şişli (1945-1949), y el Monumento a los Mártires de Çanakkale (1954-1960). El movimiento fue particularmente influyente entre 1935 y 1950. A partir de la década de 1950, la influencia de este estilo comenzó a disminuir debido a la siguiente ola de influencias, especialmente el estilo internacional y el racionalismo.

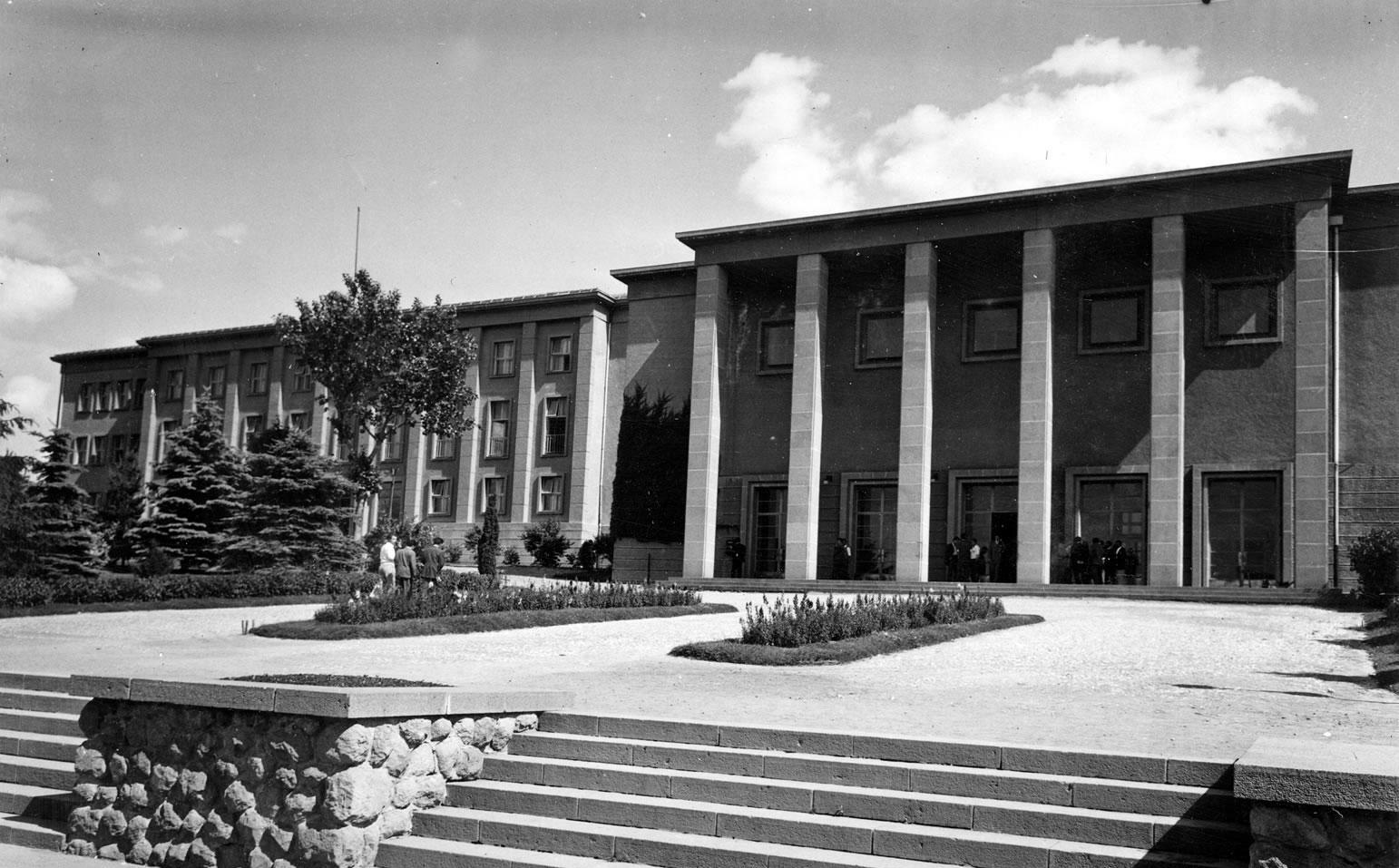
El edificio de la Facultad de Derecho (1937) de la Universidad de Ankara .
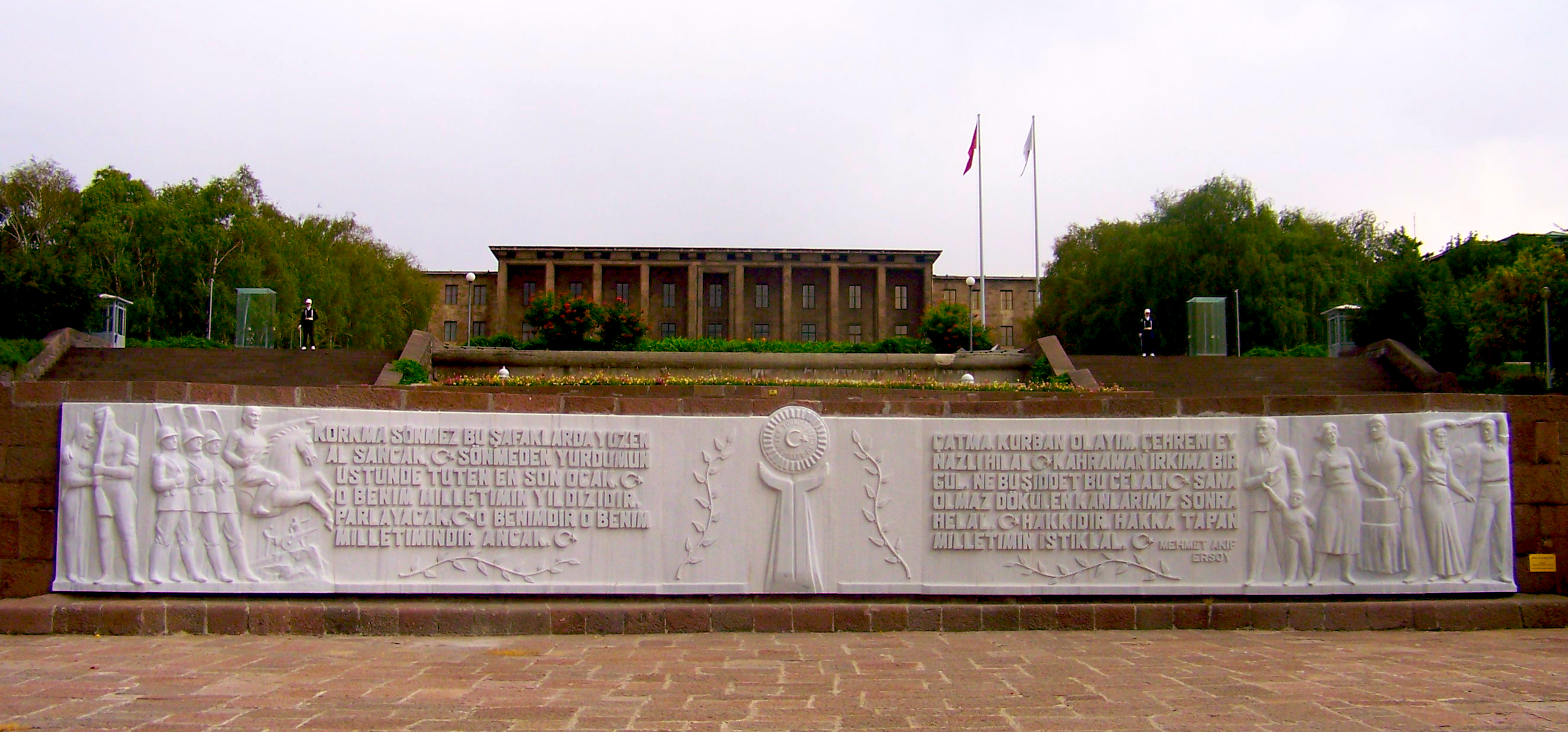
El edificio de la Gran Asamblea Nacional de Turquía (1938-1963) en Ankara fue diseñado por Clemens Holzmeister.
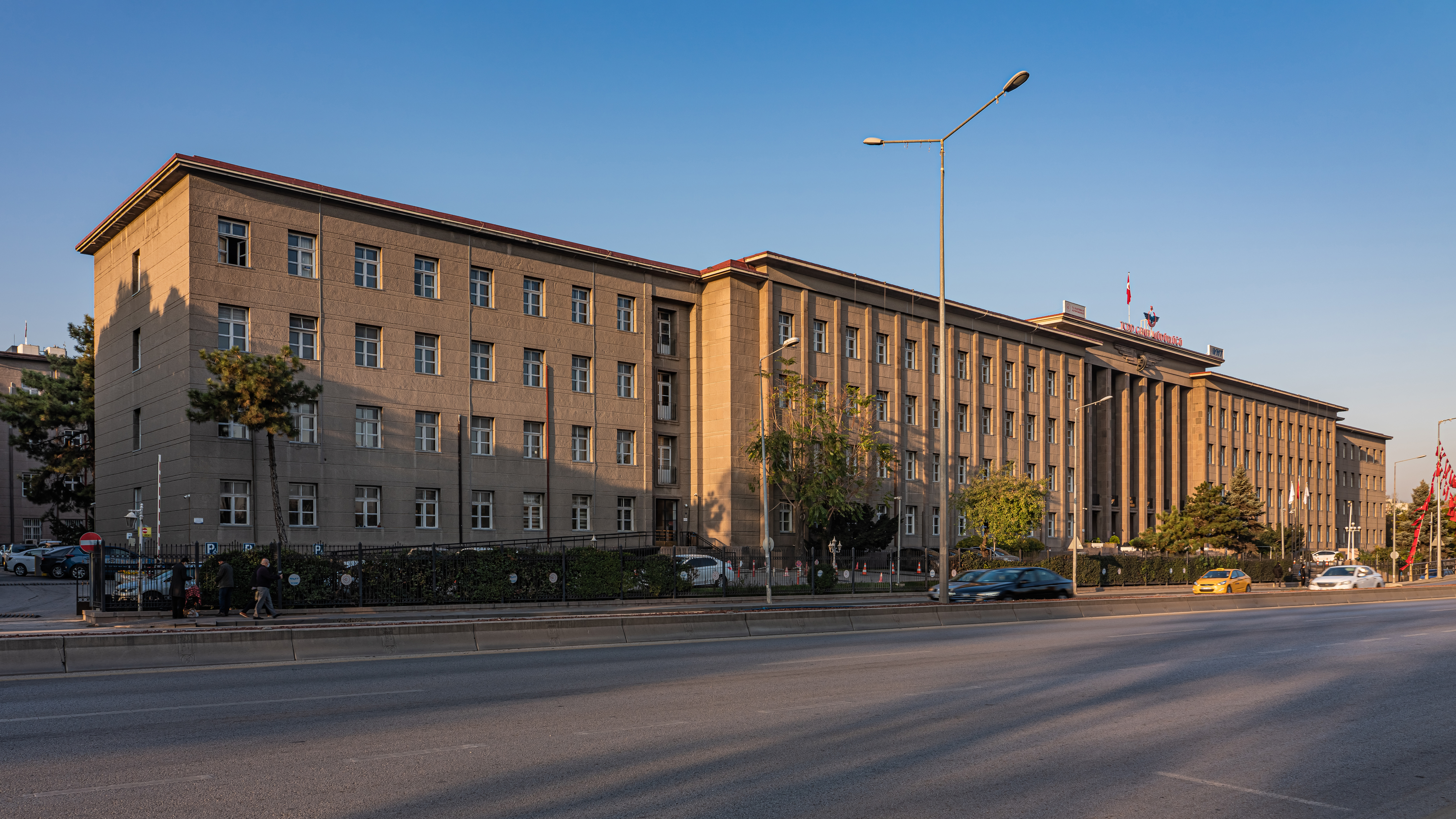
Edificio de la Sede General del TCDD, diseñado por Bedri Uçar (1939-1941).
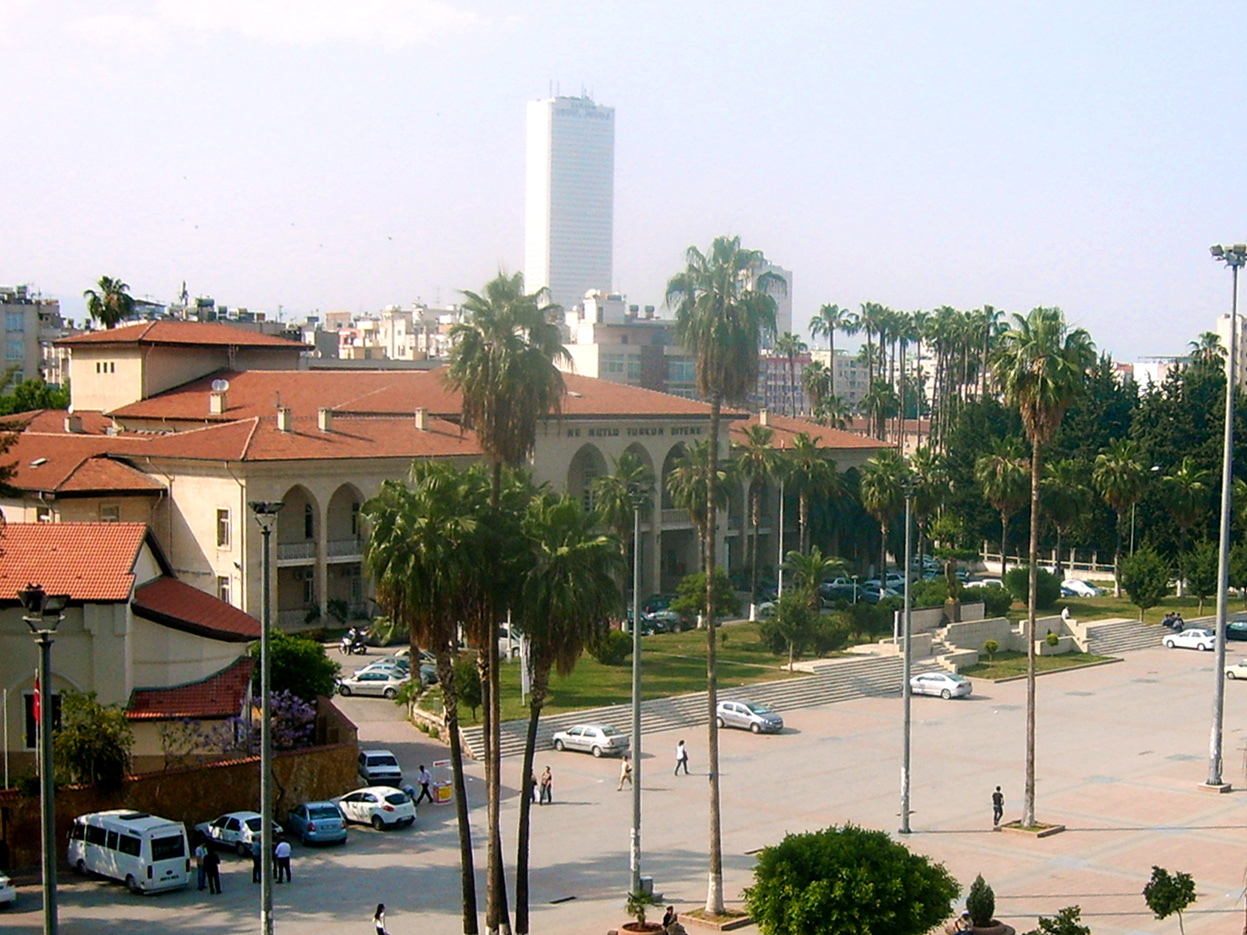
El Halkevi en Mersin, diseñado por Ertuğrul Menteşe (1944–46).
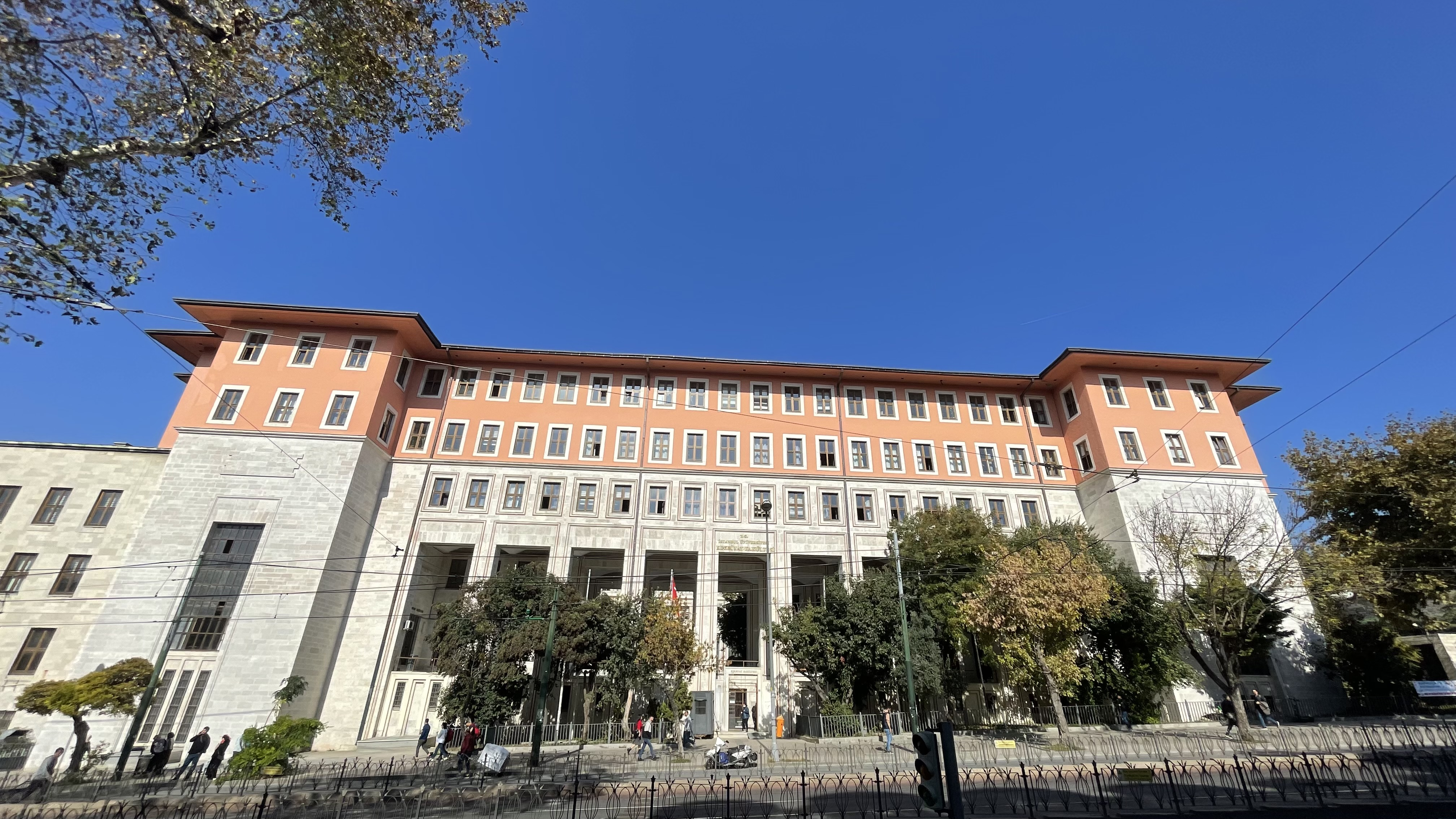
Edificios de la Facultad de Ciencias y la Facultad de Literatura de la Universidad de Estambul, diseñados por Sedad Hakkı Eldem y Emin Halid Onat (1944–52).
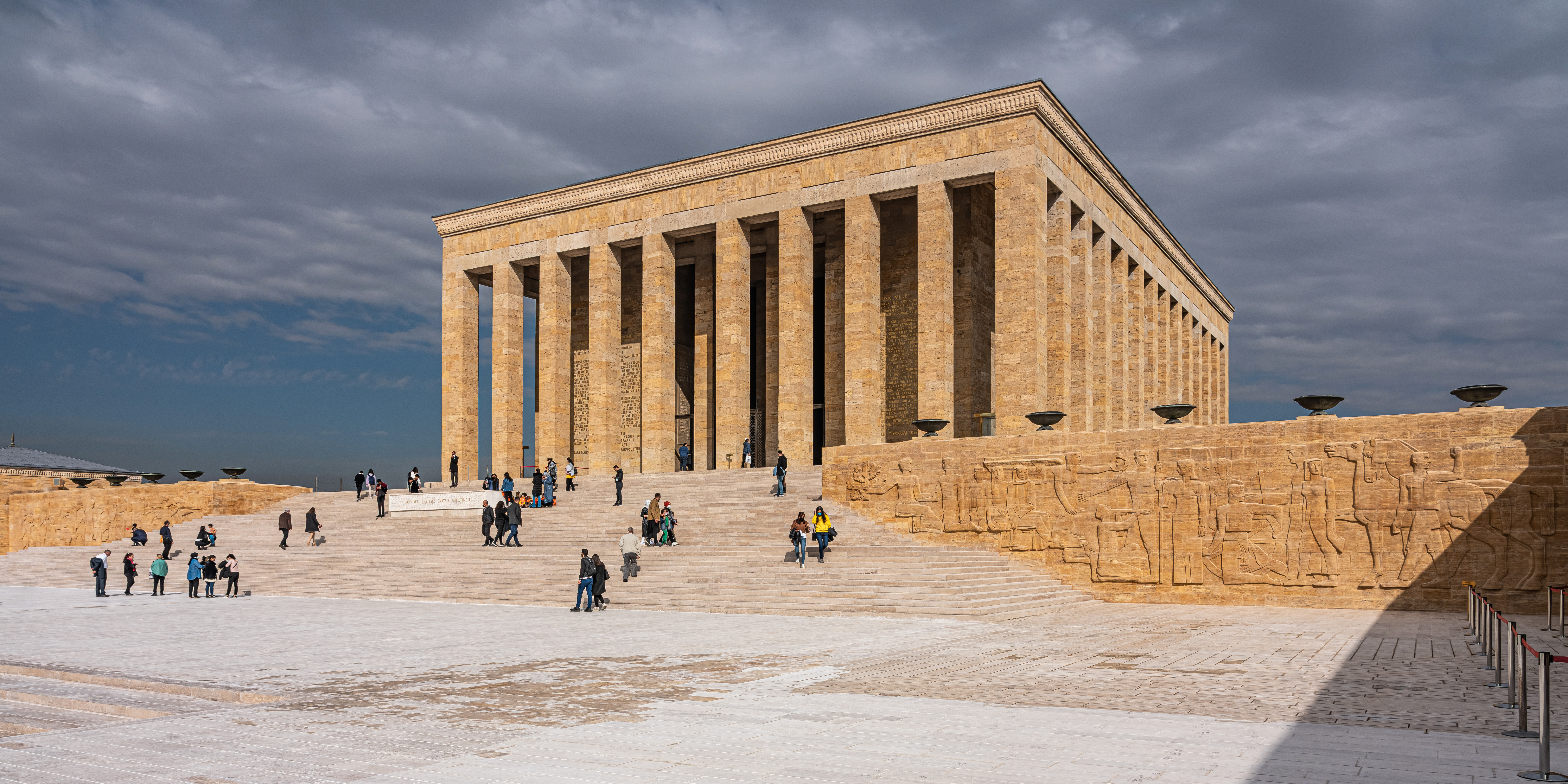
Anıtkabir en Ankara, diseñado por Emin Halid Onat y Ahmet Orhan Arda (1944–53).
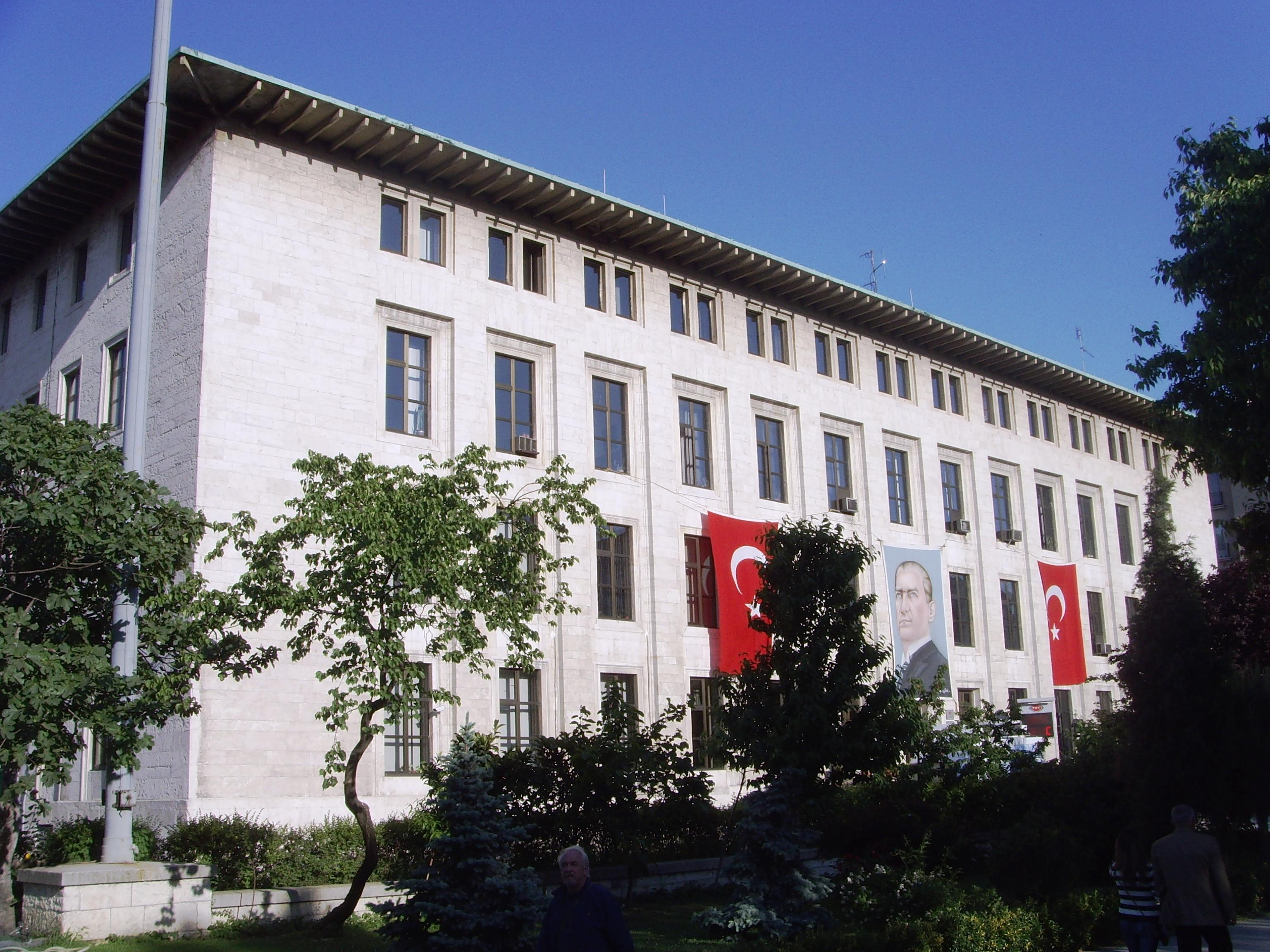
Sala de Radio de Estambul, diseñada por Doğan Erginbaş, Ömer Güney e İsmail Utkular (1945).
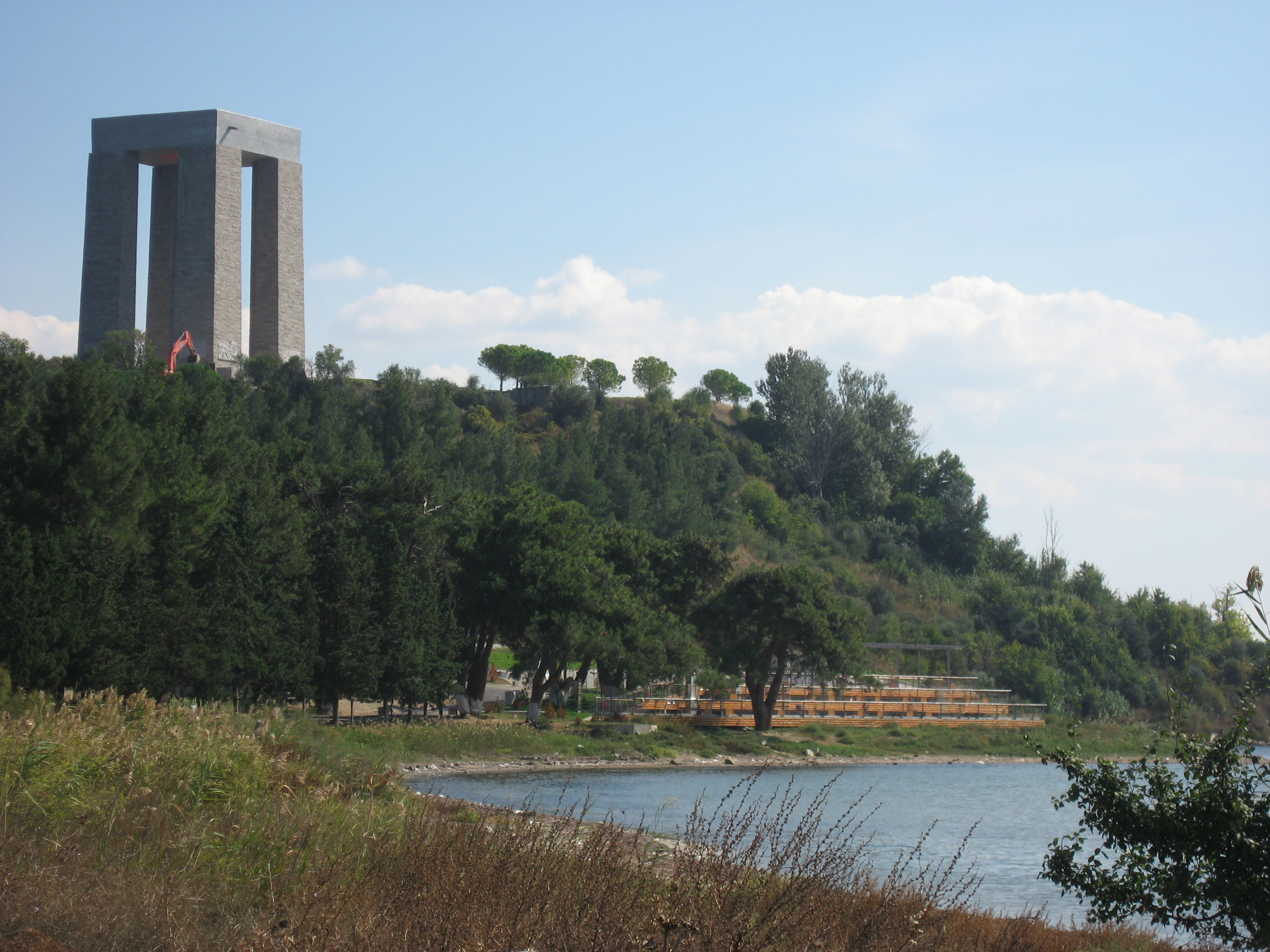
Monumento a los mártires de Çanakkale, diseñado por Feridun Kip, Doğan Erginbaş e İsmail Utkular (1954-1960).

## Década de 1950 y más influencia occidental
A principios de la década de 1950, una nueva generación de arquitectos, como Nevzat Erol, Turgut Cansever, Abdurrahman Hancı, Cengiz Bektaş, Hayati Tabanlıoğlu, Enver Tokay, İlhan Tayman y Yılmaz Sanlı se hicieron más influyentes en el ámbito arquitectónico. Se trataba de arquitectos que o estudiaban en Europa o tenían información de la arquitectura modernista de la época. Su búsqueda de la arquitectura modernista estaba en línea con el estilo internacional y el racionalismo . Sin embargo, el desarrollo de la economía turca también fue un factor importante. Si bien los arquitectos turcos pudieron seguir el diseño moderno de importantes arquitectos de la época, se vieron limitados por la falta de infraestructura tecnológica o la insuficiencia de recursos financieros.
Ejemplos seleccionados de edificios de esta época son el Anadolu Club Hotel (1951-1957) en Büyükada, diseñado por Turgut Cansever y Abdurrahman Hancı;  el Hilton Istanbul Bosphorus (1952–1955) diseñado por Skidmore, Owings & Merrill y Sedad Hakkı Eldem; la sede del municipio de Estambul (1953-1960) diseñada por Nevzat Erol; Emek Business Center (1959–1965) en Ankara, diseñado por Enver Tokay e İlhan Tayman, y la sede de Tekel (1958-1960) en Estambul, diseñada por Yılmaz Sanlı e İlhan Tayman.

Uno de los desarrollos más importantes de este período fue el establecimiento de la Cámara de Arquitectos de Turquía en 1954. Anteriormente habían existido varias organizaciones profesionales para arquitectos, pero no hubo leyes para la profesión de arquitecto hasta 1954. La arquitectura brutalista se hizo popular durante la década de 1950. El trabajo de Behruz Çinici en la Universidad Técnica de Medio Oriente es el mejor ejemplo de esta época.

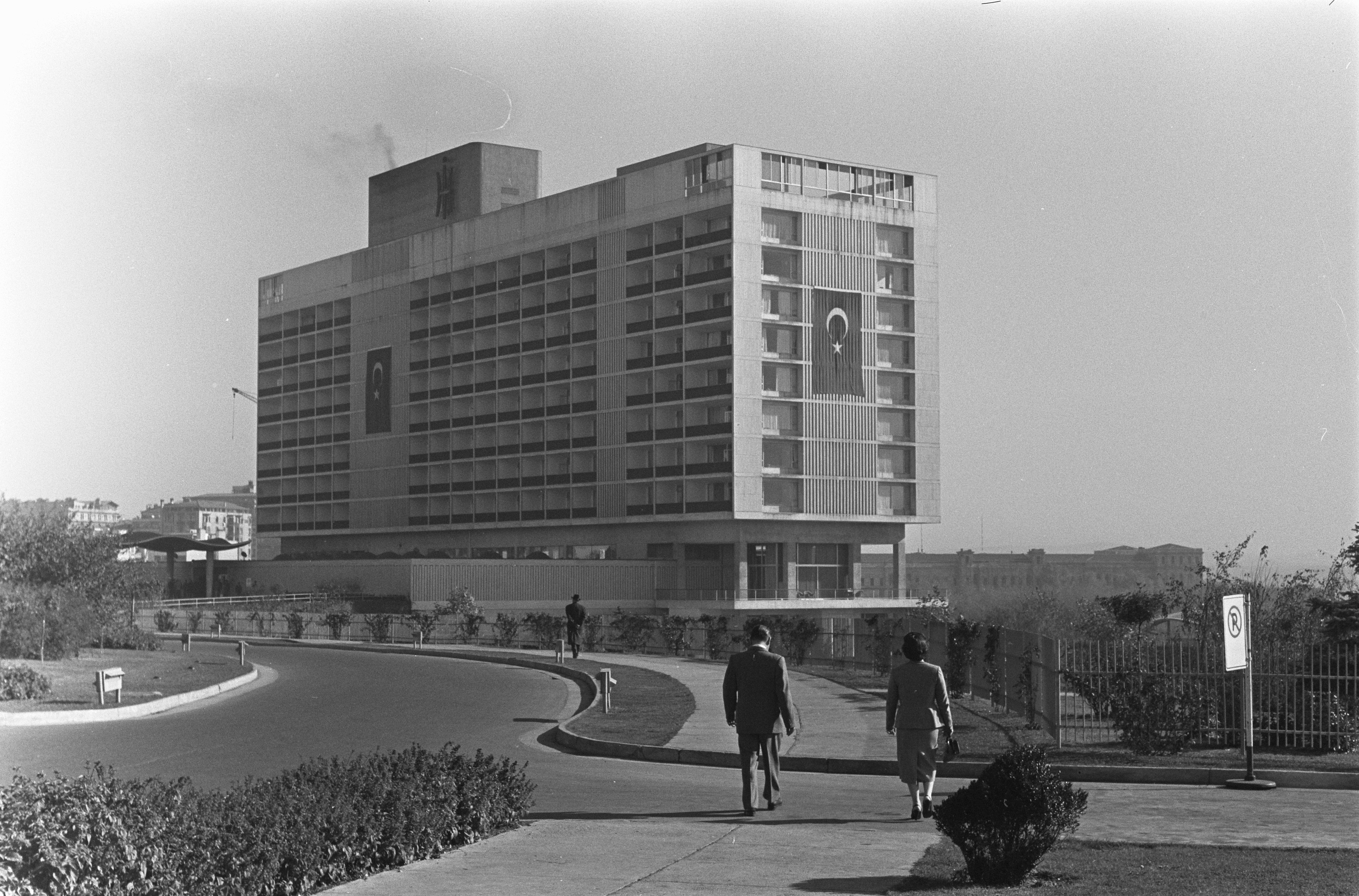
Hilton Istanbul Bosphorus fue diseñado en 1952 por SOM y Sedad Hakkı Eldem .
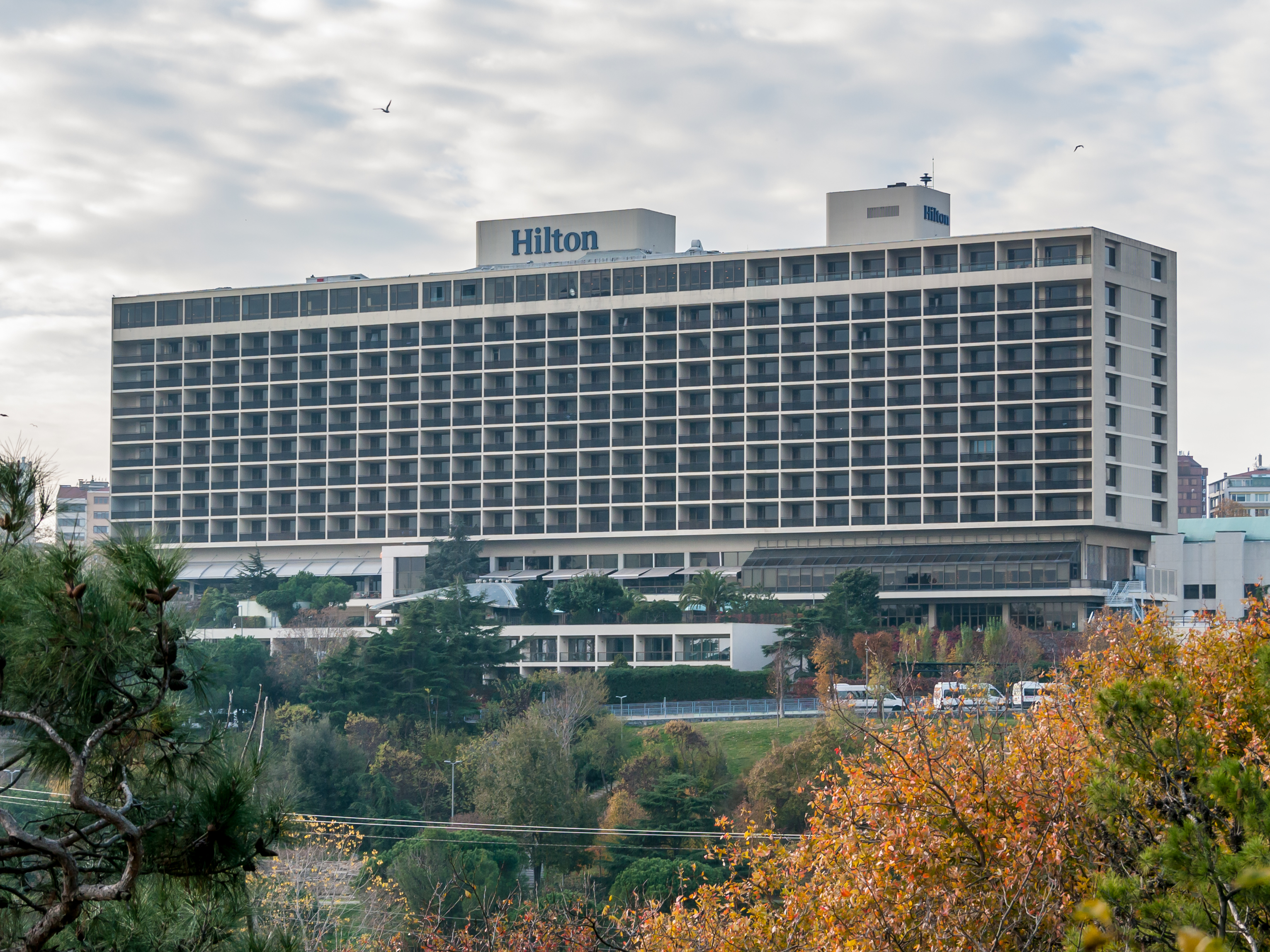
Hilton Istanbul Bosphorus fue diseñado en 1952 por SOM y Sedad Hakkı Eldem .
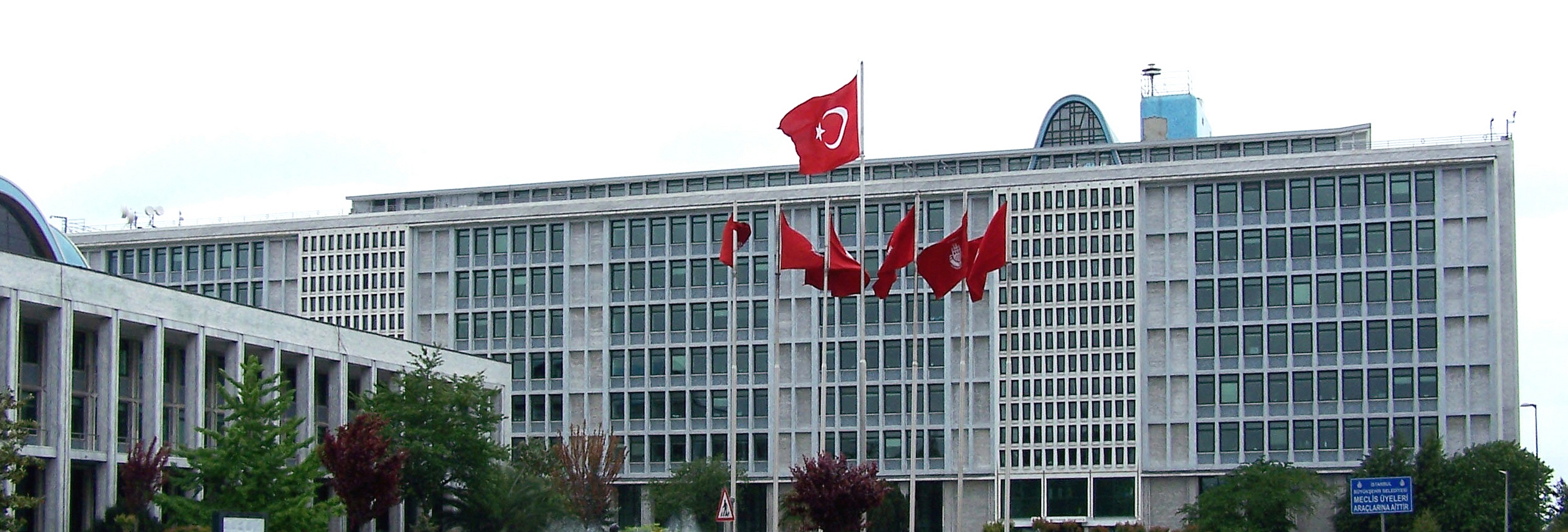
El Ayuntamiento de la Municipalidad Metropolitana de Estambul fue diseñado en 1953 por Nevzat Erol .
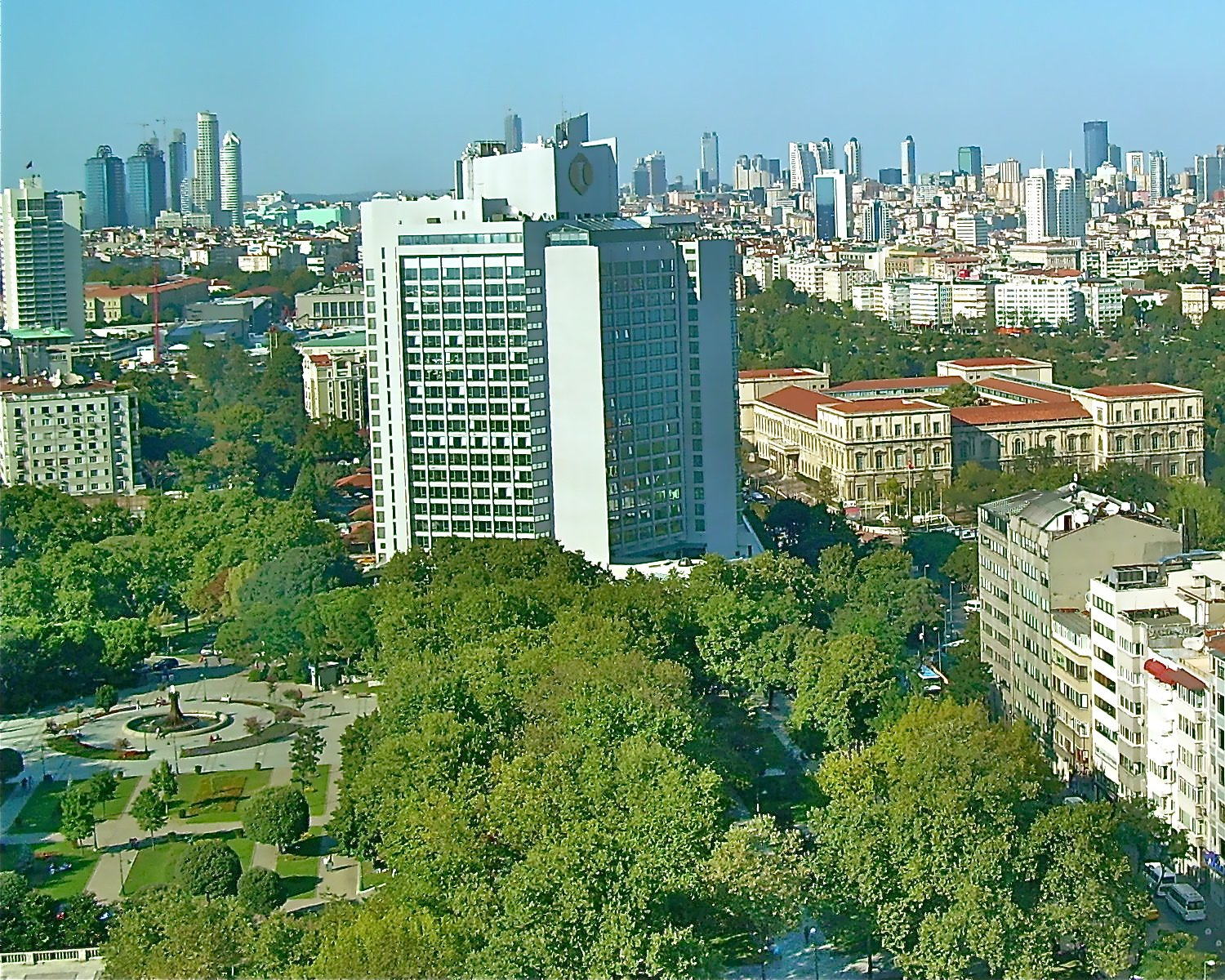
El Hotel InterContinental, anteriormente Sheraton Istanbul, fue diseñado en 1959 por AHE y Rolf Gutbrod .
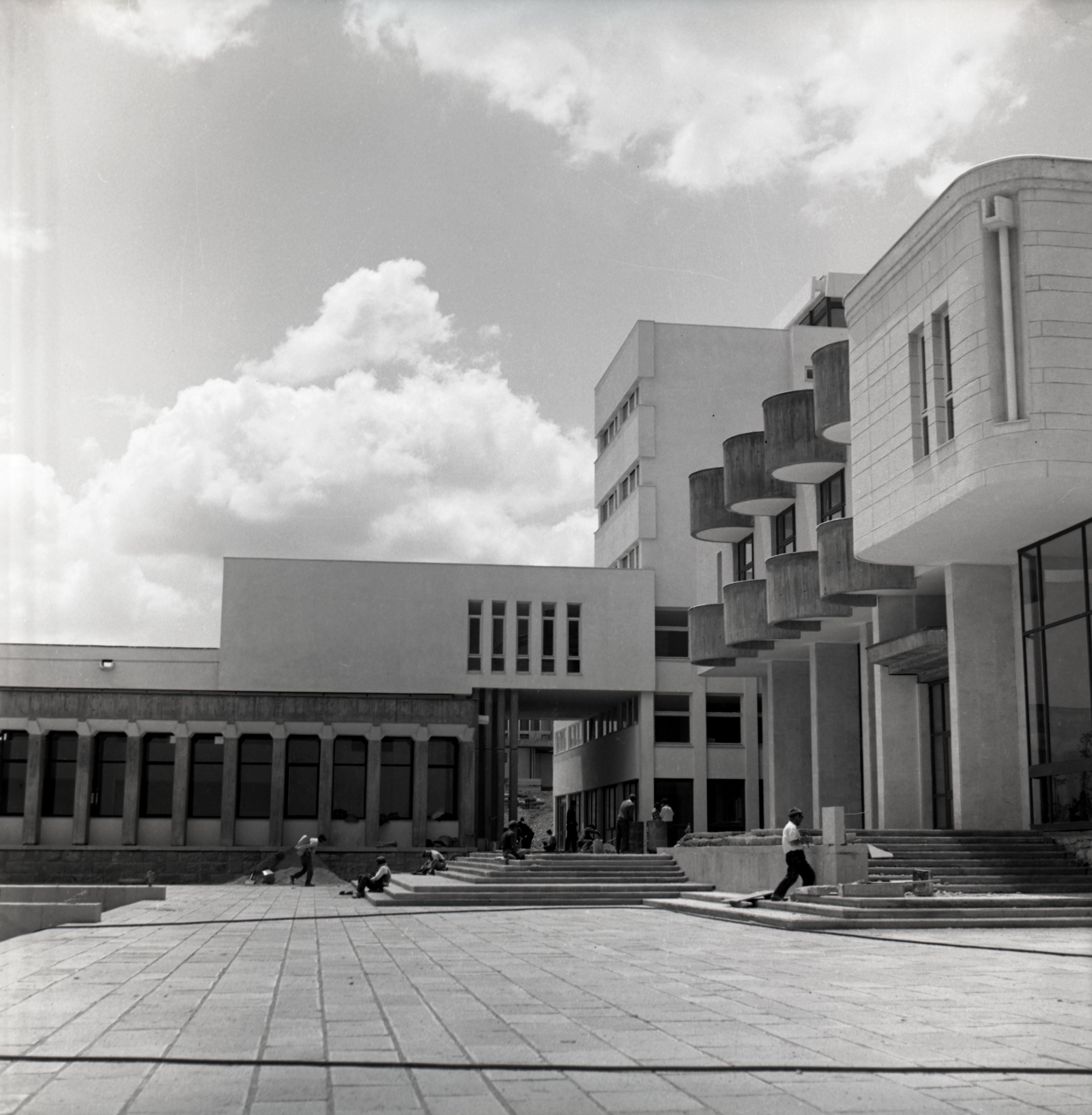
Edificio del Rectorado de la Universidad Técnica de Medio Oriente
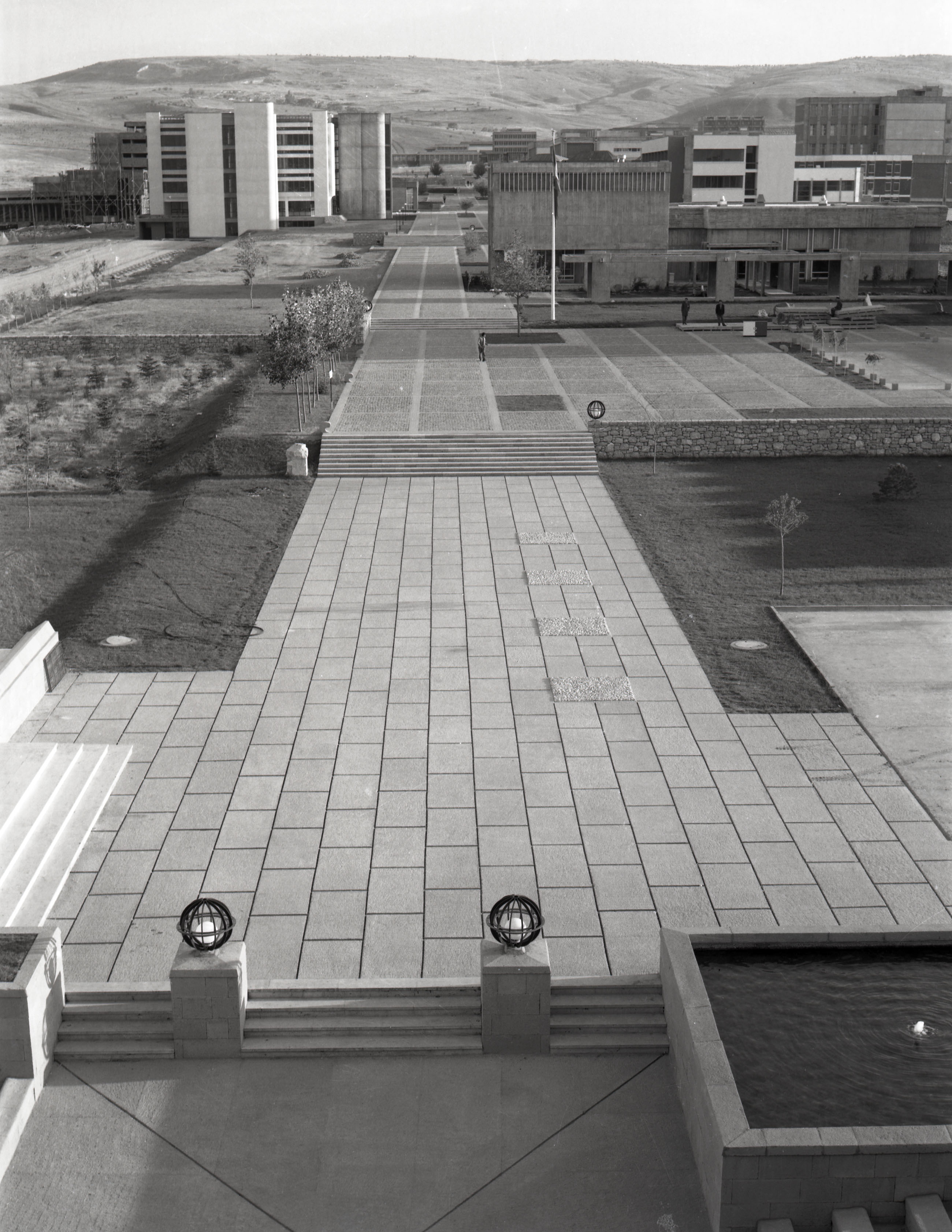
Camino peatonal en la Universidad Técnica de Medio Oriente
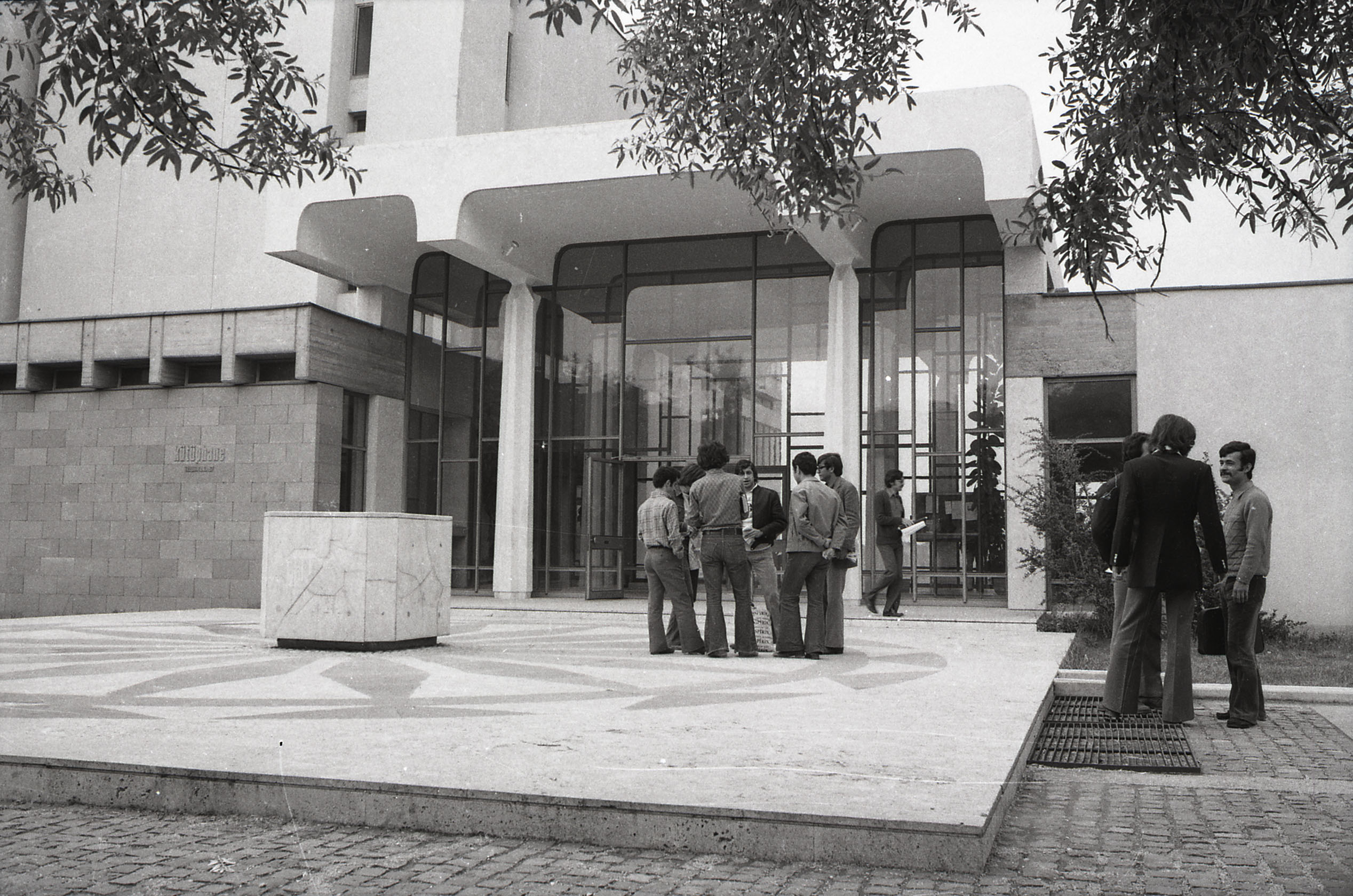
Biblioteca de la Universidad Técnica de Oriente Medio
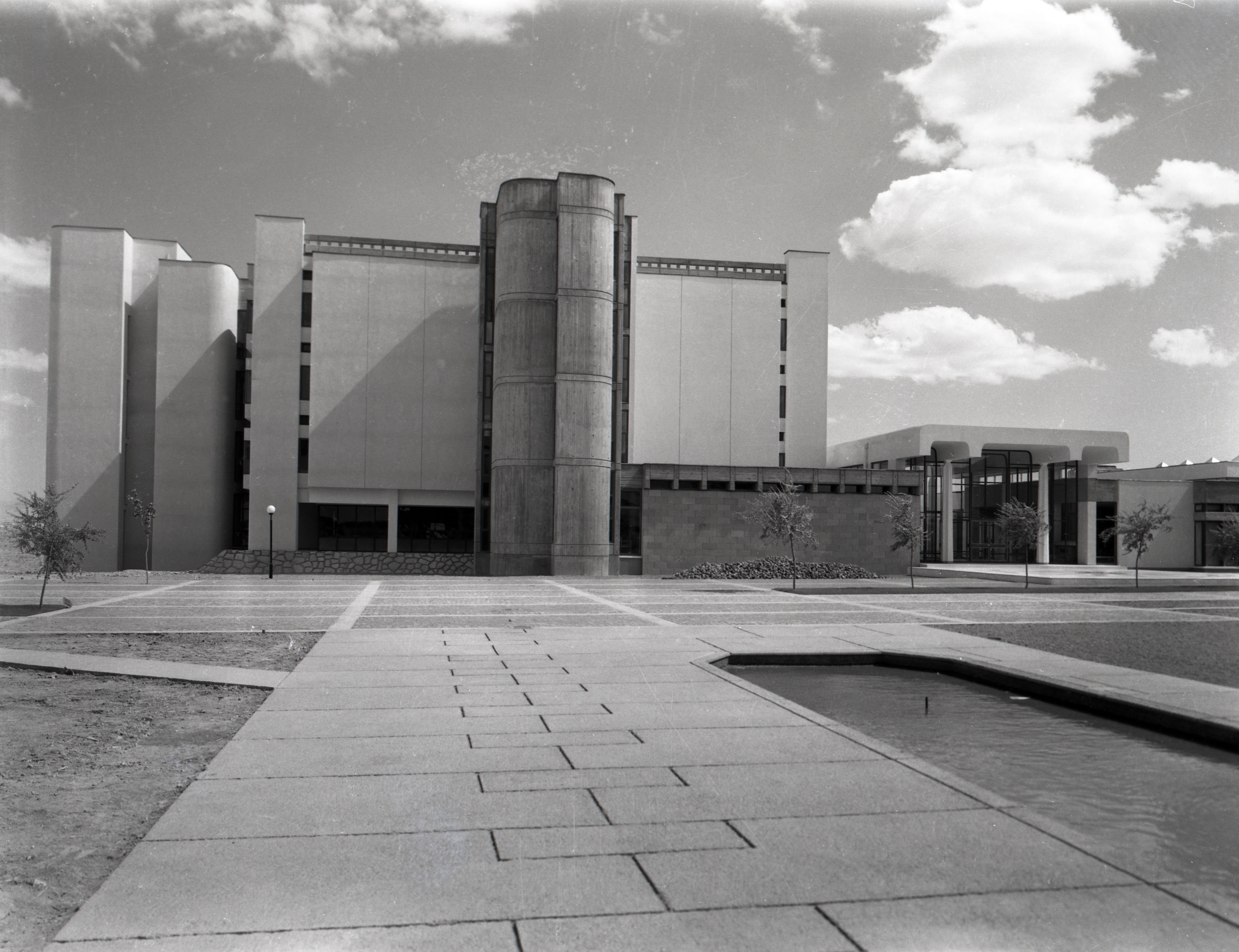
Biblioteca de la Universidad Técnica de Medio Oriente
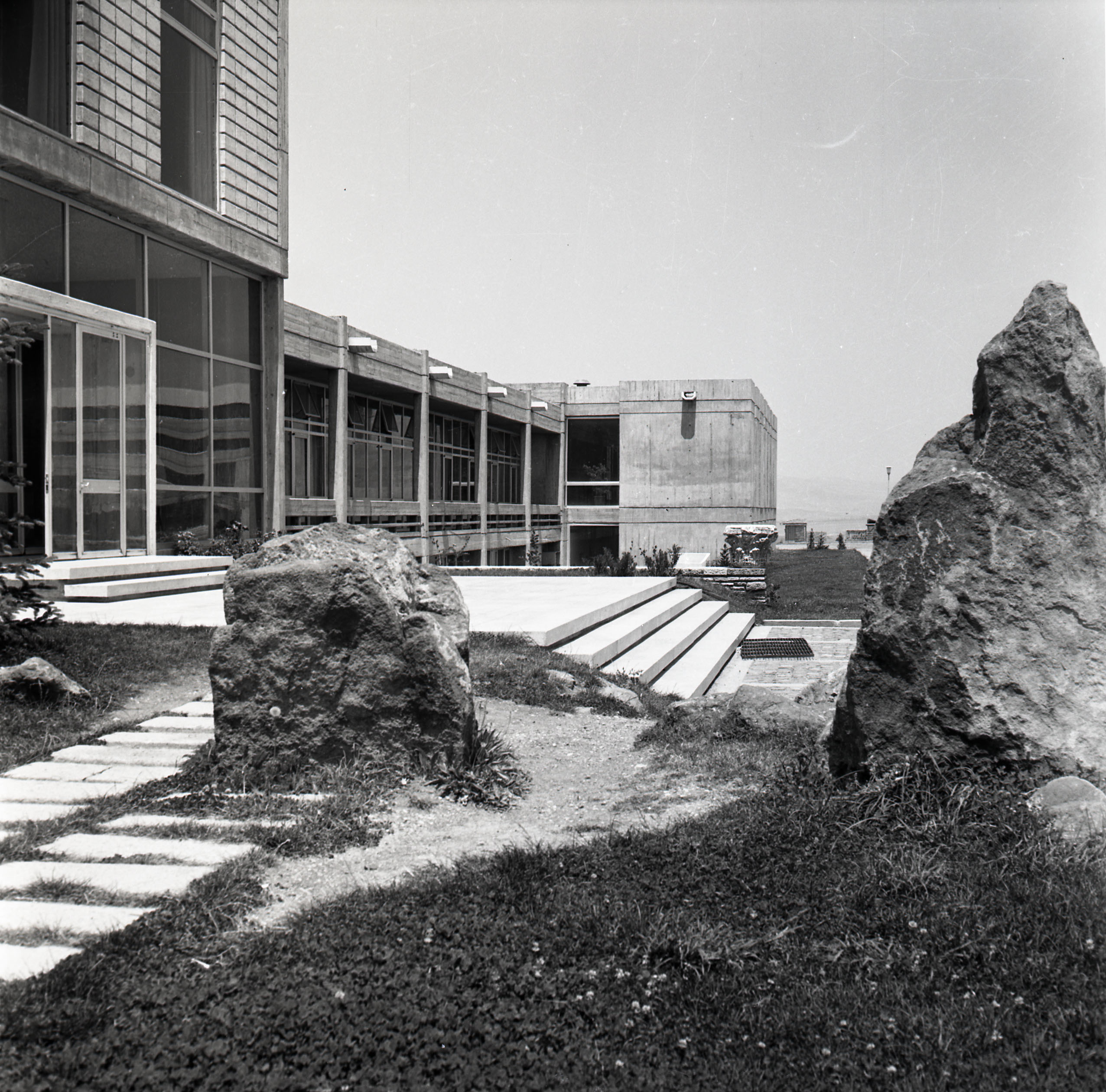
Facultad de Arquitectura de la Universidad Técnica de Medio Oriente
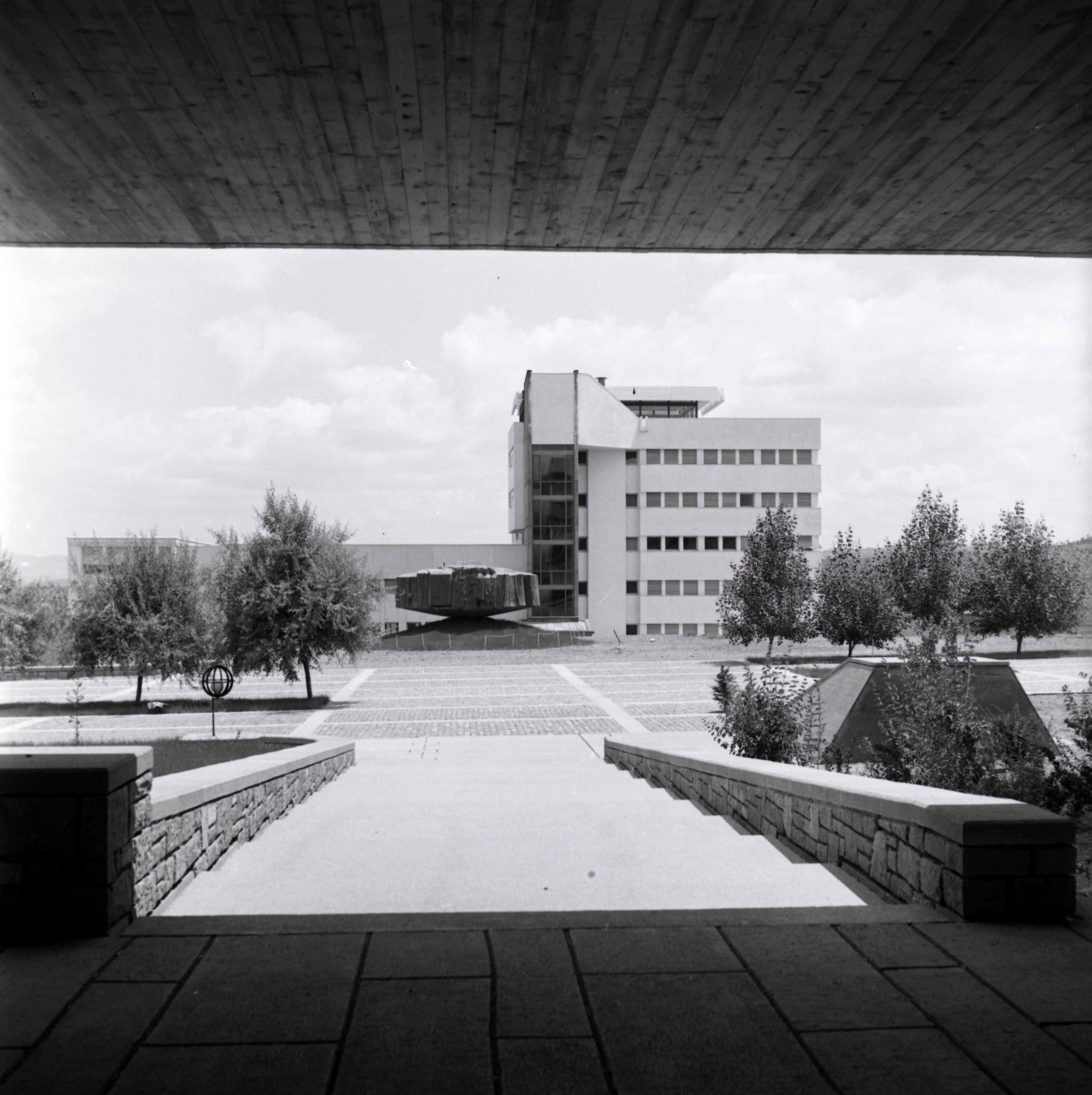
Edificio del Rectorado de la Universidad Técnica de Medio Oriente
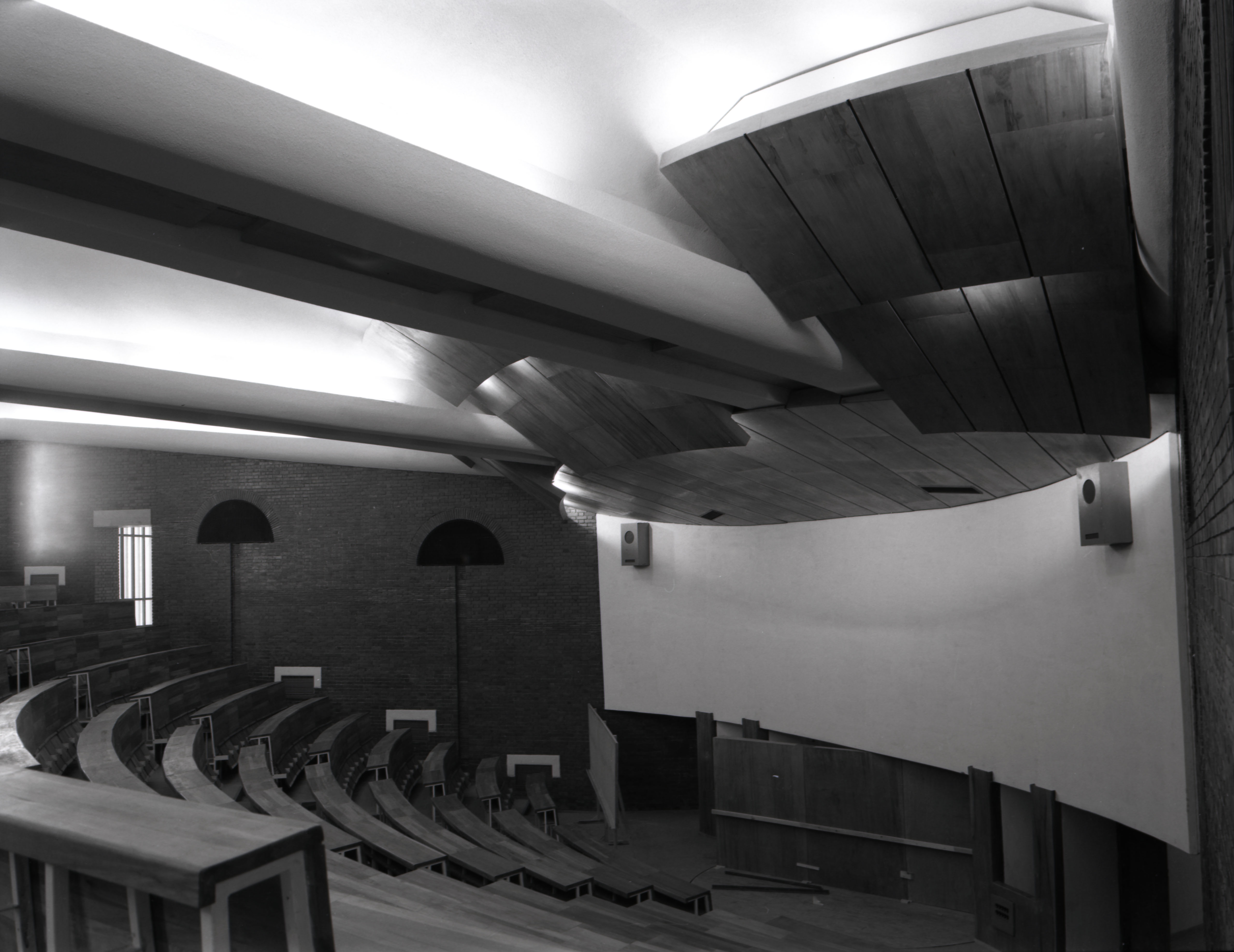
Facultad de Arquitectura de la Universidad Técnica de Medio Oriente
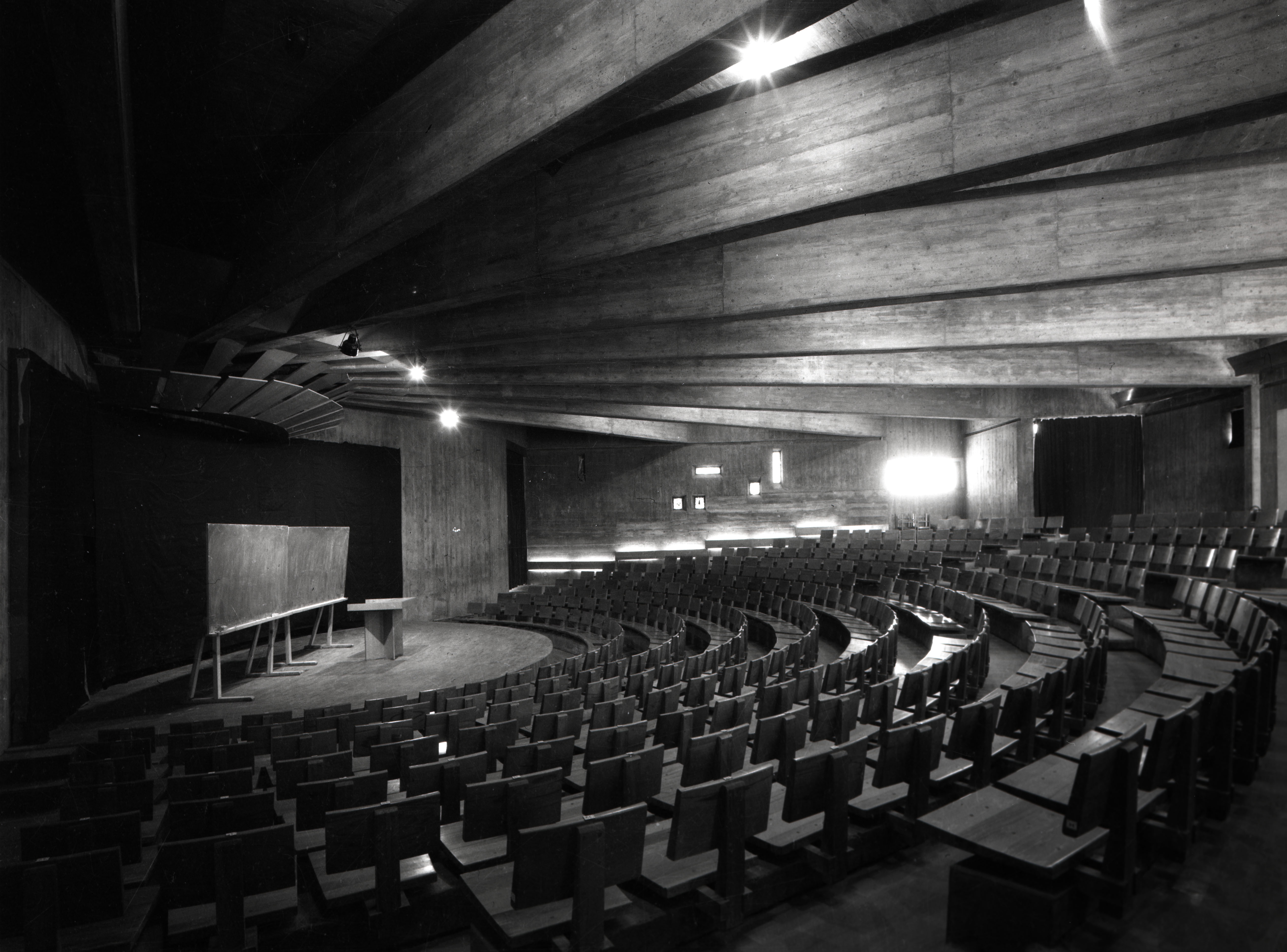
Facultad de Arquitectura de la Universidad Técnica de Medio Oriente
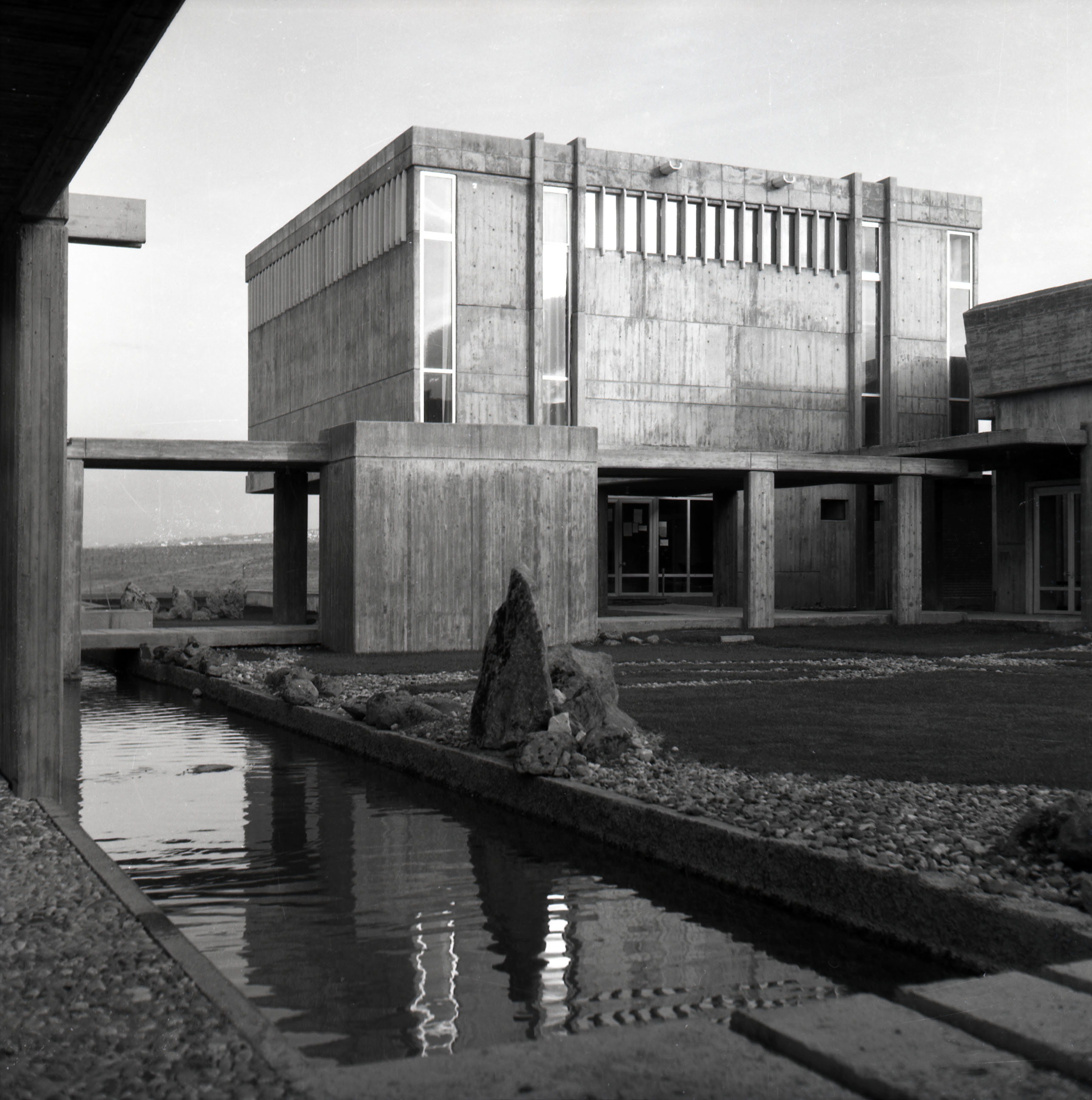
Facultad de Arquitectura de la Universidad Técnica de Medio Oriente
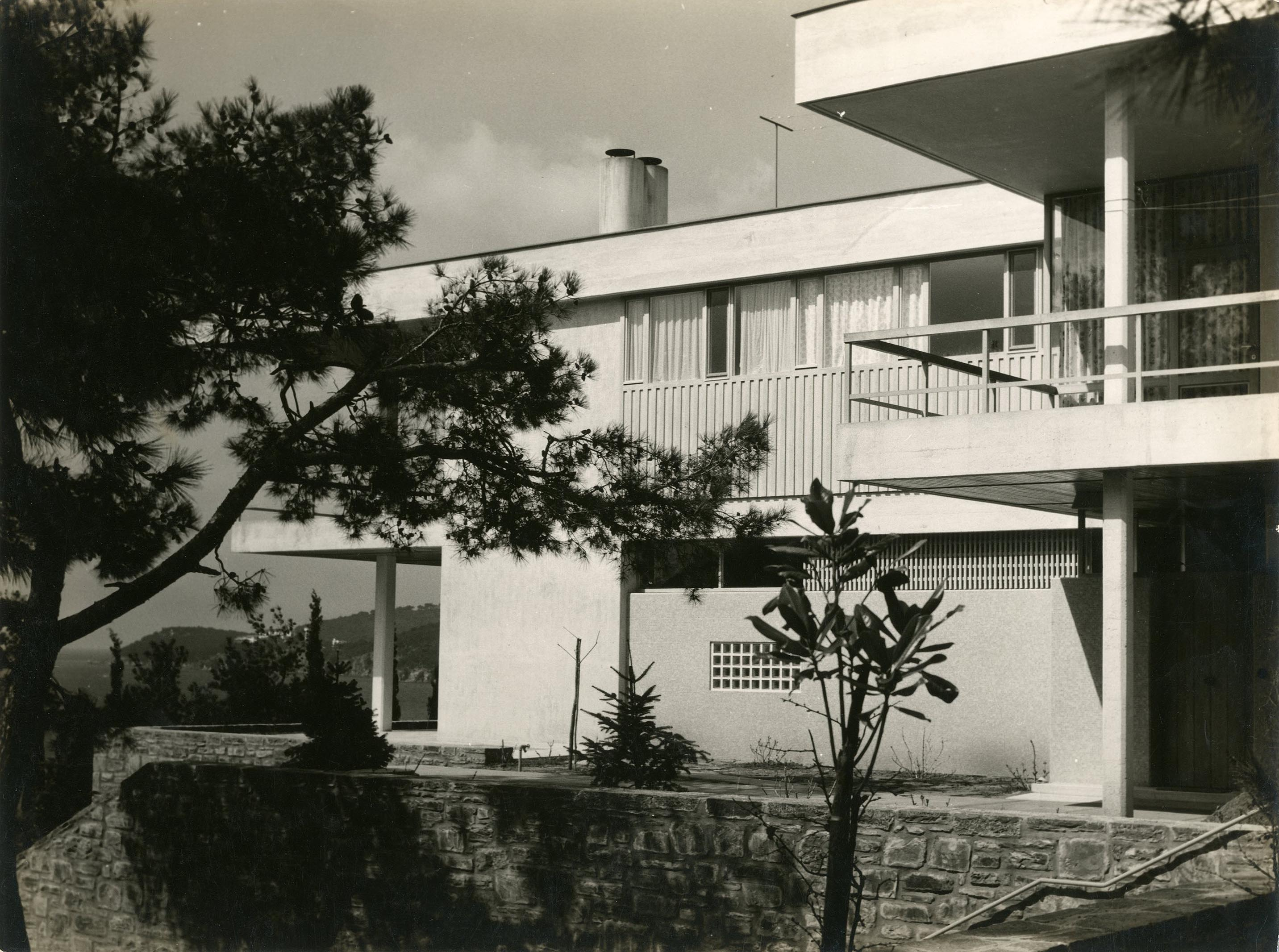
La Casa Rıza Derviş, también conocida como Derviş Manizade Mansion, construida entre 1956 y 1957, es uno de los dos edificios diseñados por Sedad Hakkı Eldem que se realizó en Büyükada.
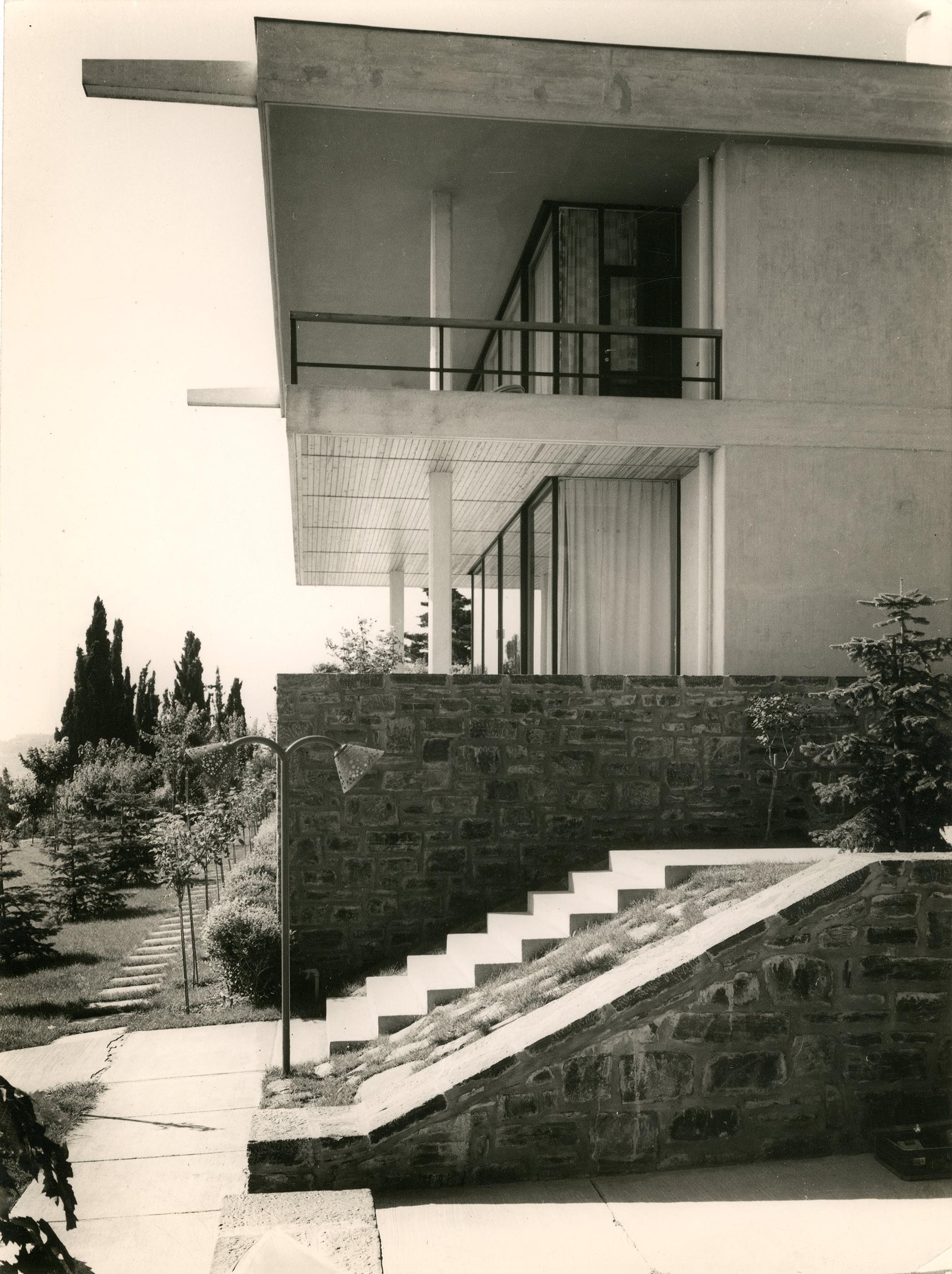
Casa Rıza Derviş. La arquitecta Sedad Hakkı Eldem se inspiró en la arquitectura modernista, que es evidente no solo en la arquitectura de la casa, sino también en la sencillez del jardín y su mobiliario.
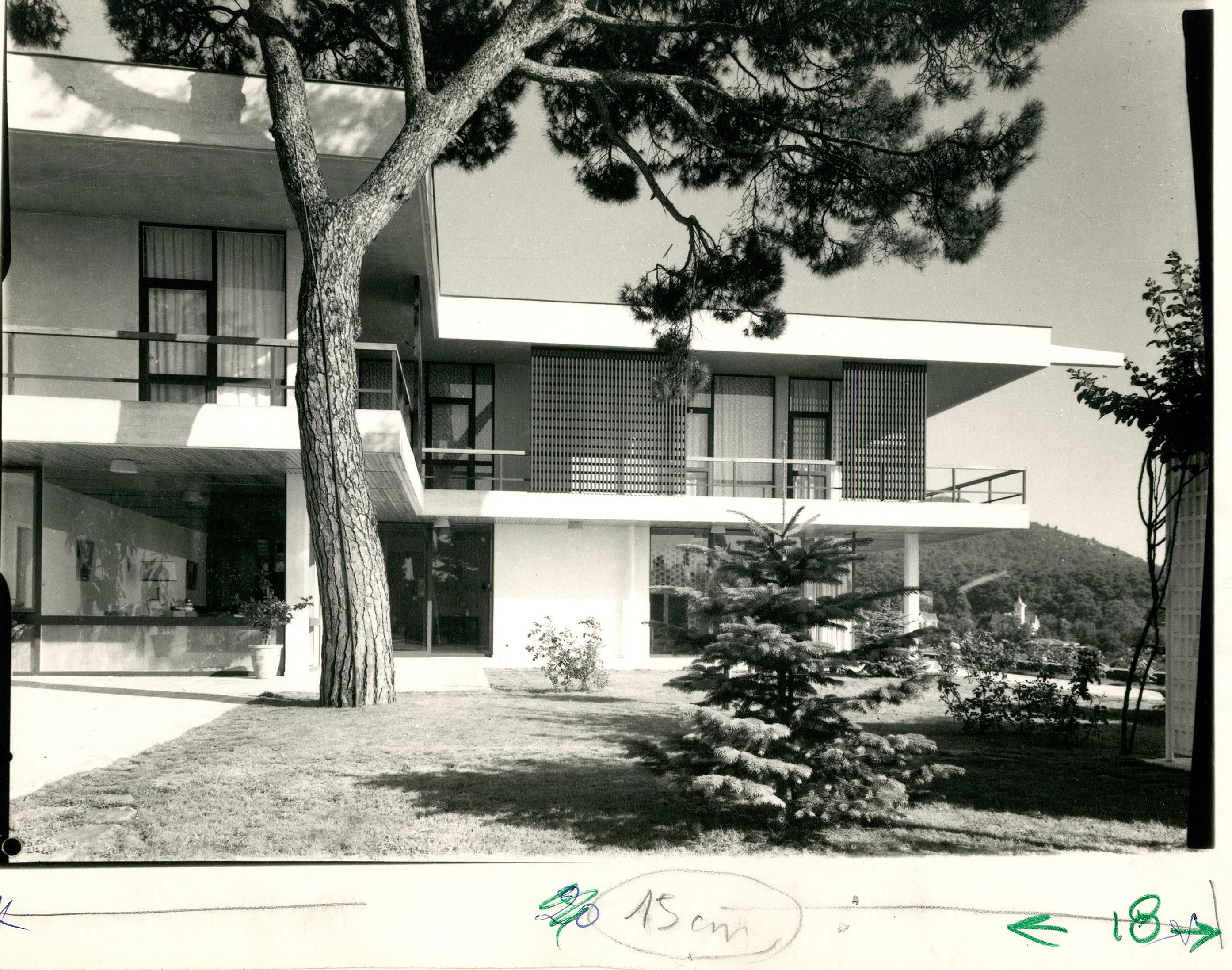
La Casa Rıza Derviş se considera un proyecto experimental en el racionalismo, una tendencia que se hizo popular después de la Segunda Guerra Mundial.
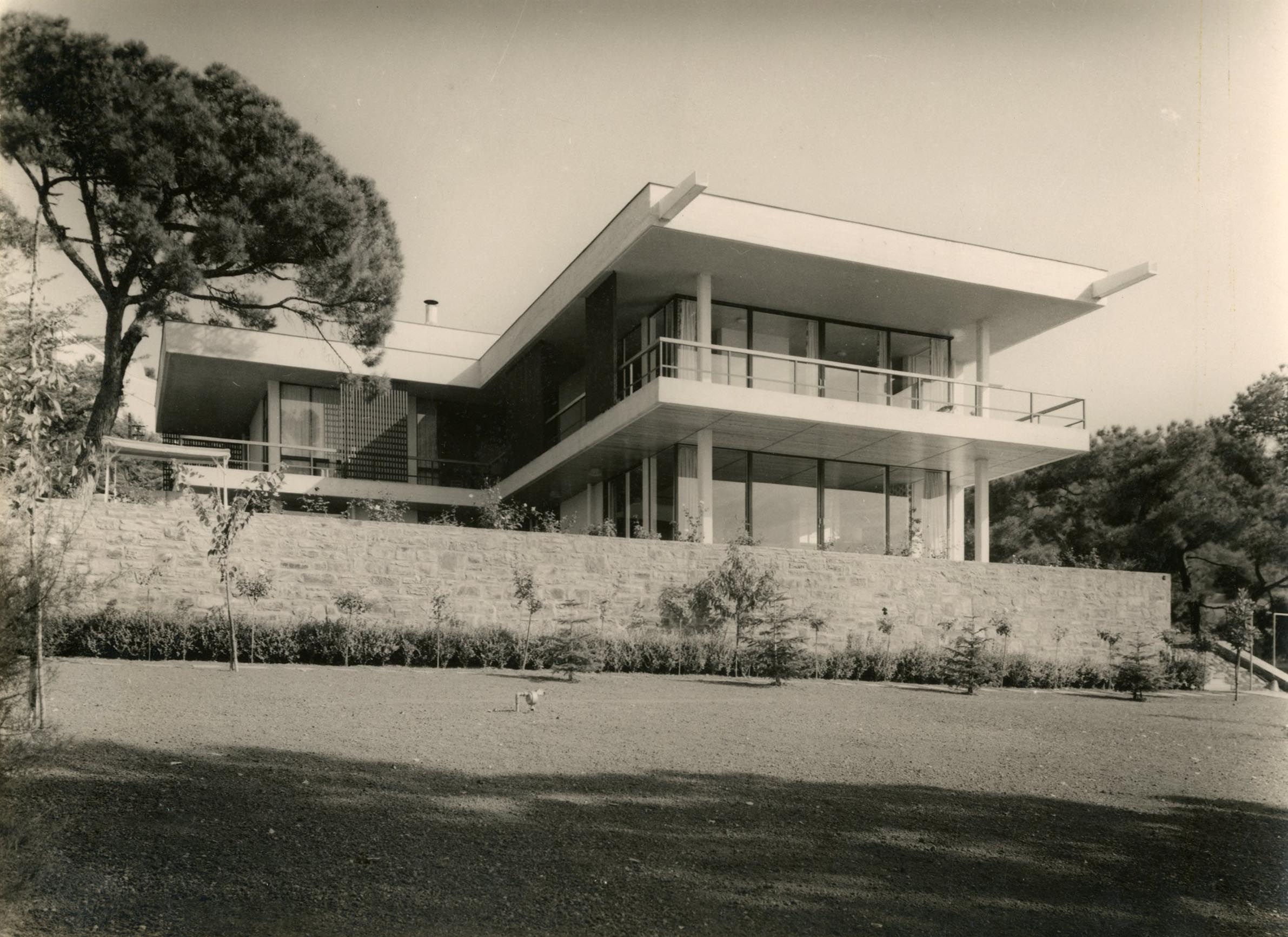
Casa Rıza Derviş construida en 1956-1957
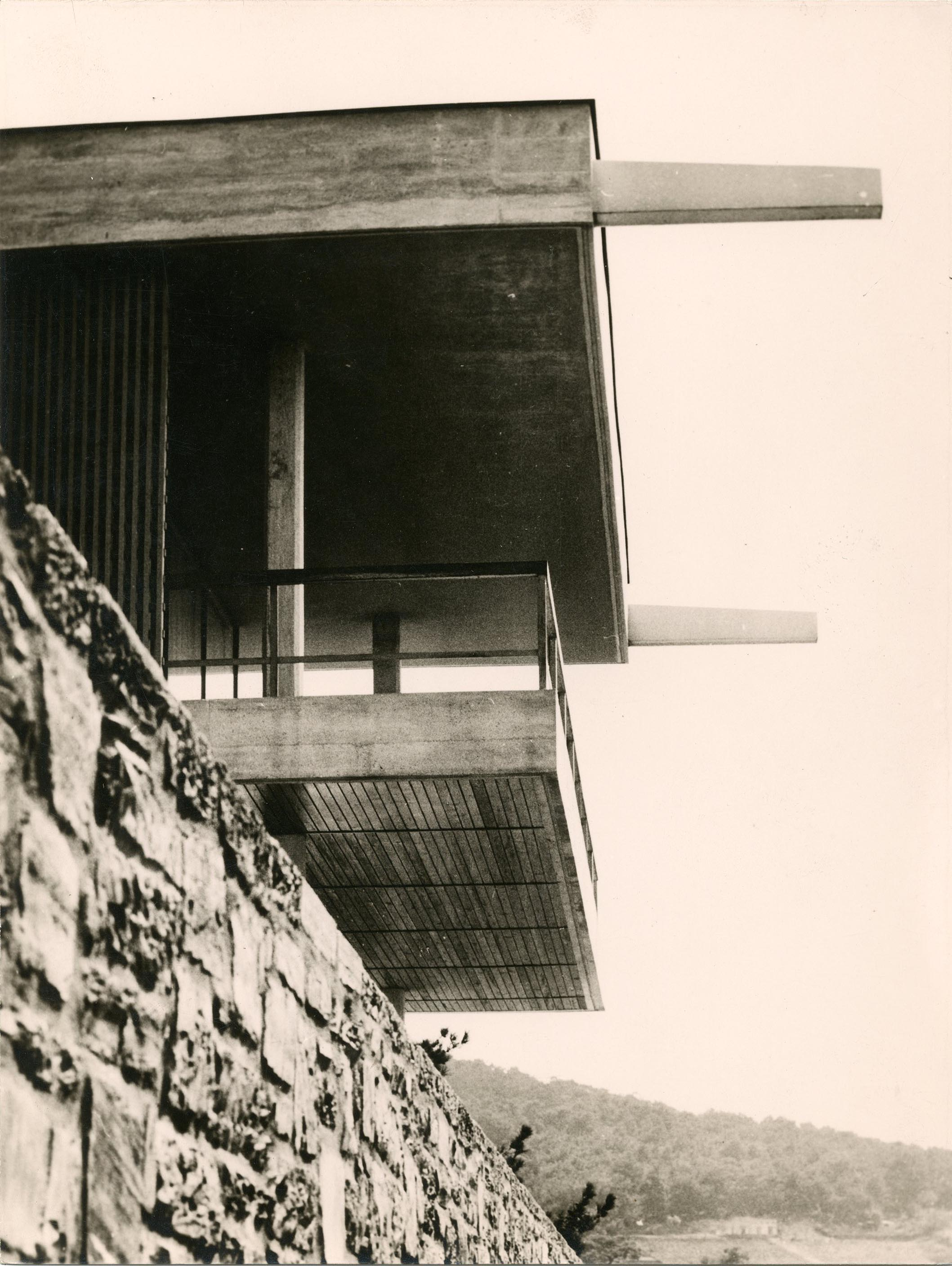
Casa Rıza Derviş construida en 1956-1957
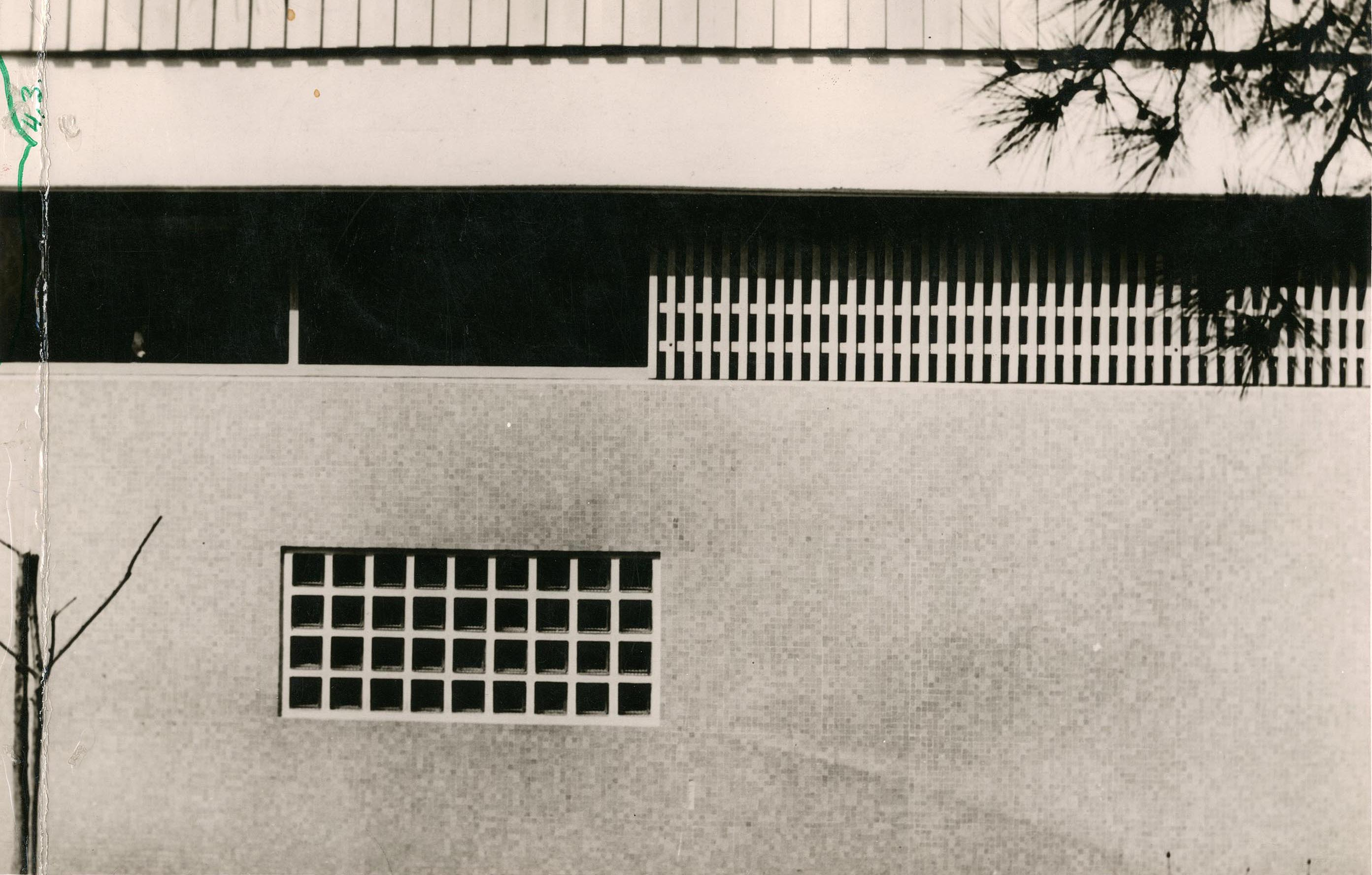
Casa Rıza Derviş construida en 1956-1957
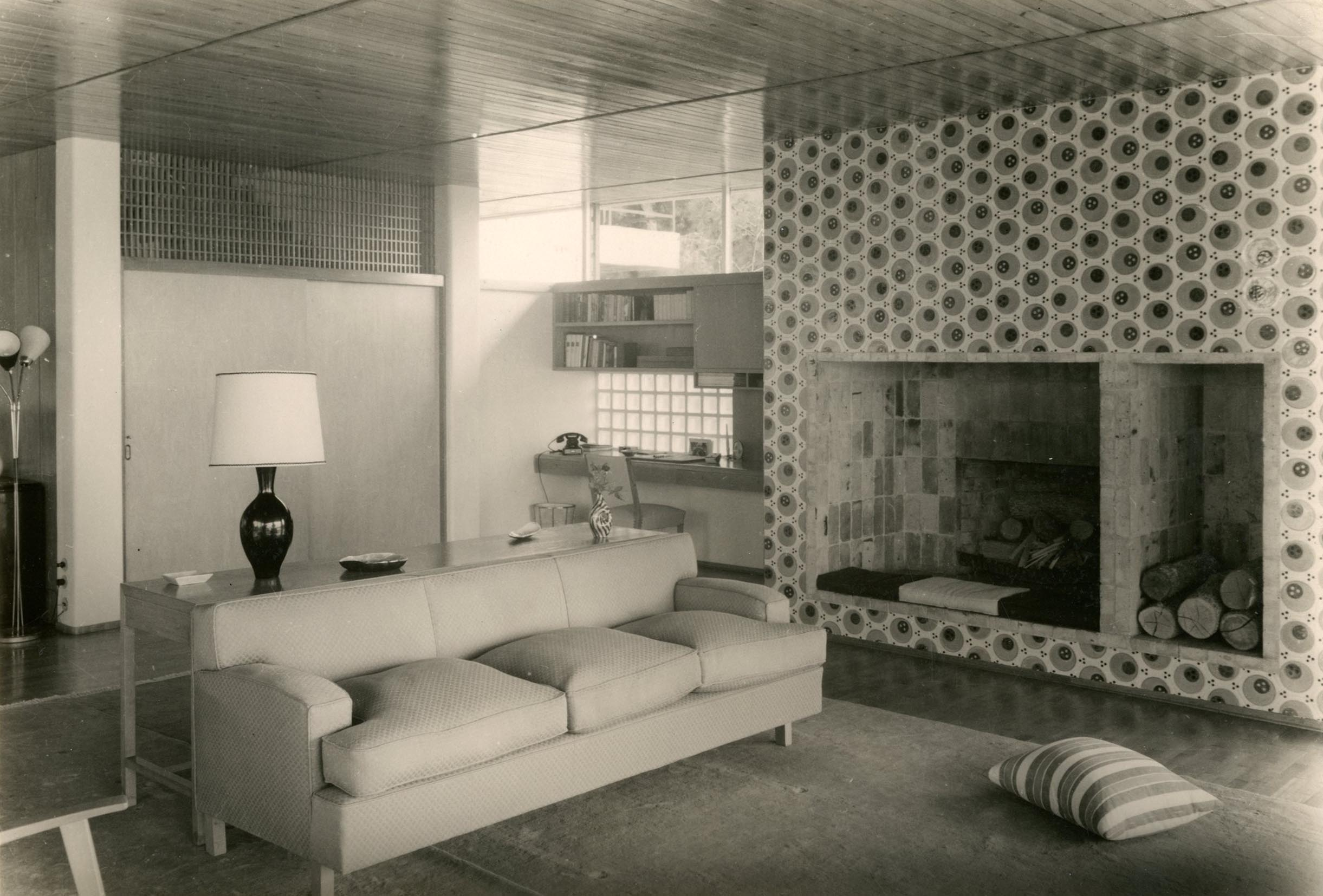
Casa Rıza Derviş construida en 1956-1957

## Décadas de 1960 y 1970
Tras el golpe de Estado de 1960, Turquía sufrió varios tipos de crisis políticas y económicas que afectaron tanto a la industria de la construcción como al sector de la arquitectura. A pesar de estas dificultades, los arquitectos pudieron diseñar algunos edificios importantes. Abandonando el racionalismo, los arquitectos turcos intentaron diseñar sus edificios en formas más flexibles y fragmentadas. Las obras importantes de este período son el Hotel Vakıflar en Estambul (1968, hoy Hotel Intercontinental Ceylan ), el campus de la Universidad Técnica de Medio Oriente (1961) en Ankara, el mercado de artesanos de Estambul (1959), el edificio de la Sociedad Histórica Turca (1967), el Hotel Gran Ankara (1960, hoy Rixos Grand Ankara Hotel) y el Centro Cultural de Atatürk (1969) en Estambul.

Como resultado de la turbulencia económica y social, la arquitectura en Turquía también sufrió en la década de 1970. No hubo avances significativos durante este período. Algunos diseños importantes de la década de 1970 son el Edificio de la Asociación de la Lengua Turca (1972), la Biblioteca Atatürk (1973) y el Abdi İpekçi Arena (1979).

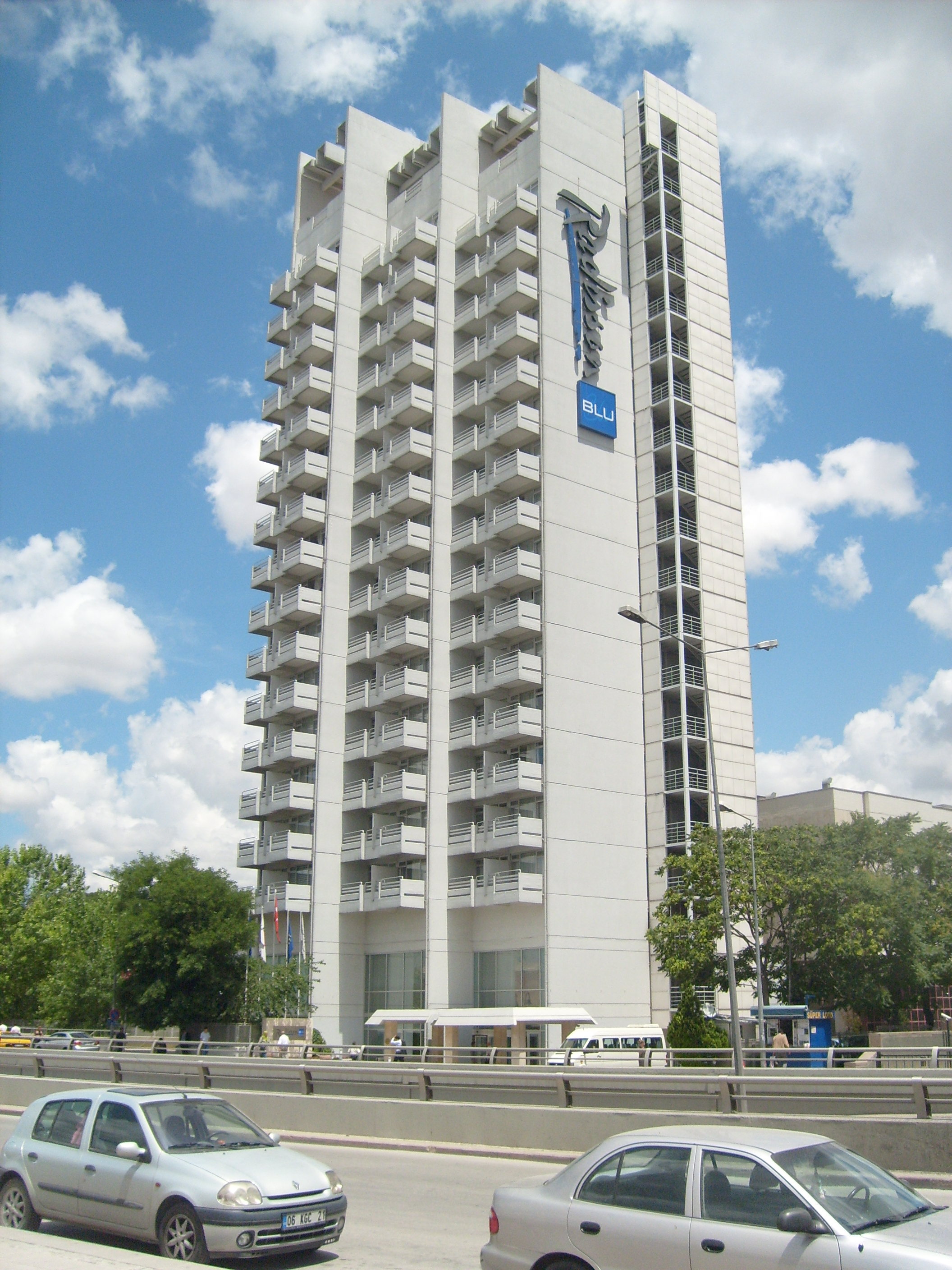
Radisson Blu Hotel en Ankara, construido originalmente como Stad Oteli (1970), fue diseñado en 1964 por Doğan Tekeli, Sami Sisa y Metin Hepgüler .
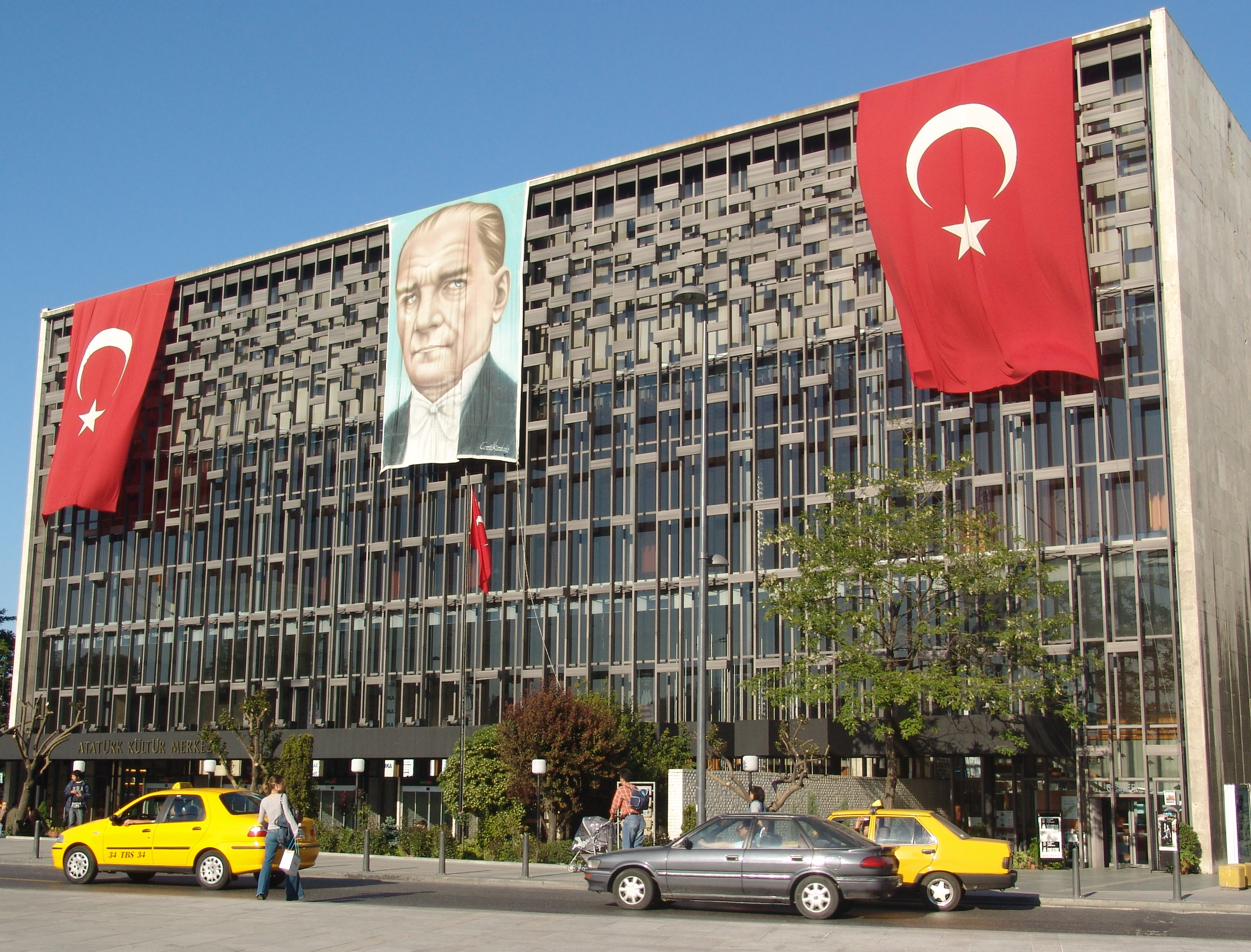
Centro cultural de Atatürk (1969) en la plaza Taksim de Estambul, diseñado por Hayati Tabanlıoğlu.
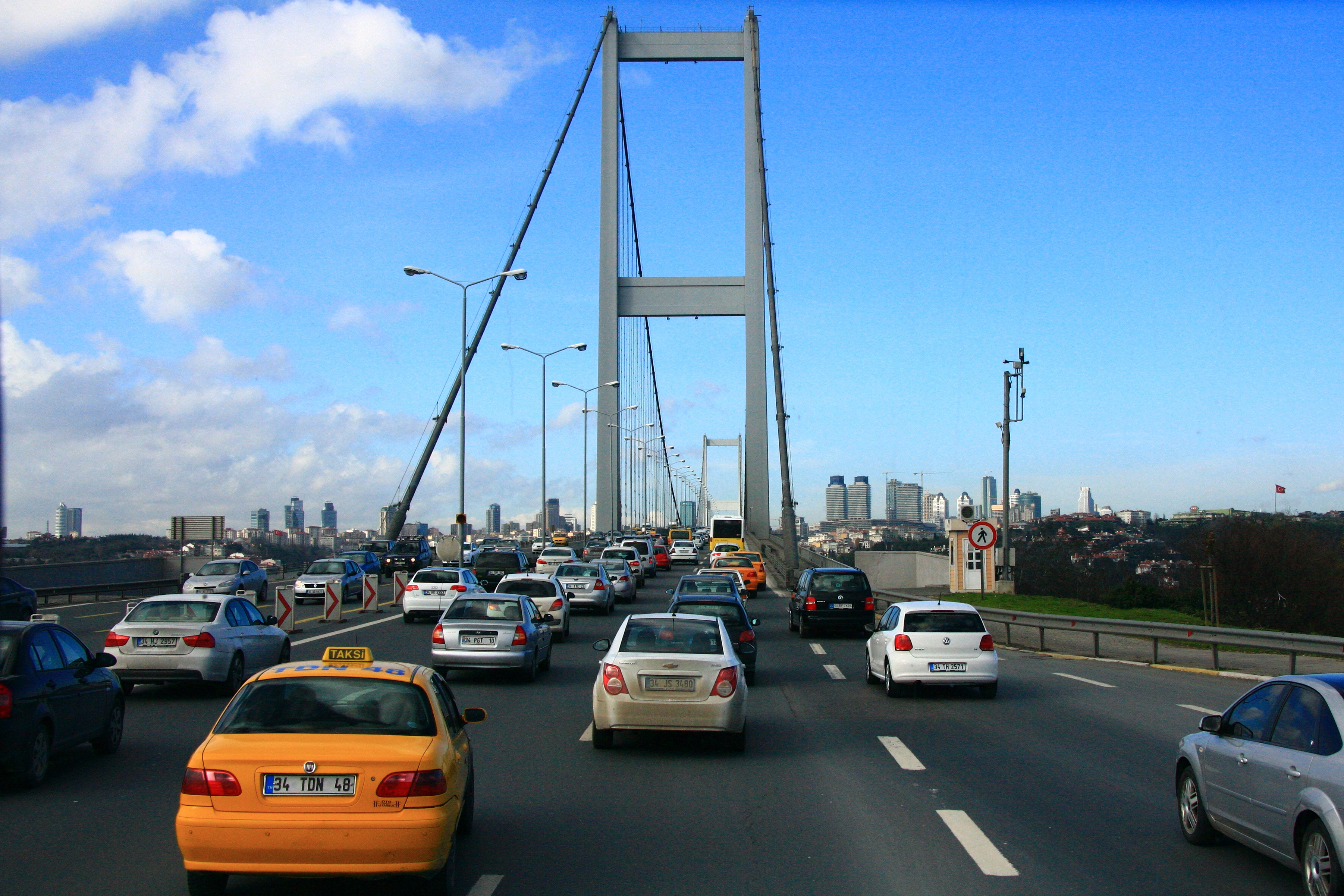
El Puente del Bósforo (1973) en Estambul fue diseñado en 1968-1970 por Gilbert Roberts y William Brown .
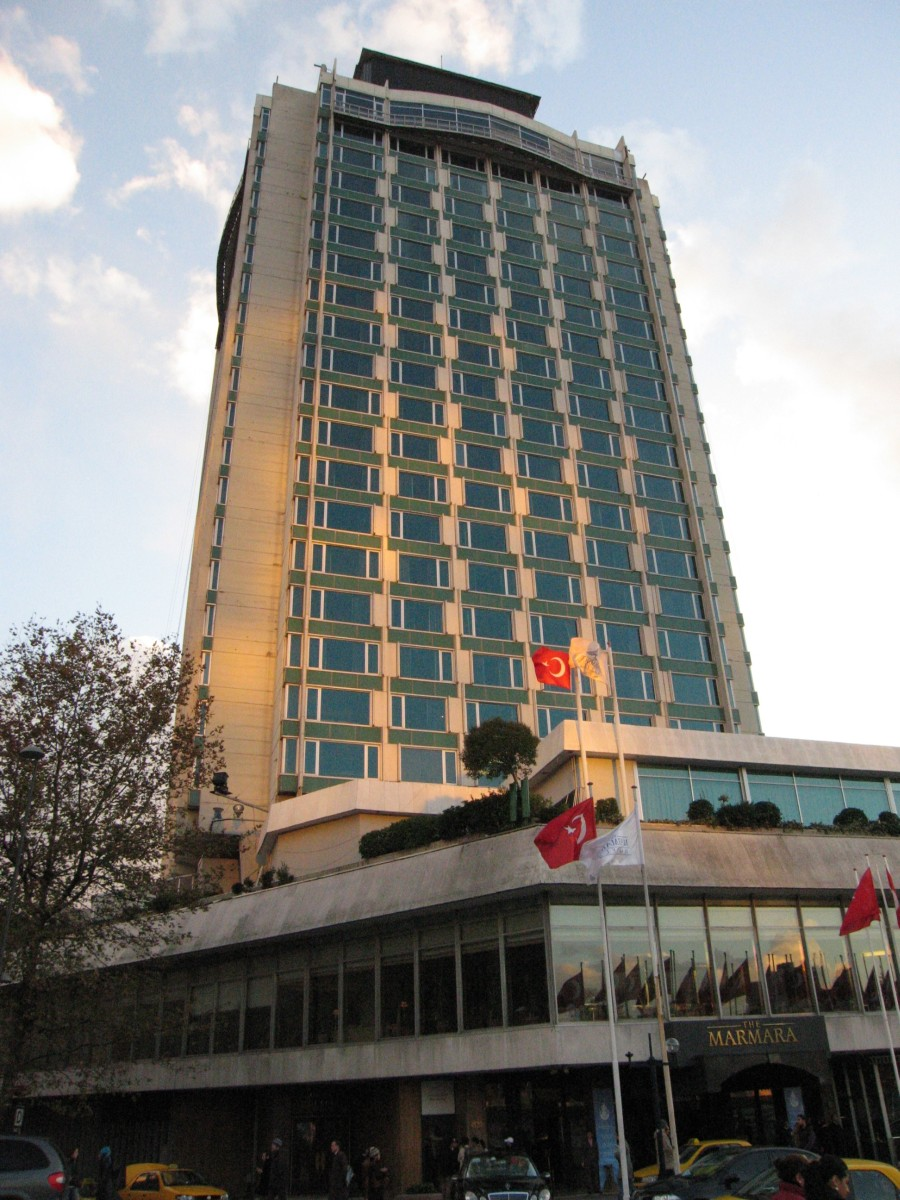
El Hotel Marmara (1976) en la plaza Taksim fue diseñado en 1972 por Fatin Uran.
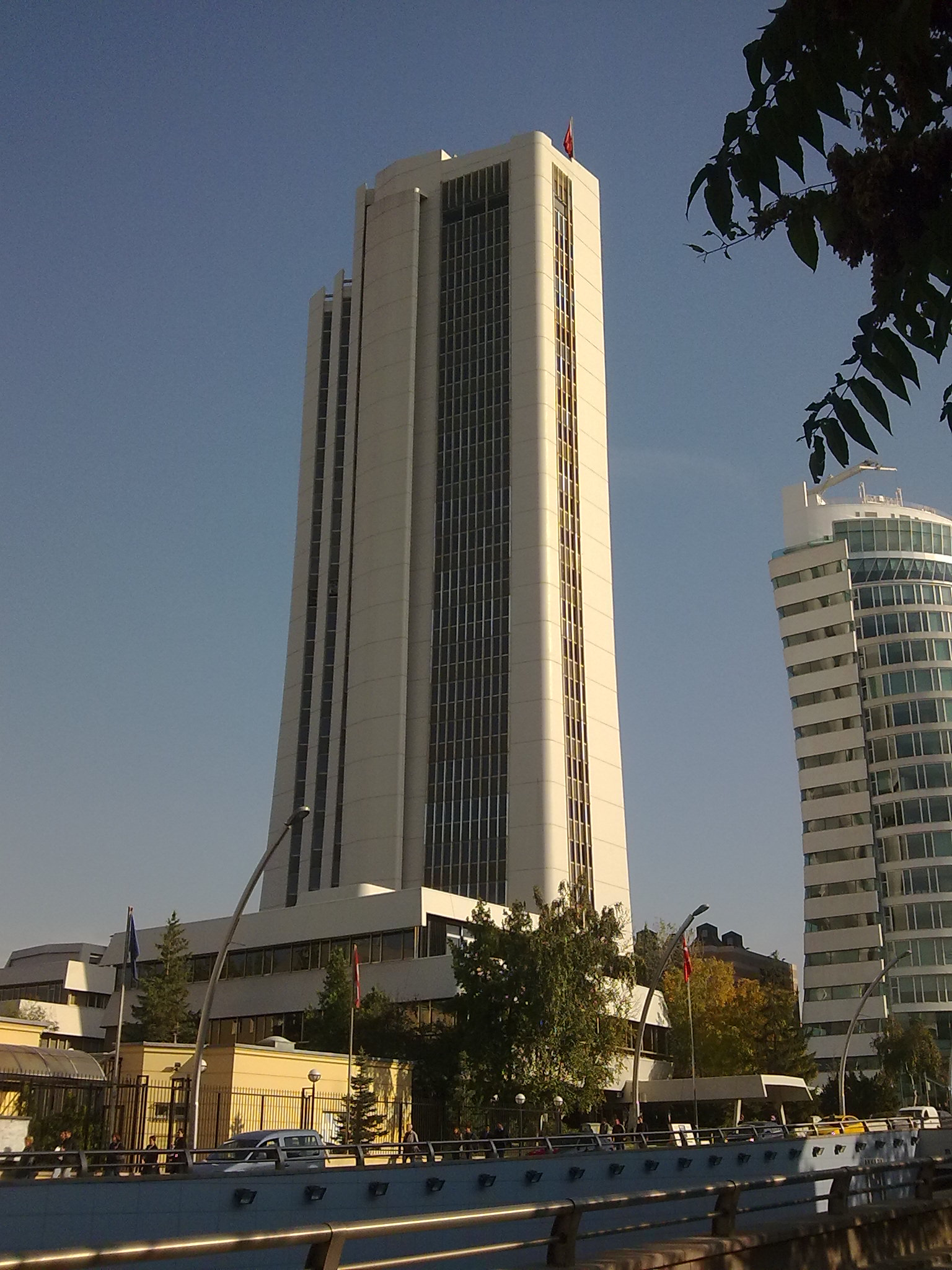
Edificio BDDK (1975) en Ankara, originalmente la sede de Türkiye İş Bankası, diseñado por Ayhan Böke y Yılmaz Sargın.

## Décadas de 1980 y 1990
En enero de 1980, el gobierno del primer ministro Süleyman Demirel comenzó a implementar un programa de reforma de gran alcance diseñado por el entonces subsecretario del primer ministro Turgut Özal para cambiar la economía de Turquía hacia un crecimiento impulsado por las exportaciones . Estas reformas tuvieron un efecto positivo en la industria de la construcción y la arquitectura. En la década de 1980, los arquitectos y contratistas turcos introdujeron nuevos métodos, como la prefabricación y los sistemas de muros cortina. Además, aumentó la producción de acero, aluminio, plástico y vidrio, lo que permitió a los arquitectos liberarse de las formas rígidas.

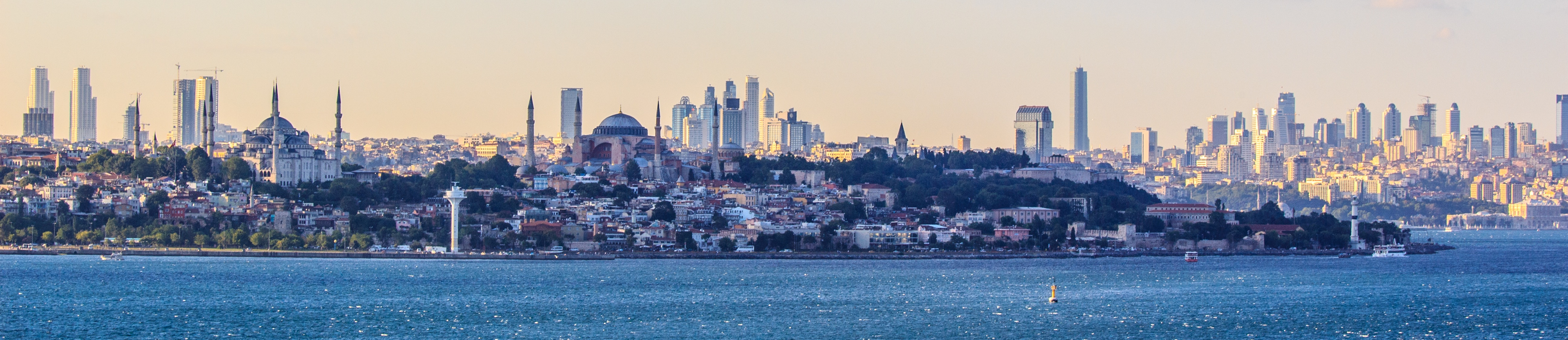
Vista panorámica de Estambul.

Hasta la década de 1980, el sector gubernamental era el principal cliente en lo que respecta a la arquitectura y la construcción. Sin embargo, la liberalización de la economía allanó el camino para que el sector privado se convirtiera en la principal influencia. Arquitectos notables de este período incluyen a Behruz Çinici, Merih Karaaslan, Sevinç Hadi, Şandor Hadi, Ersen Gürsel, Mehmet Çubuk, Doğan Tekeli, Sami Sisa, Emre Arolat, Murat Tabanlıoğlu, Melkan Tabanlıoğlu, Hüsrev Tayla, Doğan Hasol, Atilla Yücel, Sema Soygeniş, Murat Soygeniş y Kaya Arıkoğlu, entre otros.

## Siglo 21

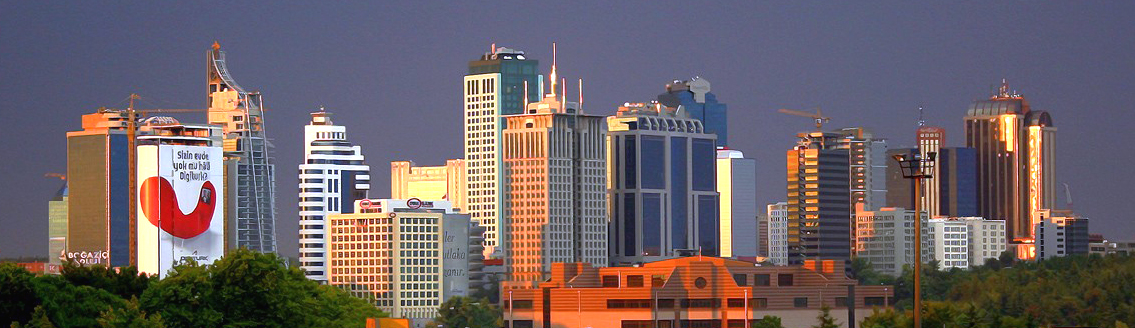
Una vista del distrito de negocios de Maslak en Estambul, 2007. El horizonte de Estambul ha cambiado significativamente desde la década de 1990.

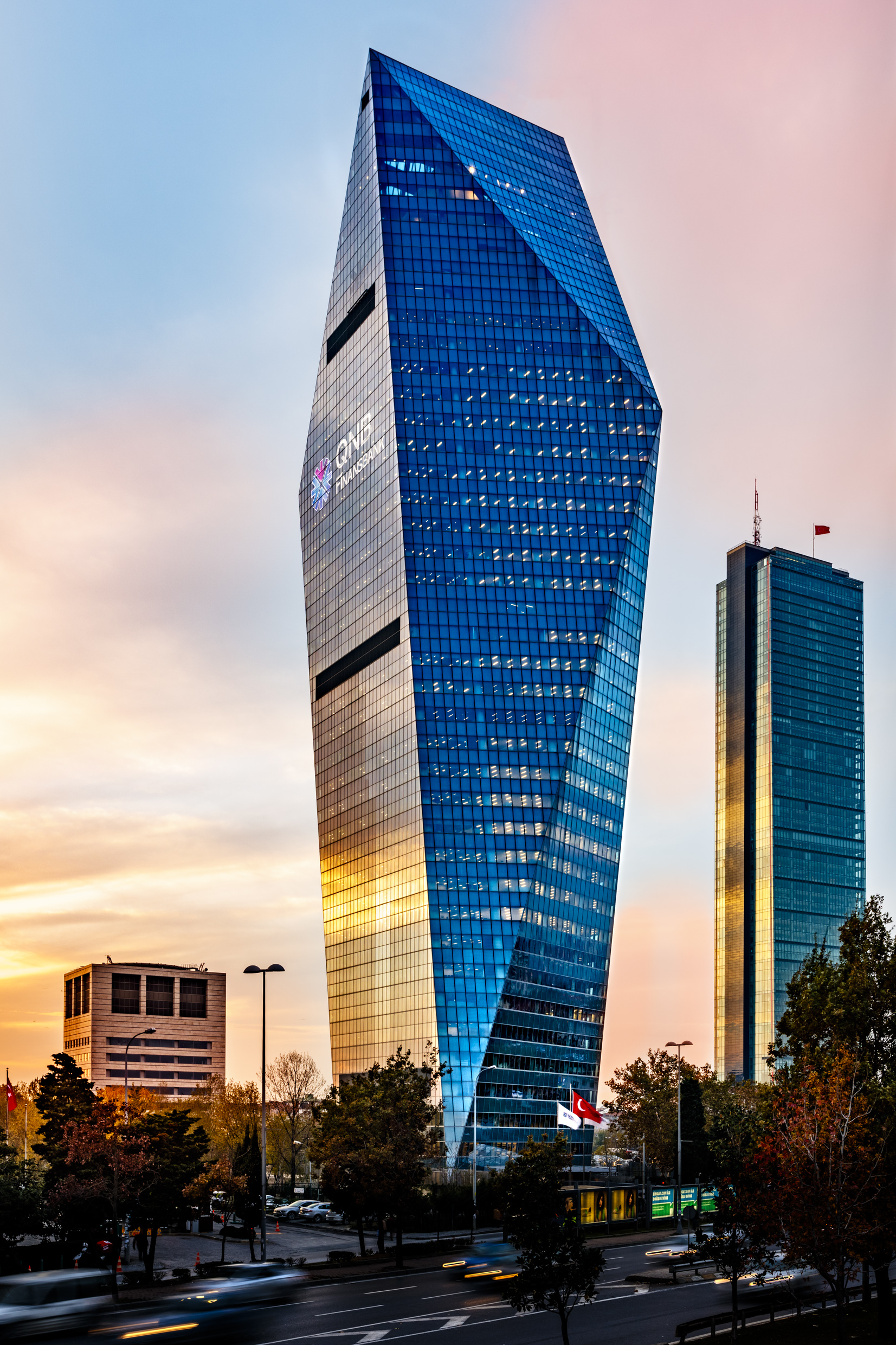
Finansbank Tower y Istanbul Sapphire en Büyükdere Avenue.
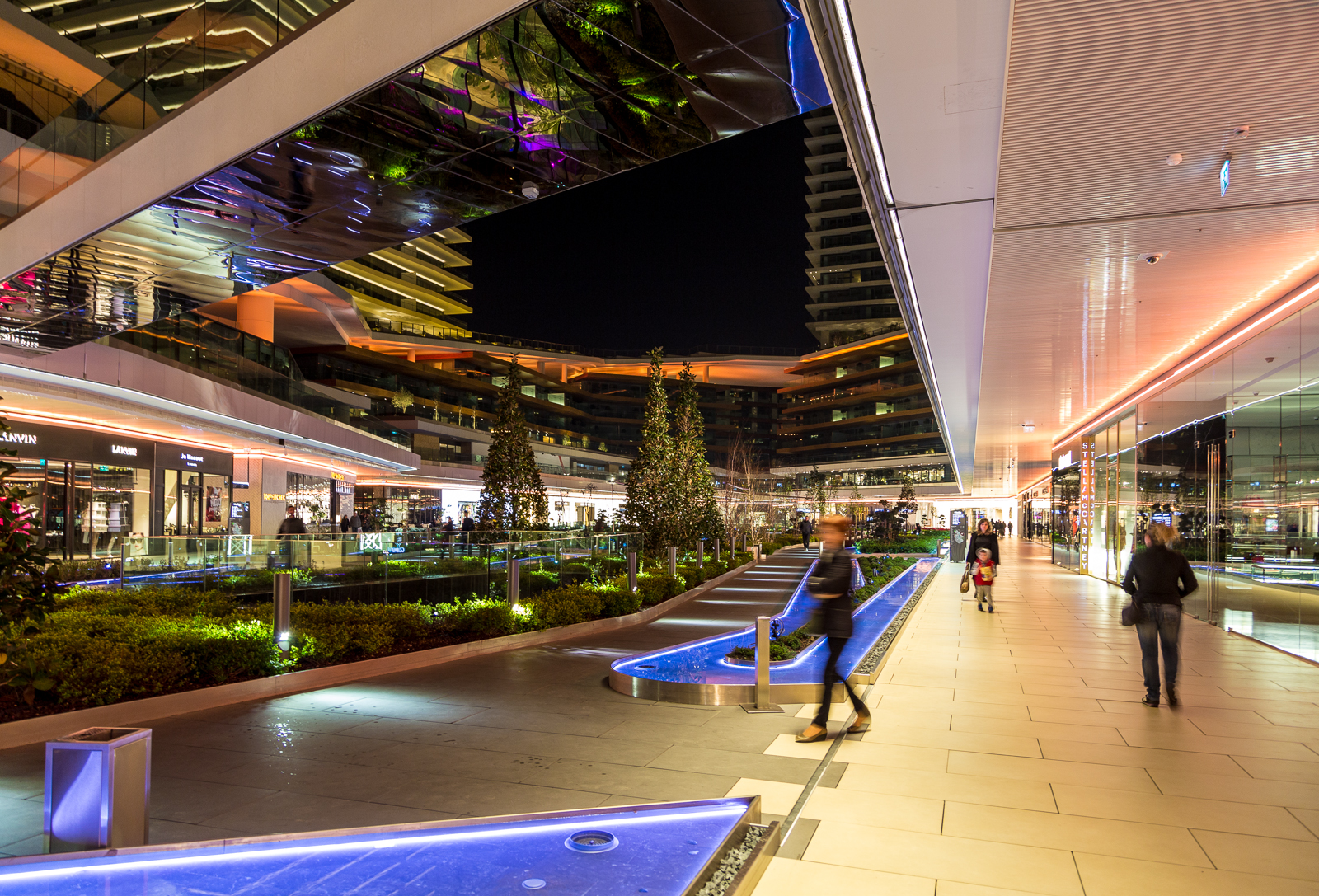
Centro Zorlu
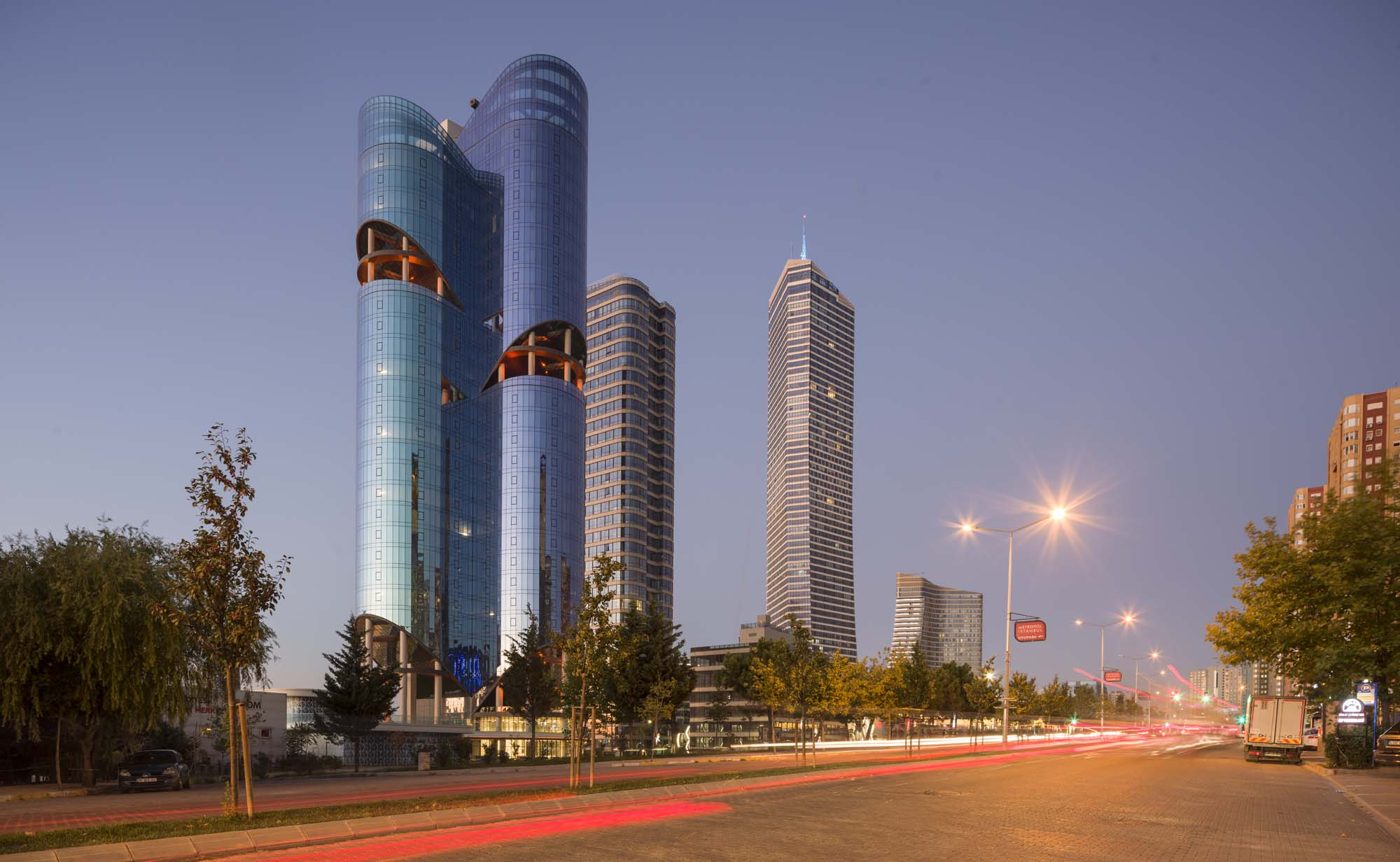
Oficina de Avrupa en Ataşehir.
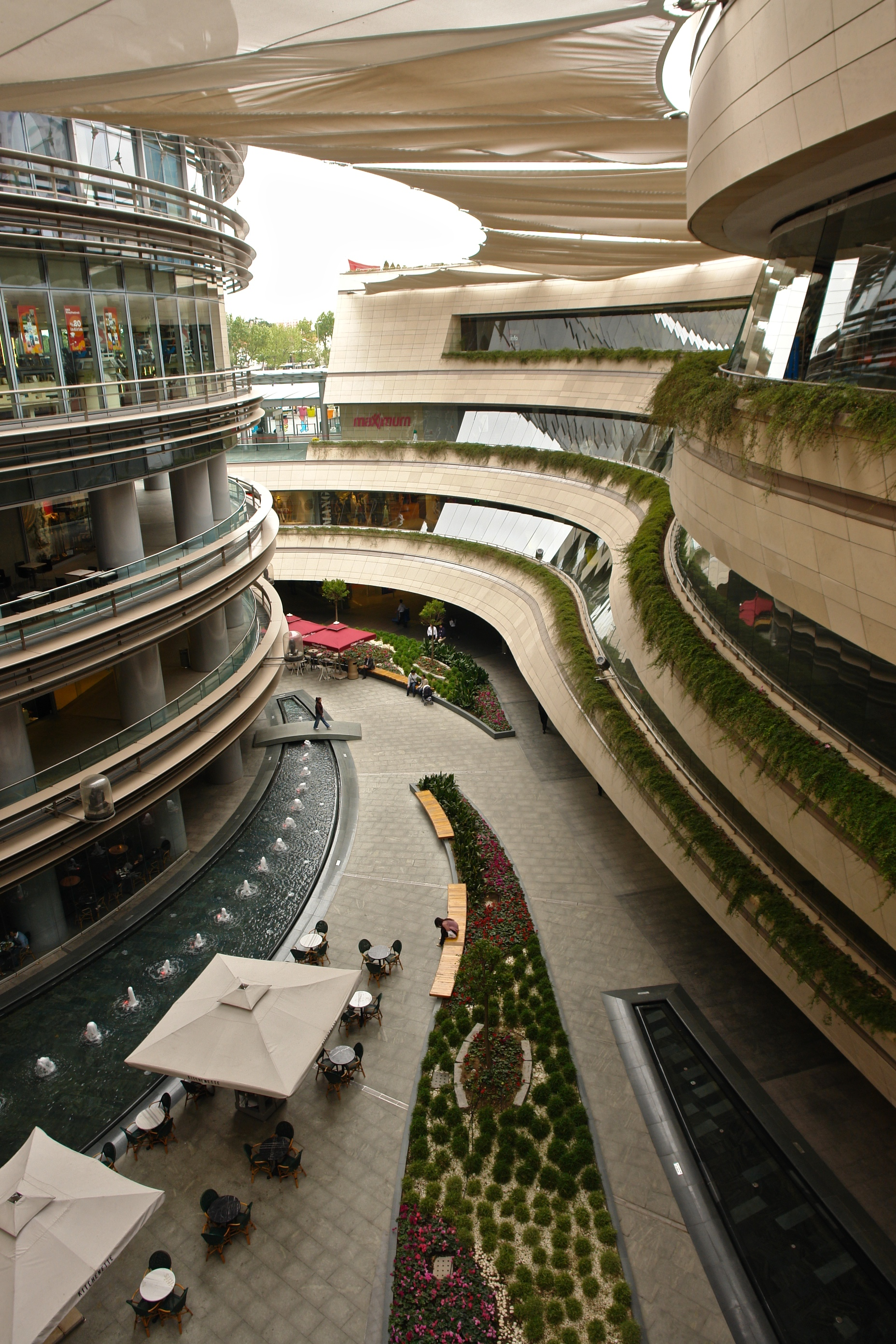
Centro comercial Kanyon.
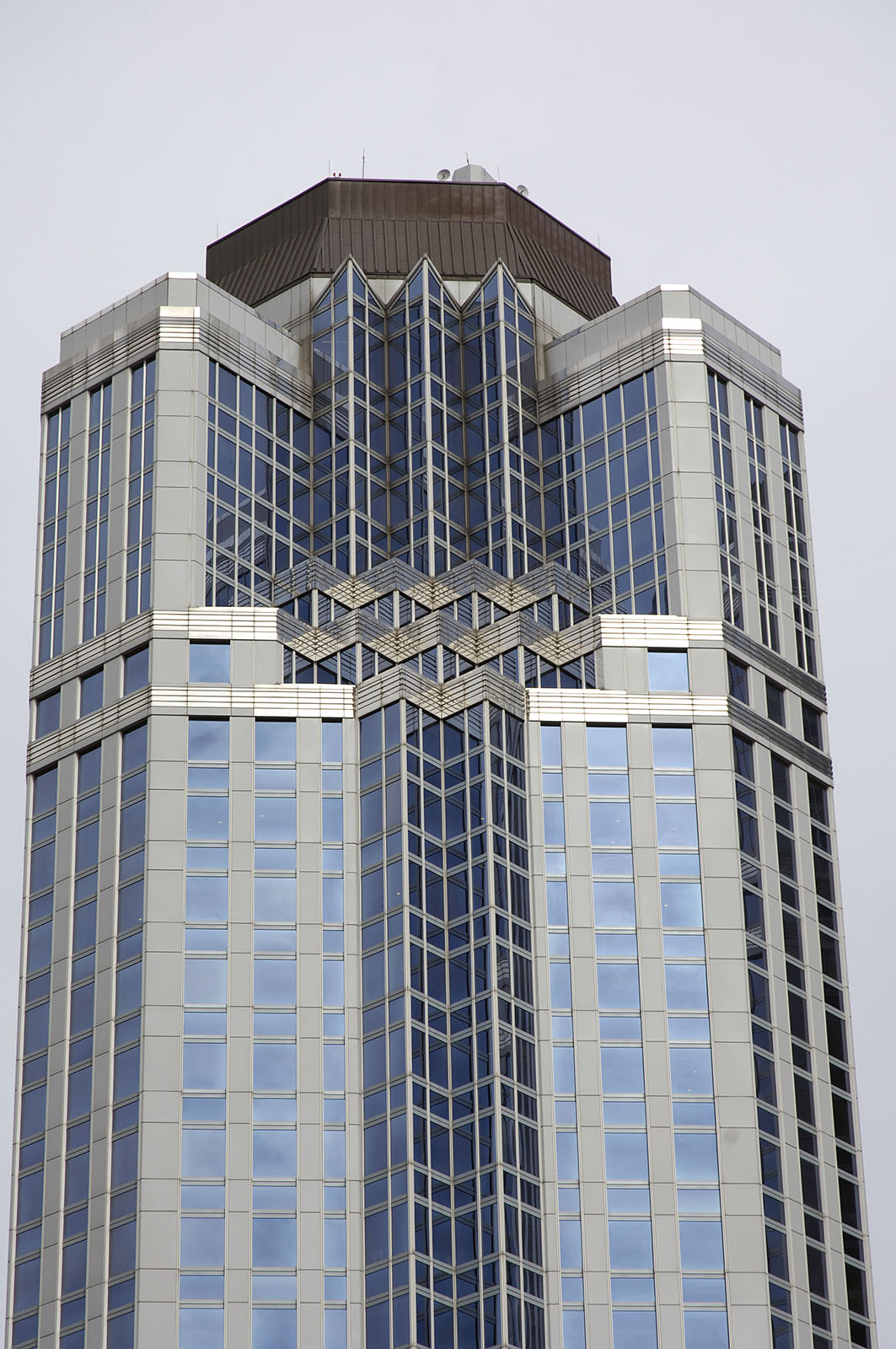
Türkiye İş Bankası Tower 1 (1995-2000) en Levent, Estambul
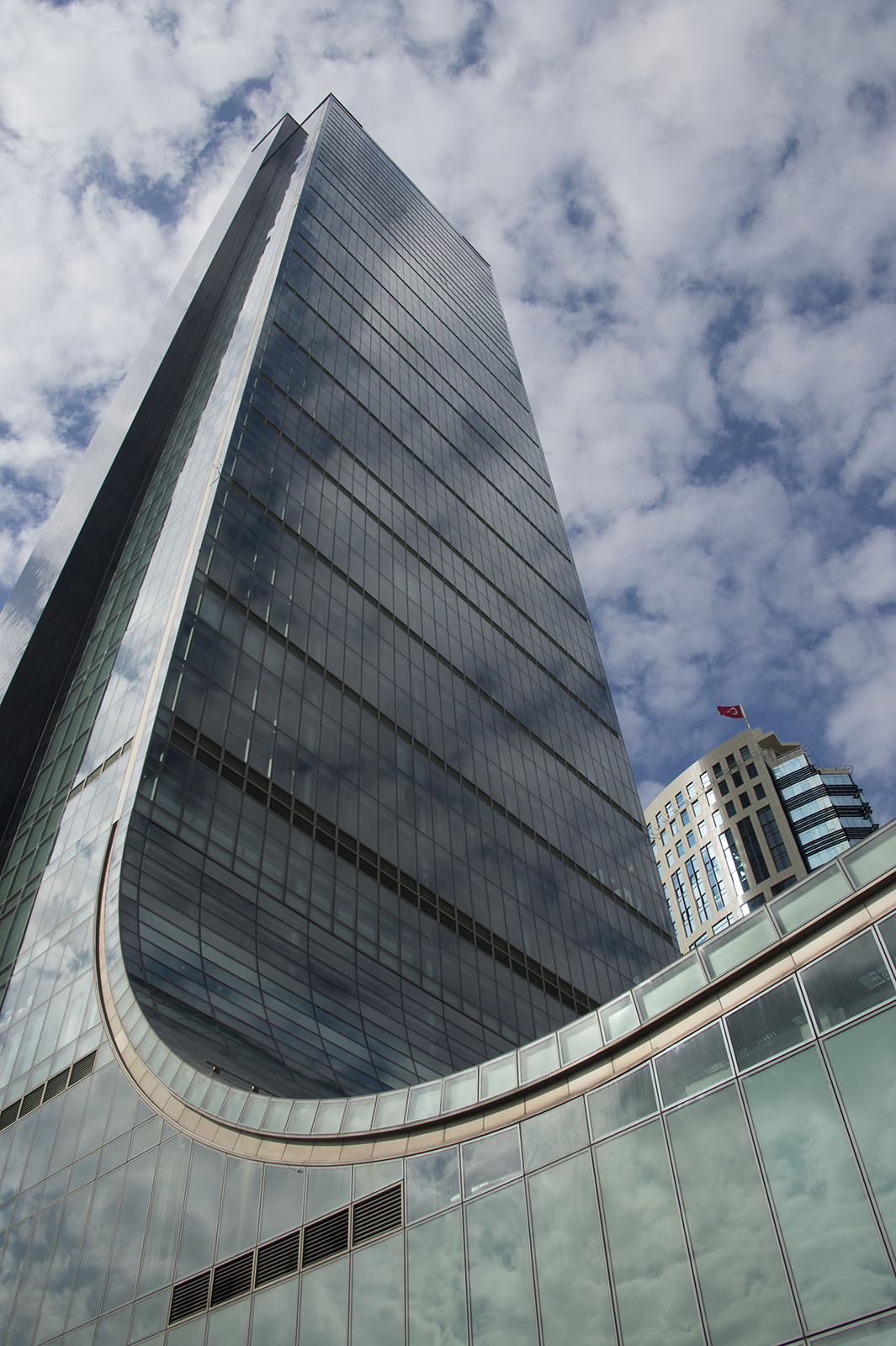
Istanbul Sapphire en Levent (2006-2011) es actualmente el edificio más alto de Estambul y Turquía, y el cuarto más alto de Europa .
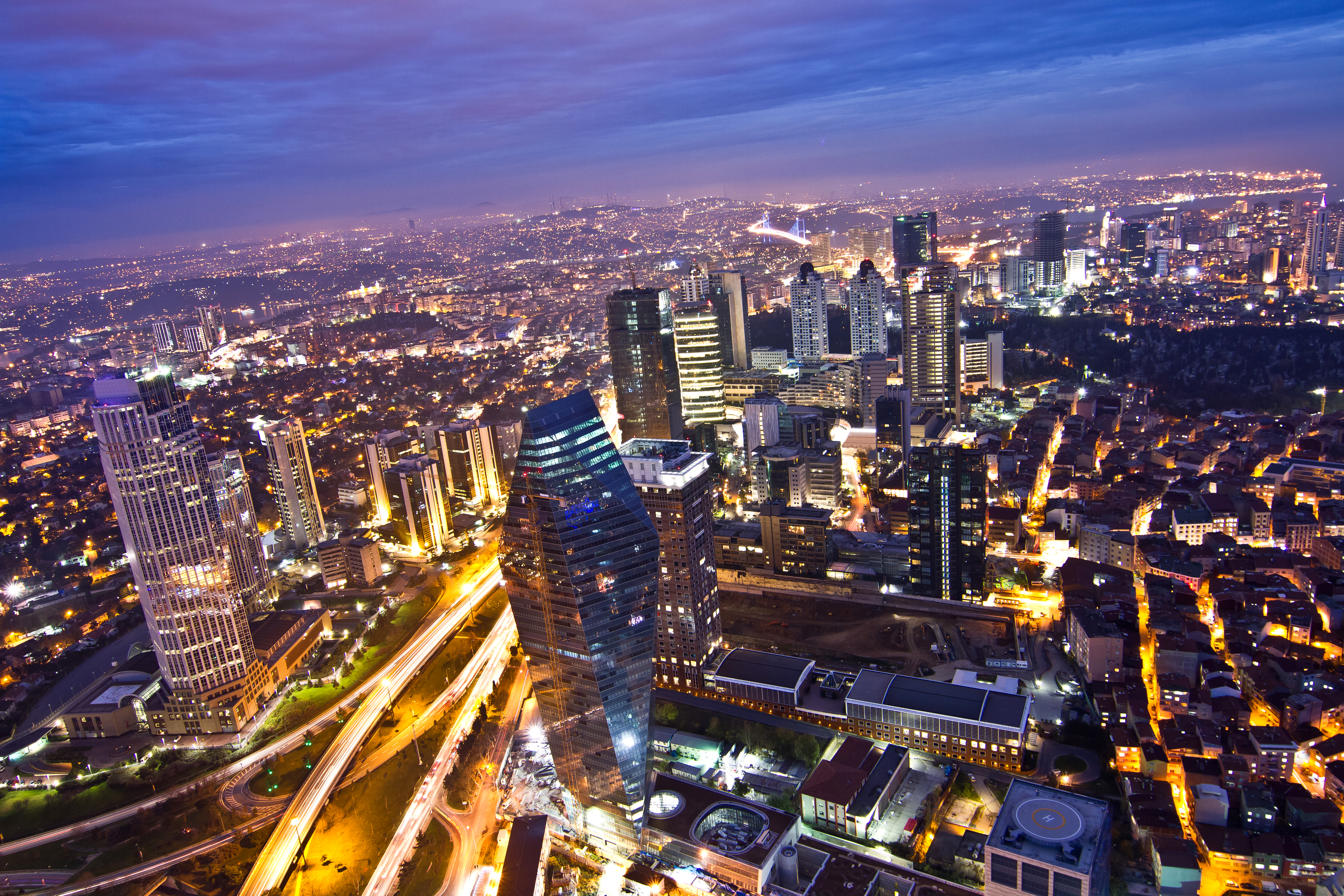
Panorama urbano de Estambul
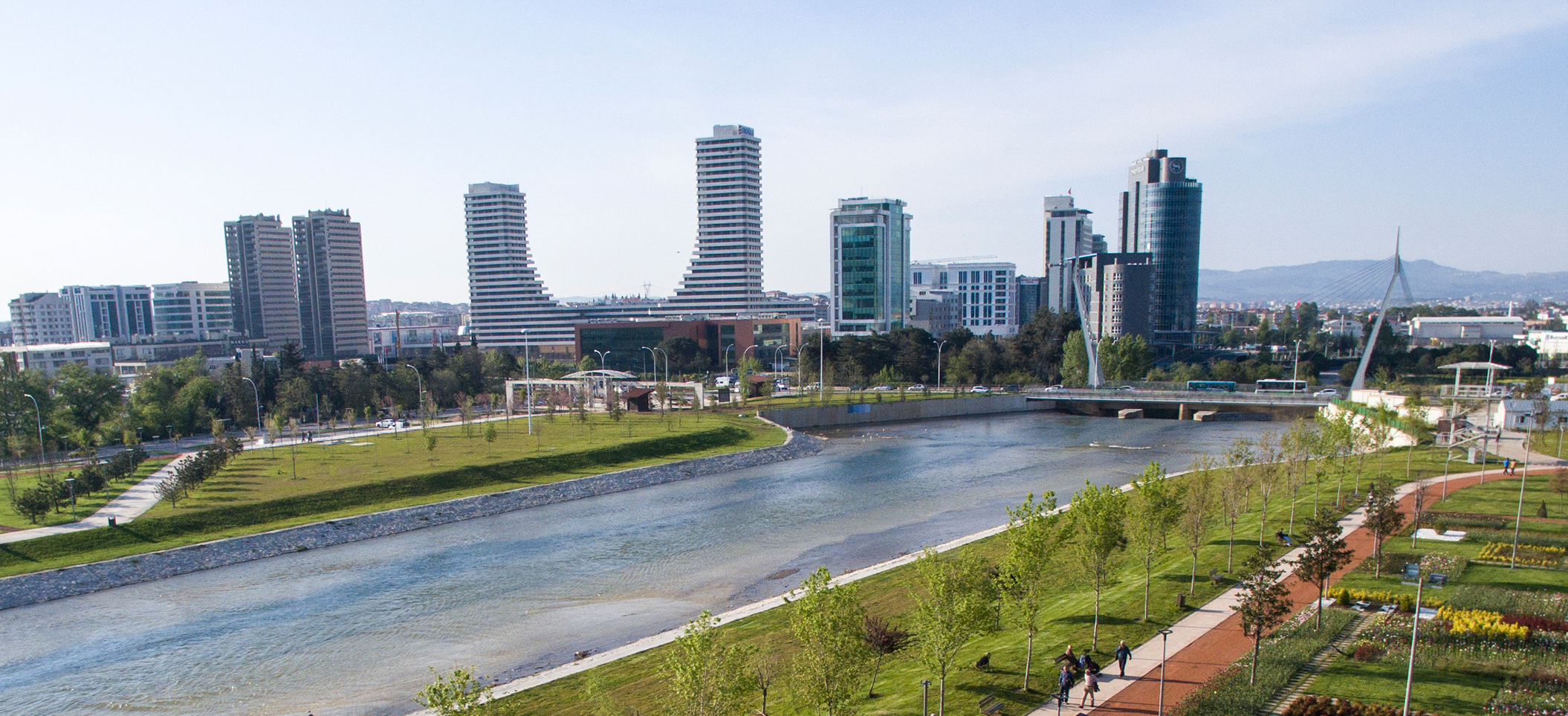
Panorama urbano de Bursa
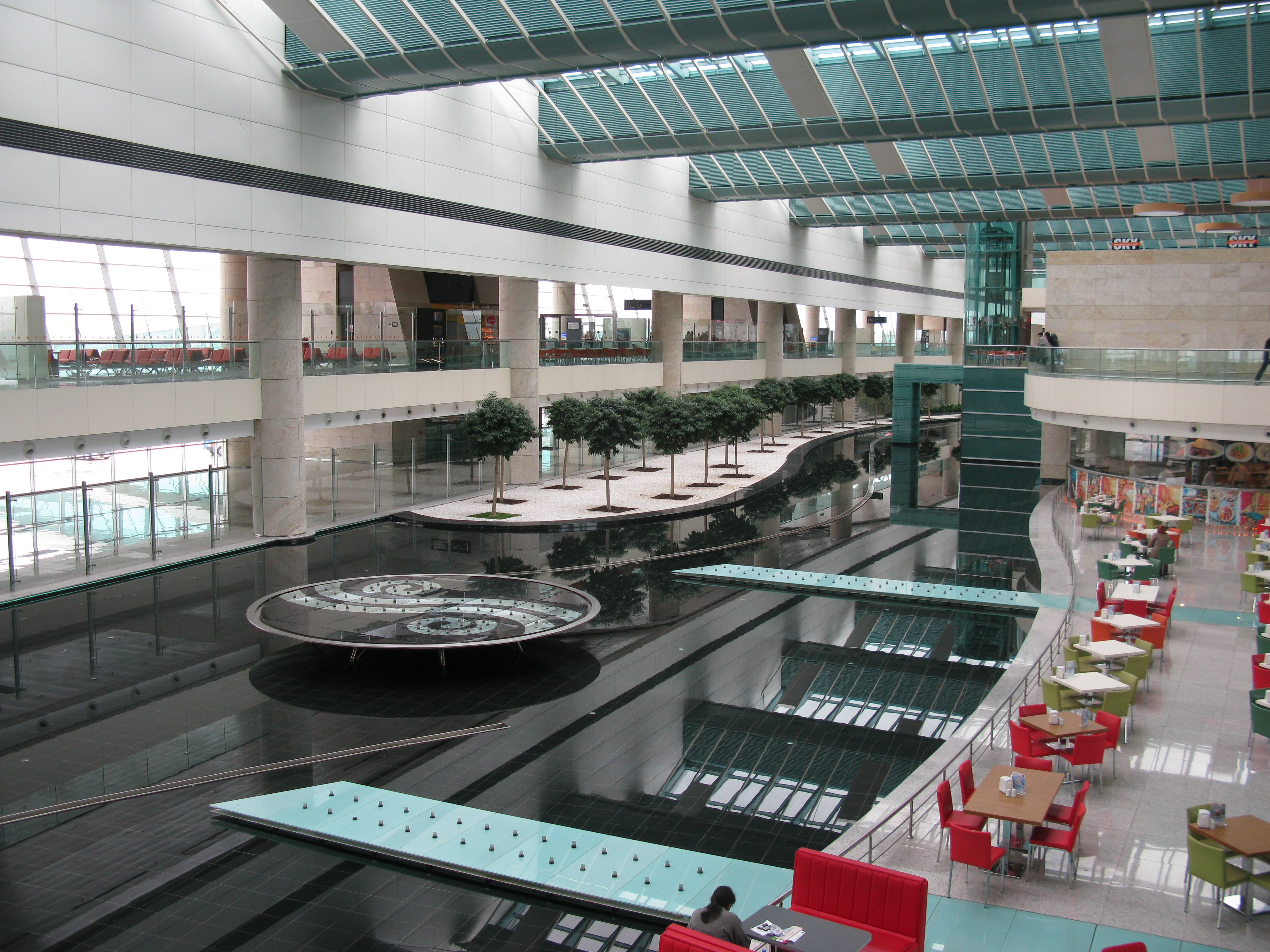
Aeropuerto Internacional Esenboğa (2006) en Ankara .
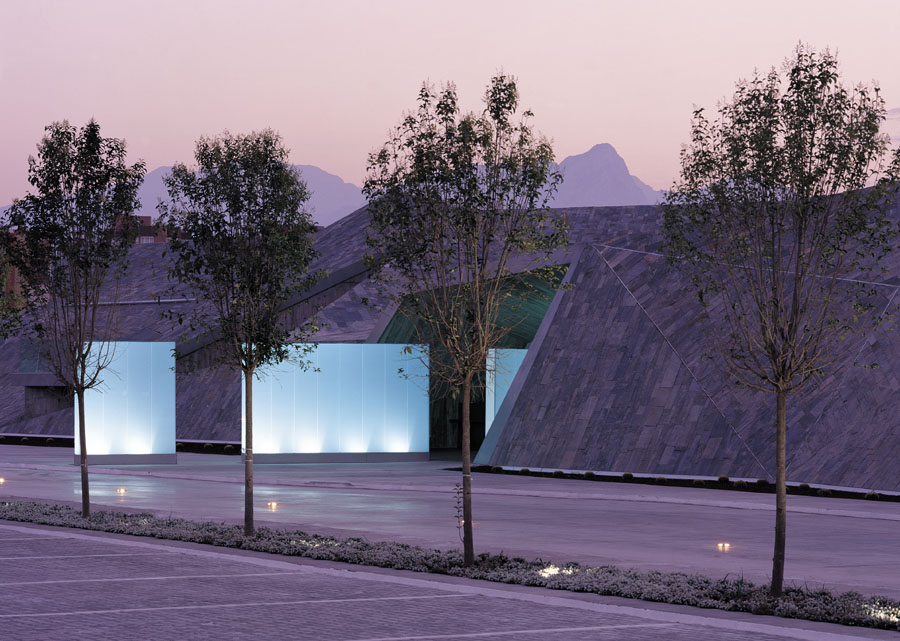
Parque temático Minicity, Antalya (2004)
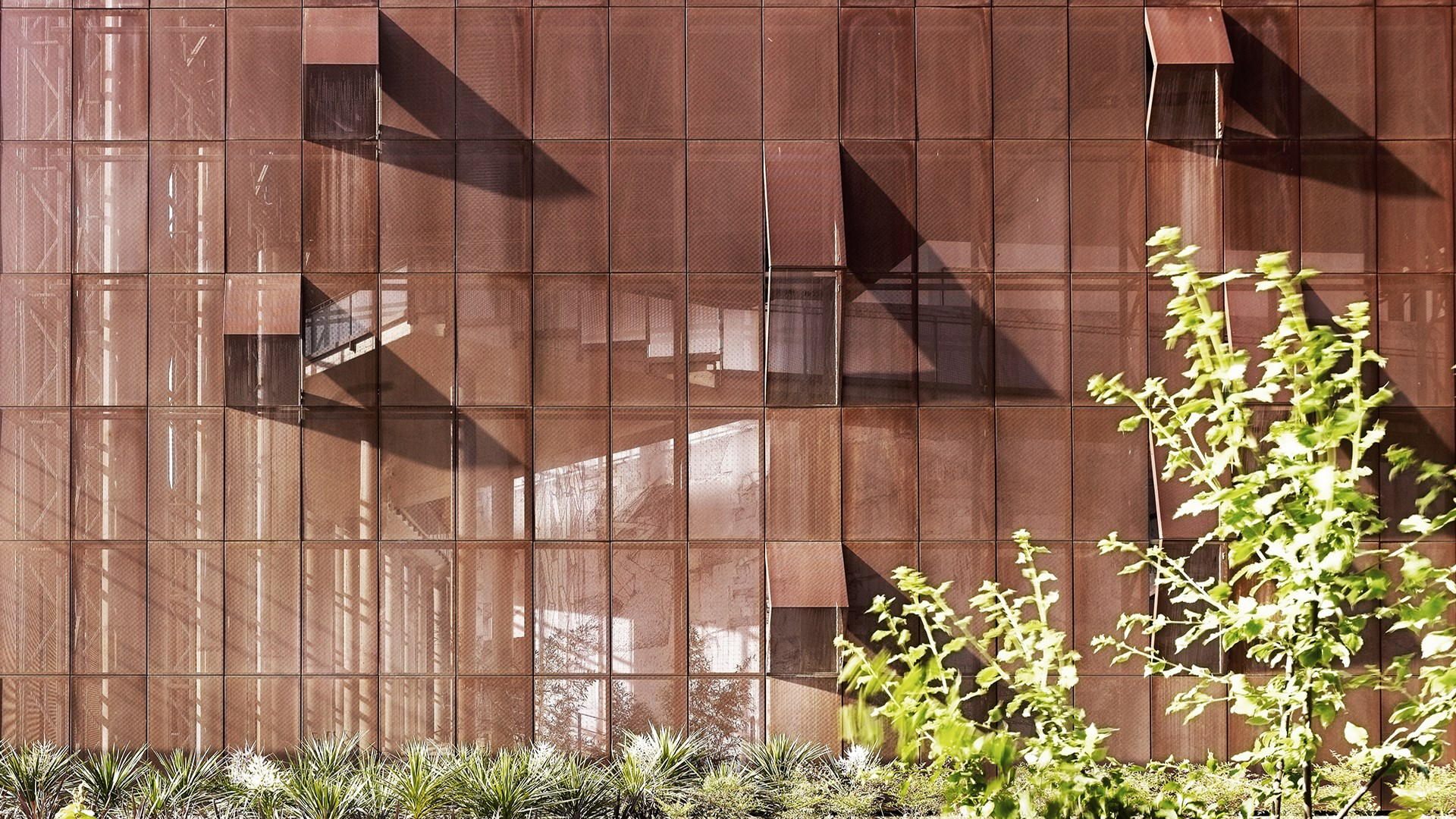
Centro Cultural Raif Dinçkök Yalova, Yalova (2011)
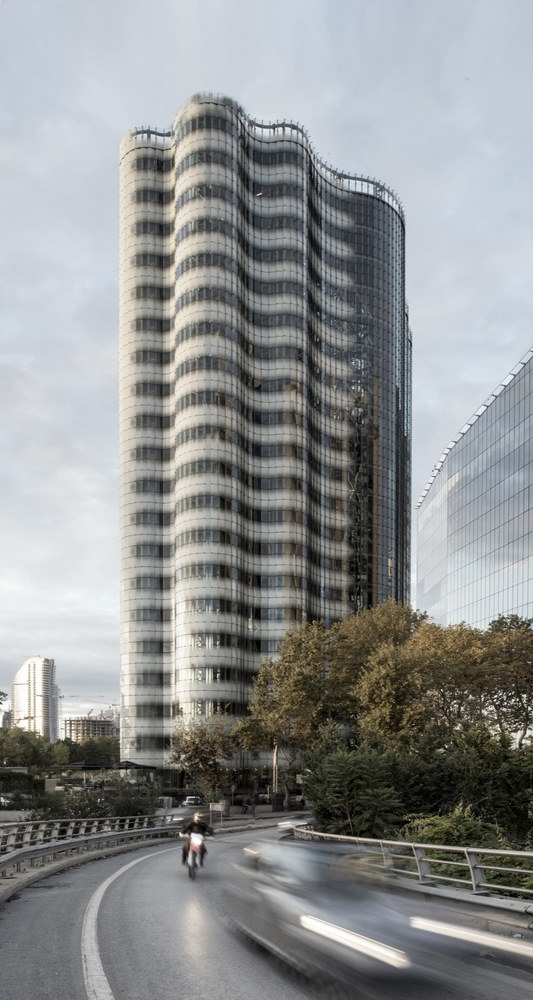
Edificio de oficinas Maslak No.1, Estambul (2014)
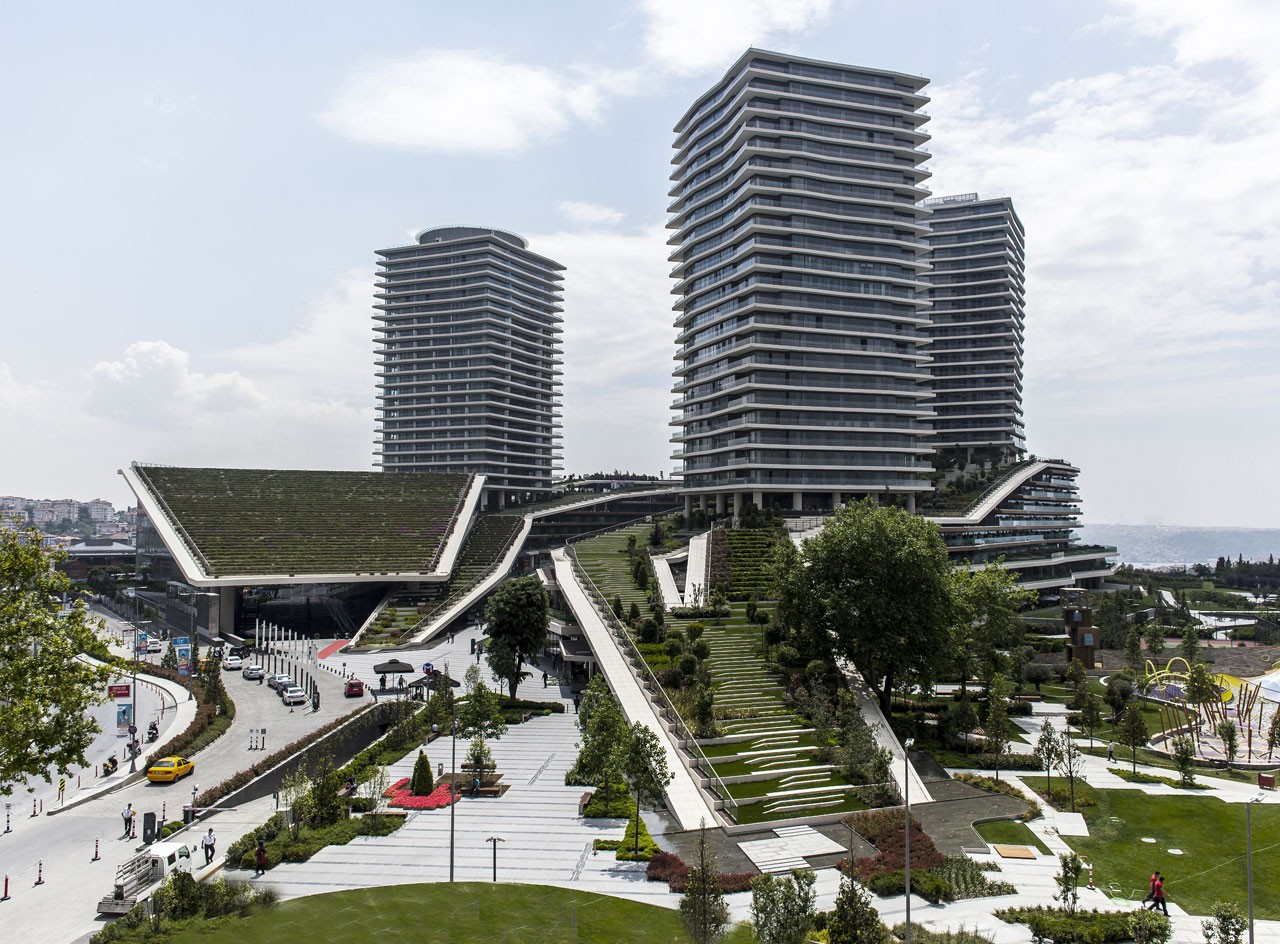
Centro Zorlu, Estambul (2013)
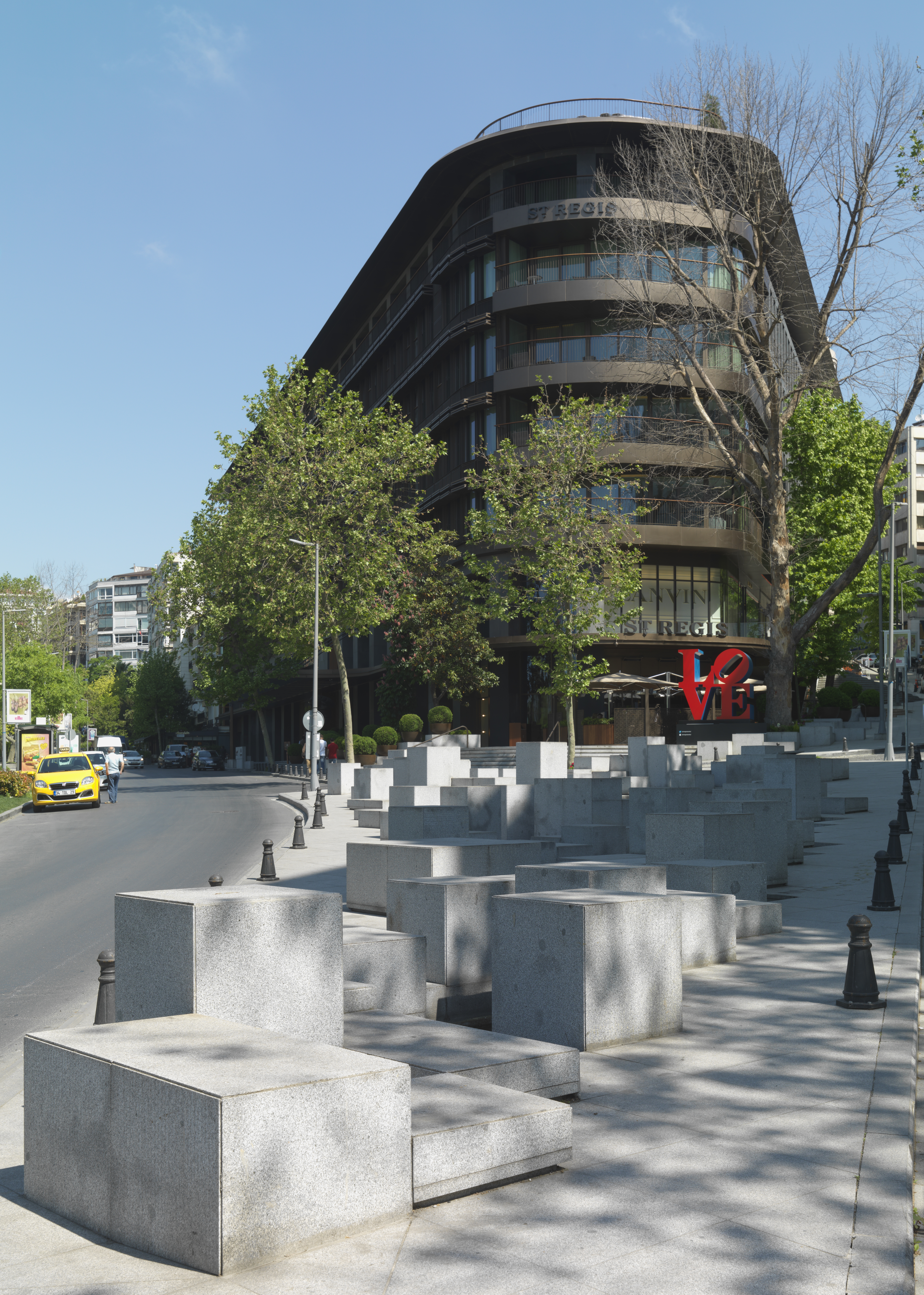
St. Regis Estambul, Estambul (2015)
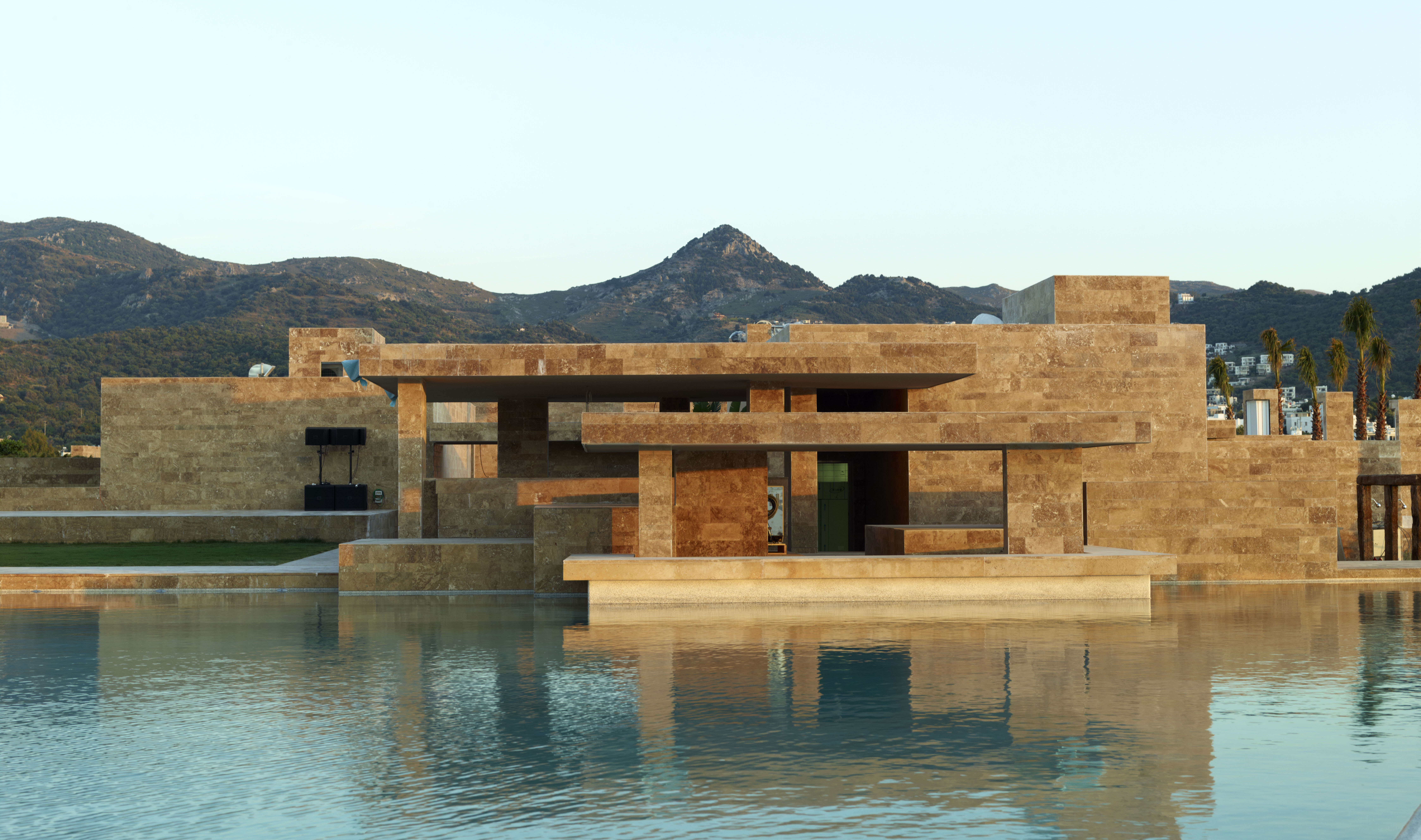
Yalikavak Palmarina, Bodrum (2014)
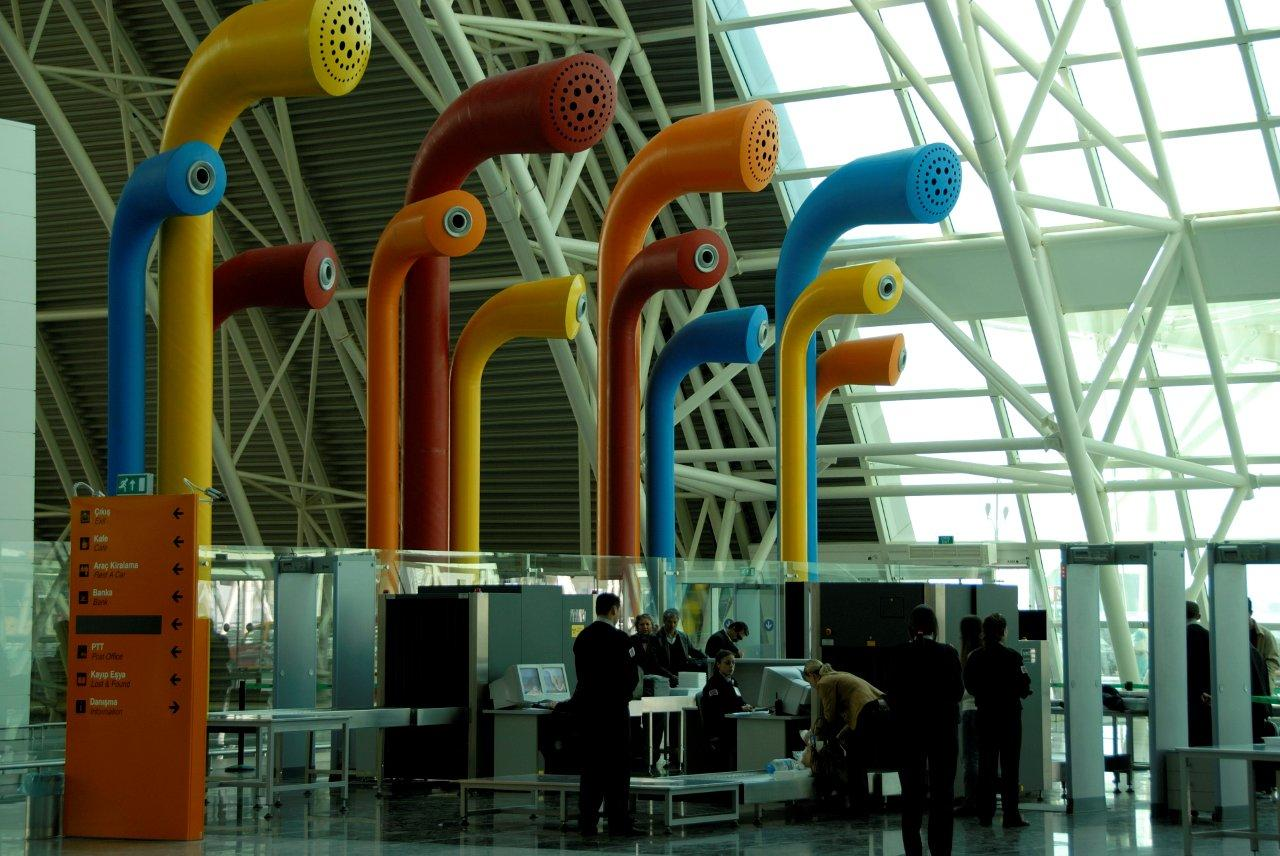
Aeropuerto de Esmirna-Adnan Menderes
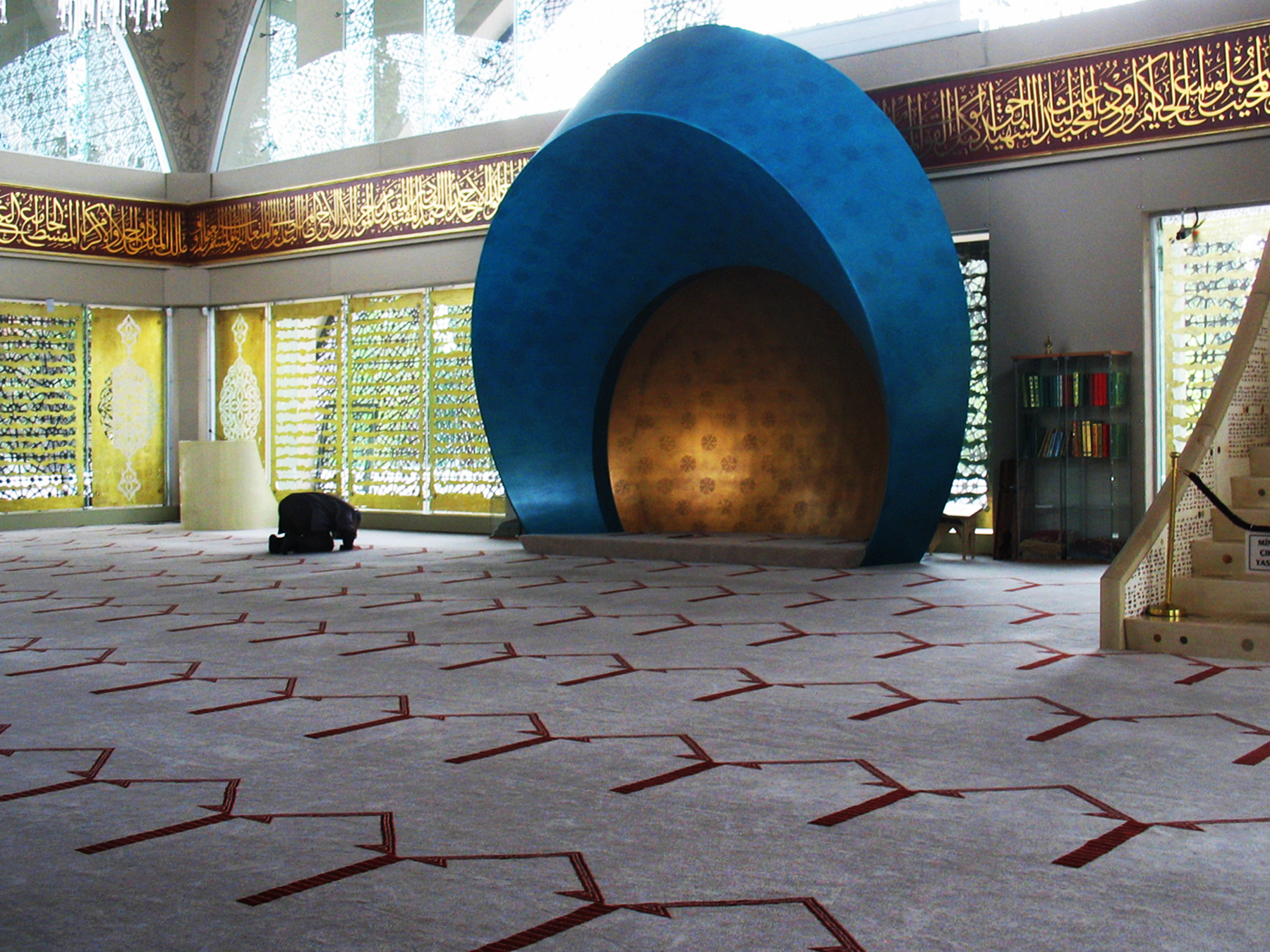
Mezquita Şakirin. Se cree que la arquitecta, Zeynep Fadıllıoğlu, es la primera mujer en diseñar una mezquita (2009).
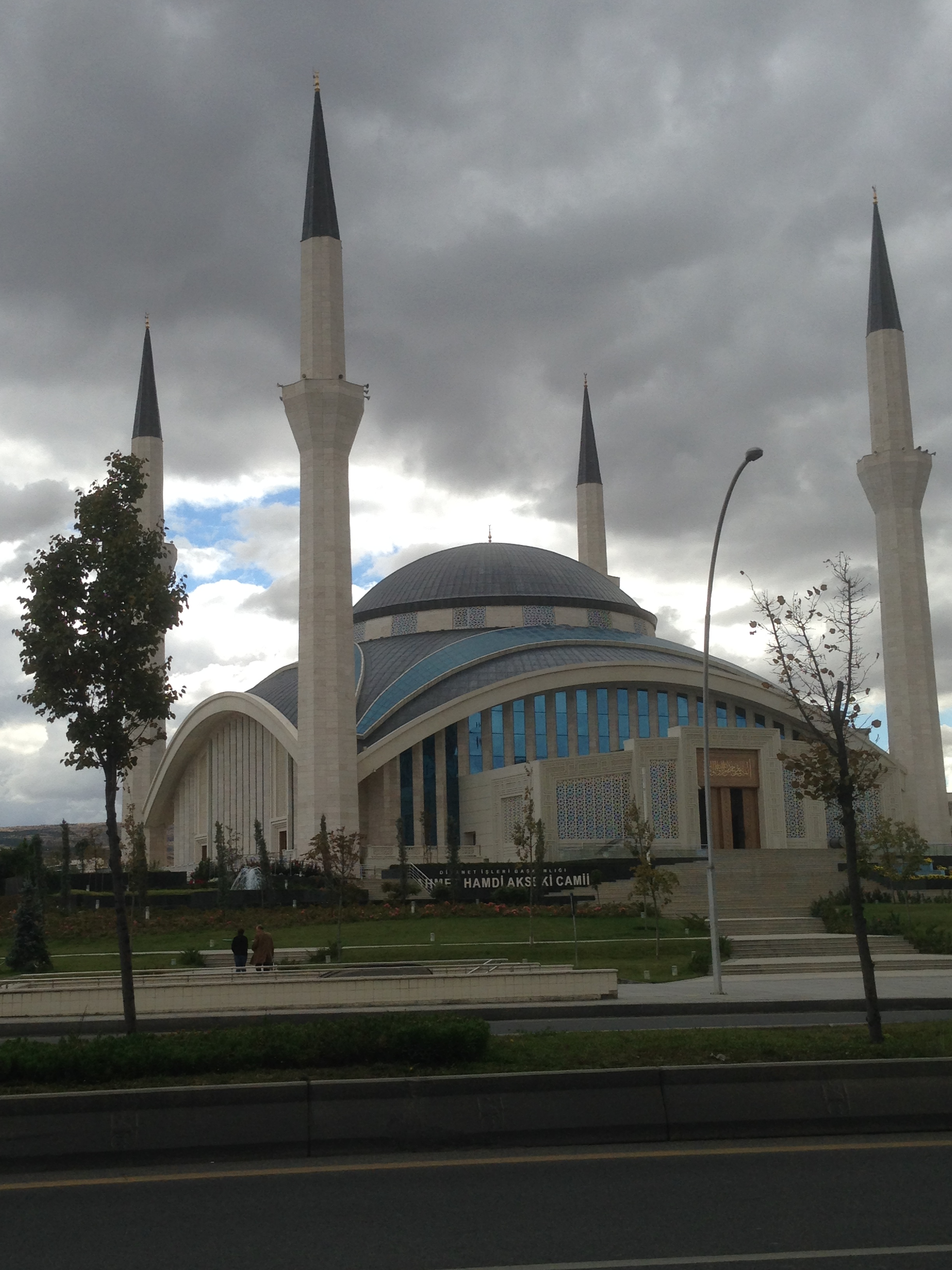
Mezquita Ahmed Hamdi Akseki
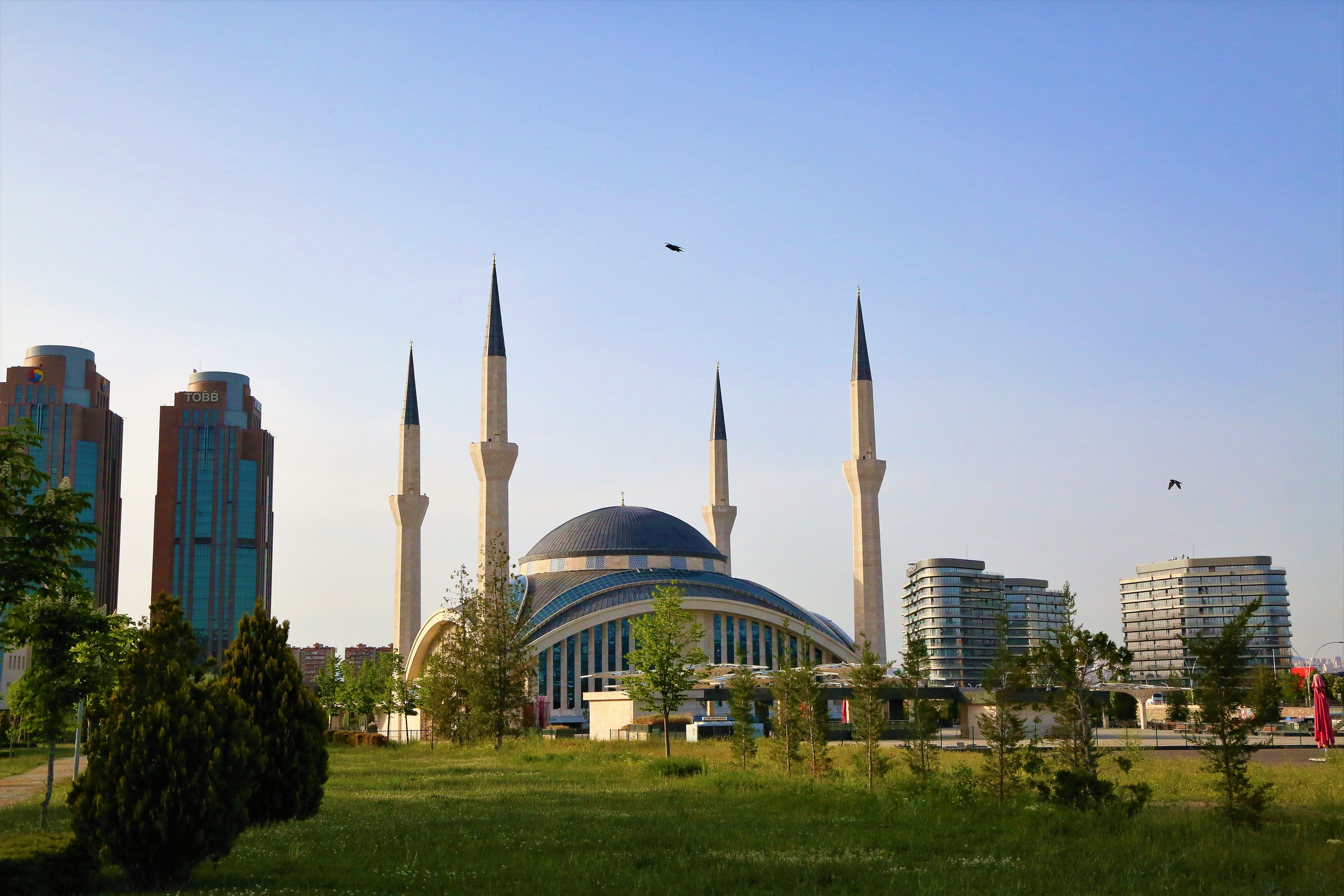
Mezquita Ahmed Hamdi Akseki
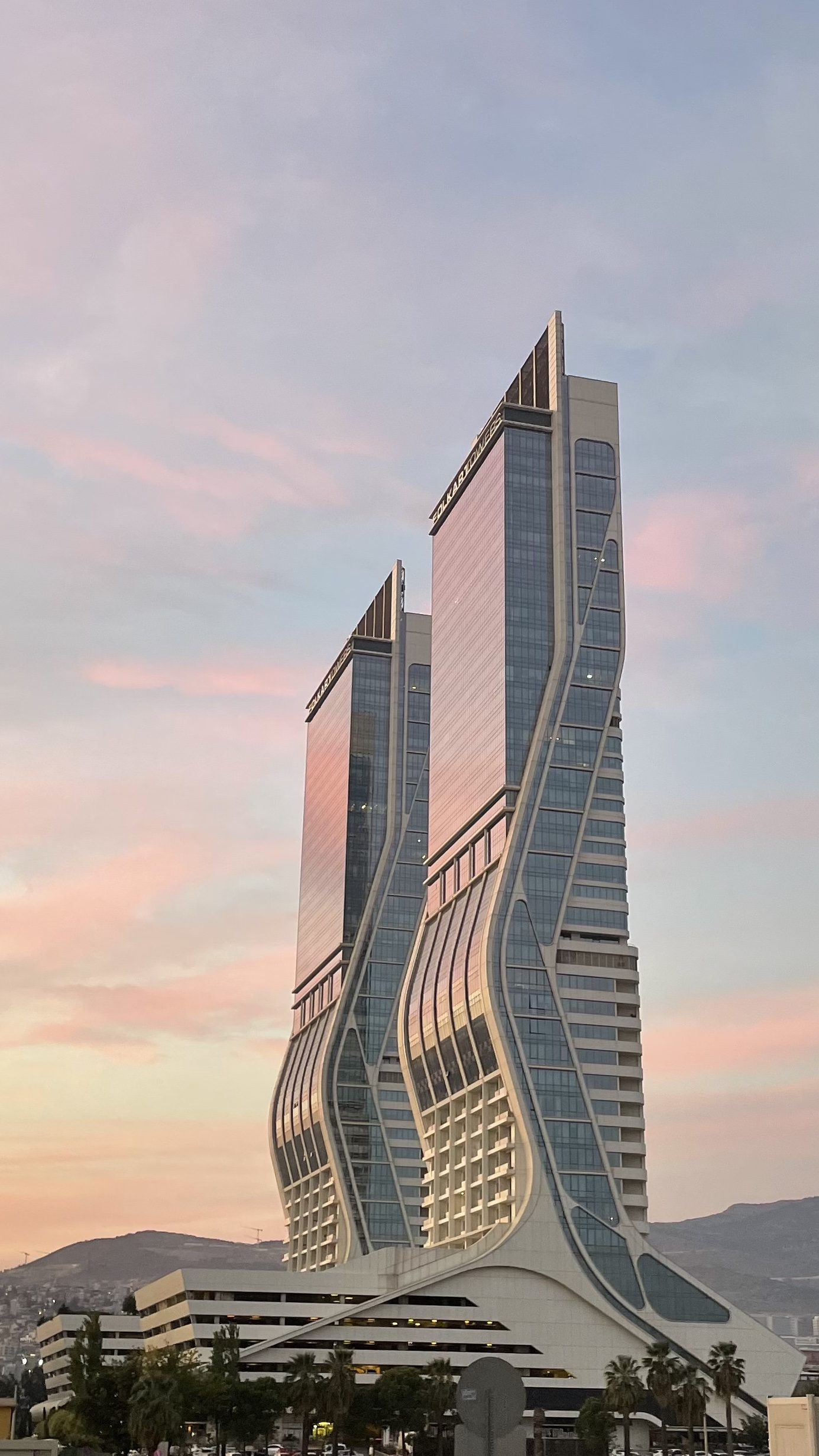
Torres Folkart de Izmir
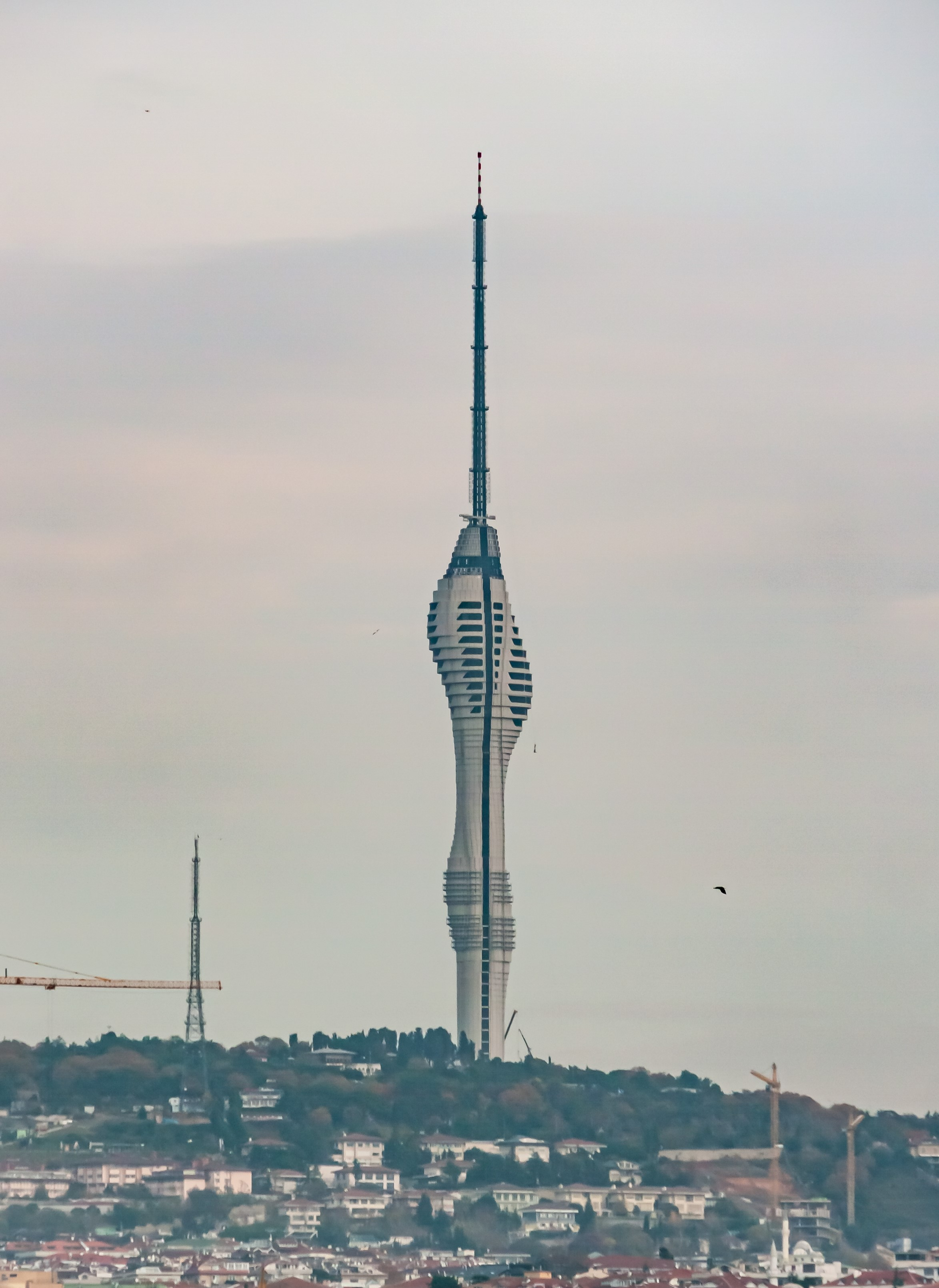
Torre de radio y televisión Küçük Çamlıca
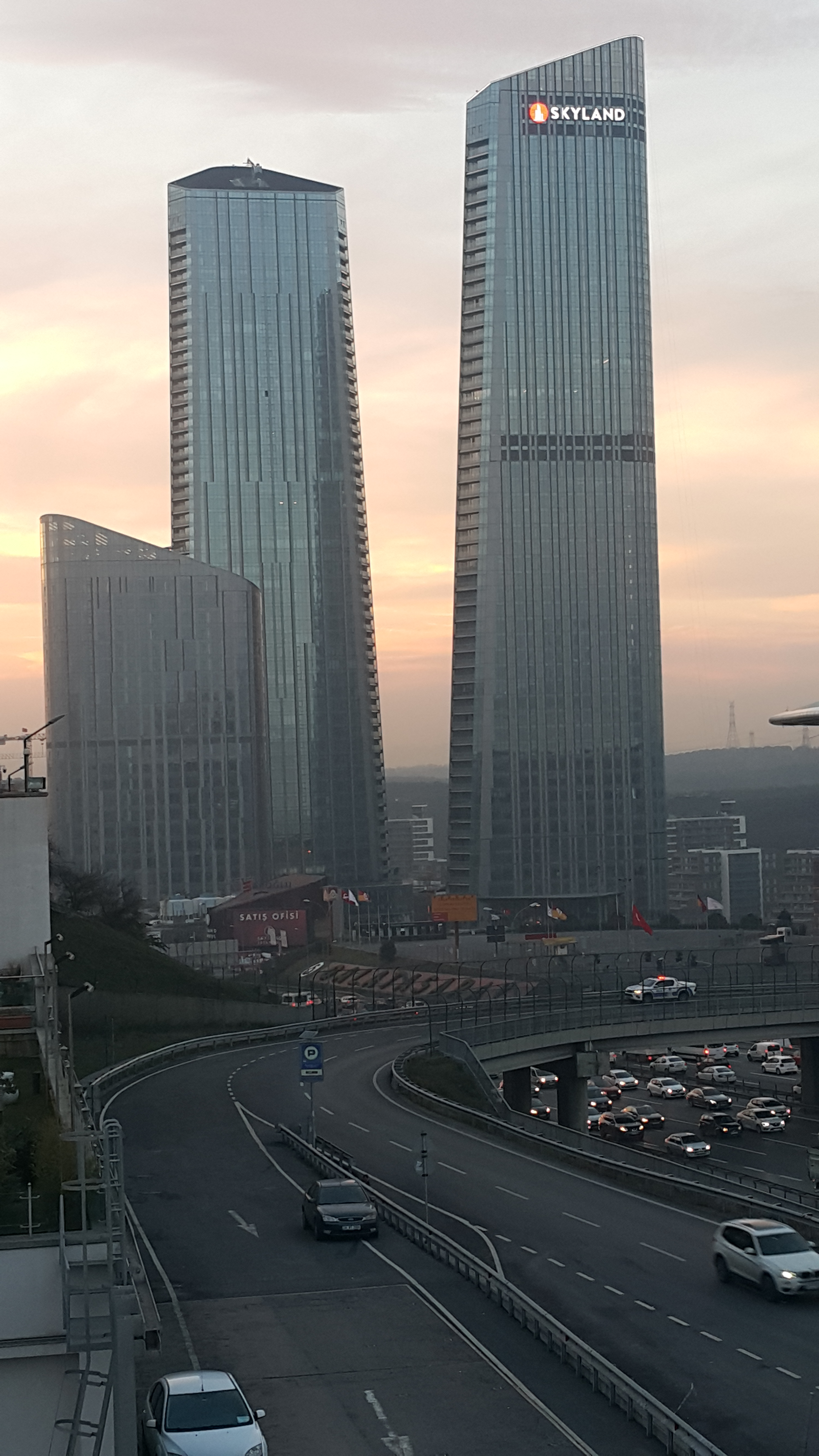
Skyland İstanbul
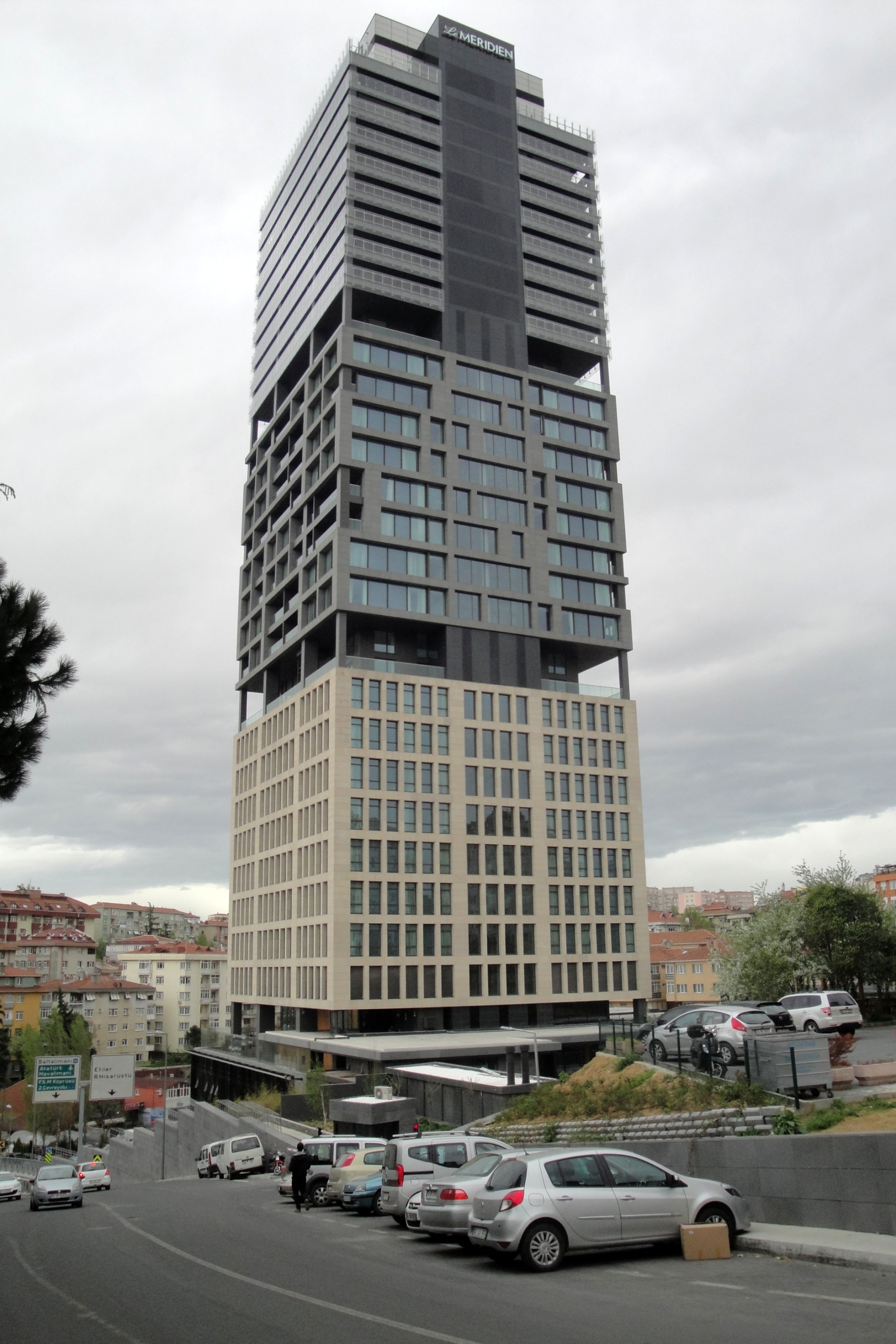
Le Méridien en Etiler, Estambul
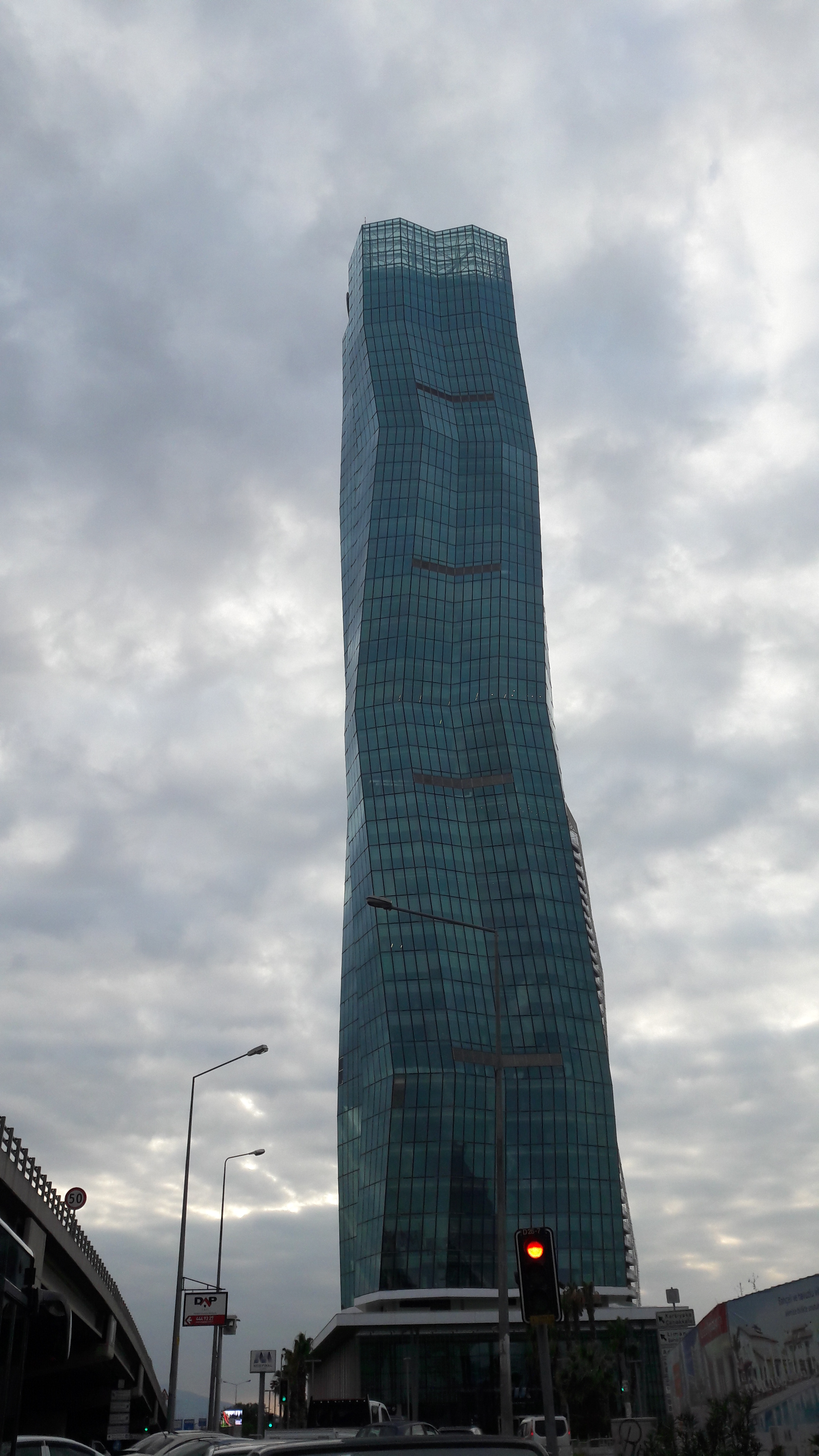
Torre de oficinas Mistral en Esmirna
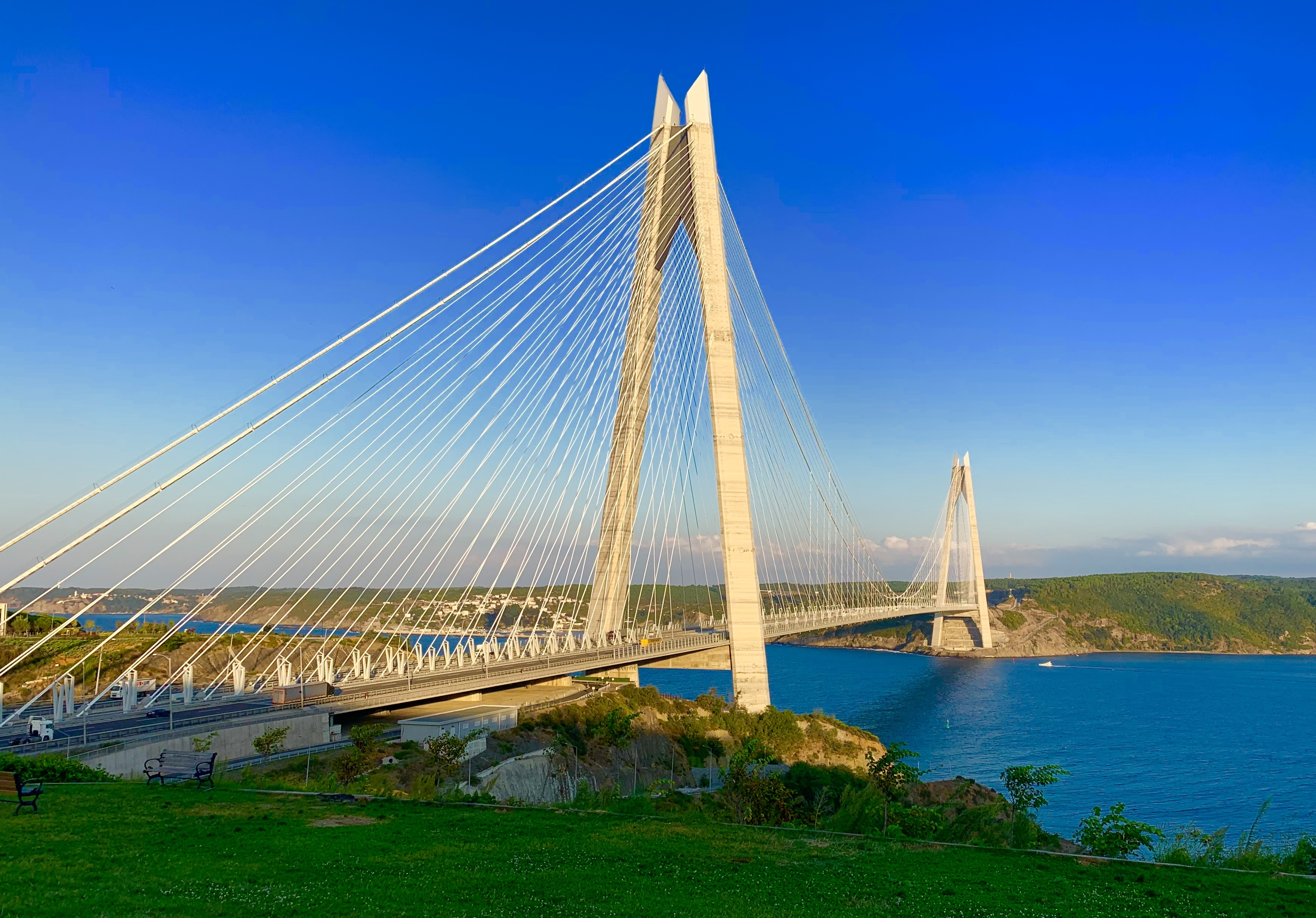
Puente Yavuz Sultan Selim (2016)
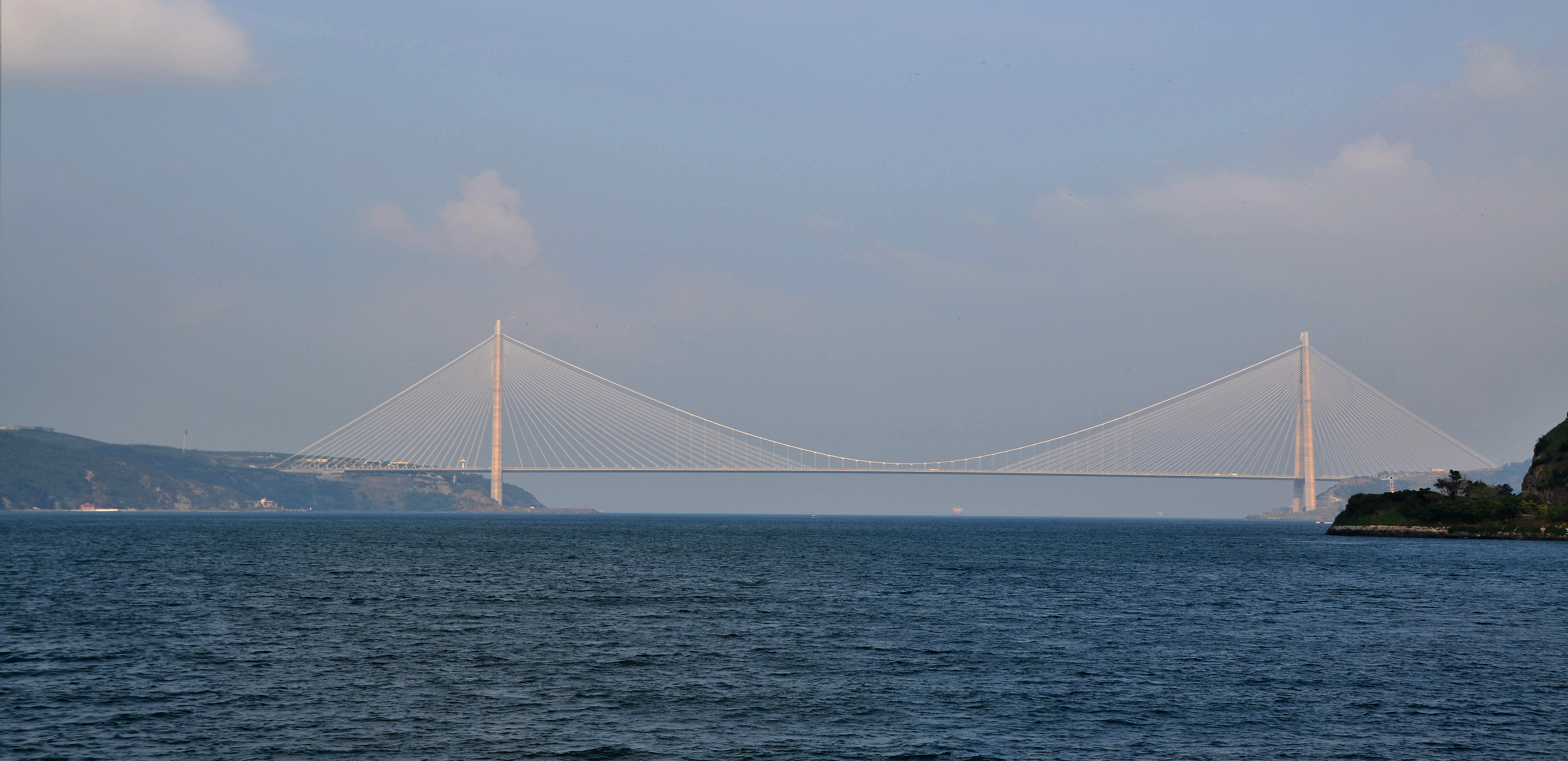
Puente Yavuz Sultan Selim (2016)